# Stammliste der Montmorency
Die Stammliste der Montmorency bezieht sich auf das Haus Montmorency vom 9. bis zum beginnenden 20. Jahrhundert.

## Die Ursprünge
1. NN
  1. Gautier (Galterus), 869–um 892 Bischof von Orléans[1]
  2. NN
    1. Gautier I (Galterus); † 893, 867 Erzbischof von Sens
    2. Bouchard, um 909/14 bezeugt, Bruder von Gautier I[2]
      1.  ? Bouchard de Bray (Bray-sur-Seine), 958 als Stifter der Kirche von Saint-Sauveur-lès-Bray bezeugt[3] ⚭ Ildegardis, 958 bezeugt[4]
        1.  ? Bouchard, 975 Gefolgsmann Hugo Capets, aus dem Pagus Sens vertrieben
          1. Bouchard I. de Montmorency (de Montmorenciaco), genannt le Barbu, 1005/09 bezeugt; † vor 1012; ⚭ Ildelinde, Dame de Château-Basset auf der Île Saint-Denis, 1009/12 bezeugt, Witwe von Huges Basset, Ritter – Nachkommen siehe Abschnitt Die Herren von Montmorency (11.–12. Jahrhundert)
          2.  ? Aubry, 975 bezeugt, Consanguineus von Graf Geoffroy Grisegonelle von Anjou, erhält von ihm Vihiers; ⚭ Adèle
            1. Aubry
            2. Eremburge; ⚭ I Hubert d’Arnay (Mathefelon). ⚭ II Hervé de Sablé

          3.  ? Thibaut genannt Fille-Estoupe (Wergfaser, Rotschopf), Seigneur de Bray et de Montlhéry etc.[5]
            1. Guy I de Montlhéry, 1043–1067 bezeugt (siehe Haus Montlhéry). ⚭ Hodierne de Gometz, 1043–1060 bezeugt, Erbin von Gometz und La Ferté, Tochter von Guillaume[6]
            2. Thibaut de Montlhéry, 1053 bezeugt[6]

      2.  ? Thibaut, dominus de Centumliis 958[7]

    3. NN (vielleicht Aubry, Vicomte d’Orléans, siehe unten)
      1. Gautier II (Galterus); † 928, Erzbischof von Sens[8]

    4.  ? Aubry (Albericus), Vicomte d’Orléans 886, wohl aus Sens in Burgund stammend[9][10] ⚭ Angela, Fränkin
      1.  ? Geoffroy (Gaufredus), Vicomte d’Orléans 933/942[11]
        1.  ? Aubry (Albericus), Vicomte d’Orléans 957/966[12]
        2.  ? Gerberge; † vor 952; ⚭ 937 Foulques II. le Bon, um 942 Graf von Anjou; † 11. November wohl 958 (Erstes Haus Anjou)[13]

      2. Betton (Betto); † 24. Februar wohl 918, 915 Bischof von Auxerre[14]

## Die Herren von Montmorency (11. – 12. Jahrhundert)
1. Bouchard I. de Montmorency (de Montmorenciaco), genannt le Barbu, 1005/09 bezeugt; † vor 1012. ⚭ Ildelinde, Dame de Château-Basset auf der Île Saint-Denis, 1009/12 bezeugt, Witwe von Hugues Basset, Ritter – Vorfahren siehe Abschnitt Die Ursprünge
  1. Bouchard II., Sire de Montmorency et de Marly, Seigneur de Feuillarde et de Château-Basset 1028/31
    1.  Thibaud I., 1048/71 bezeugt; † 1071 vor 2. November, Connétable von Frankreich
    2. Hervé, 1060/um 1100 bezeugt; † vor 1110, 1074 Bouteiller de France, 1081 pincerna (échanson, Mundschenk). ⚭ Agnès, um 1087/um 1100 bezeugt; † vor 1124
      1. Bouchard III., 1096/1124 bezeugt; † 2. Januar 1130/32, Sire de Montmorency, de Marly, de Feuillarde, de Saint-Brice, d’Épinay et d’Hérouville. ⚭ I Agnès de Beaumont, Dame de Conflans-Sainte-Honorine, Tochter von Yves III, Comte de Beaumont-sur-Oise (Haus Beaumont-sur-Oise). ⚭ II vor 1105 Agnès de Pontoise, Tochter von Raoul Deliès, Co-Seigneur de Pontoise, und Havise, bestattet in Saint-Martin-des-Champs
        1. (I) Söhne, 1124 bezeugt
        2.  (I) Mathieu I., 1102 bezeugt; † 1160, 1138/60 Connétable von Frankreich, 1148/60 Sire de Montmorency, de Marly, de Conflans-Sainte-Honorine et d’Attichy. ⚭I Alice, uneheliche Tochter von Heinrich I., König von England (Haus Plantagenet); ⚭II 1141 Adelheid oder Alice von Savoyen; † 1154, stiftet 1134 die Abtei Montmartre, Tochter von Humbert II., Graf von Savoyen, (Haus Savoyen), Witwe von Ludwig VI. der Dicke, König von Frankreich (Stammliste der Kapetinger) – Nachkommen siehe Abschnitt Die Herren von Montmorency (12.–13. Jahrhundert)
        3. (I) Thibaut, 1147 Kreuzritter (Zweiter Kreuzzug)
        4. (I) Adeline oder Helvide, genannt Machanie; ⚭ Guy, Seigneur de Guise et de Lescières
        5. (II) Hervé, 1172 Constable of Ireland, als Witwer Mönch in Trinity (Canterbury) ⚭ I Elisabeth, Tochter von Robert I., Earl of Leicester (Haus Beaumont), Witwe von Gilbert de Clare, 1. Earl of Pembroke (siehe Clare (Familie); Hervé war somit der Stiefvater von Richard de Clare, 2. Earl of Pembroke, der die Invasion Irlands 1170 leitete)
        6. (II) Hermer; † 24. Juli eines unbekannten Jahres

      2. Geoffroy, um 1087 bezeugt
      3. Hervé, 1081/1116 bezeugt
      4. Albéric, um 1118 bezeugt; † 29. April eines unbekannten Jahres

    3. Geoffroy, Kastellan von Burg Gisors – vermutete Nachkommen siehe Abschnitt Die Kastellane von Gisors
    4. Tochter, 1067/95 geistlich

  2. Albéric (Aubry), 1028–1059/60 bezeugt, Connétable von Frankreich unter König Heinrich I.
  3. Foucaud I – Nachkommen siehe Abschnitt Die Banthelu
  4. Gelduin, 1028 bezeugt

## Die Herren von Montmorency (12. – 13. Jahrhundert)
1. Mathieu I., 1102 bezeugt; † 1160, 1138/60 Connétable von Frankreich, 1148/60 Sire de Montmorency, de Marly, de Conflans-Sainte-Honorine et d’Attichy. ⚭I Alice, uneheliche Tochter von Heinrich I., König von England (Haus Plantagenet); ⚭II 1141 Adelheid oder Alice von Savoyen; † 1154, stiftet 1134 die Abtei Montmartre, Tochter von Humbert II., Graf von Savoyen, (Haus Savoyen), Witwe von Ludwig VI. der Dicke, König von Frankreich (Stammliste der Kapetinger) – Vorfahren siehe Abschnitt Die Herren von Montmorency (11.–12. Jahrhundert)
  1. (I) Henri; † 24. Juli vor 1160
  2. (I) Bouchard IV., 1151 bezeugt; † 1189[15], Sire de Montmorency, Seigneur de Conflans-Sainte-Honorine, d'Hérouville etc., 1183 Seigneur d’Écouen, gründet 1169 die Prieuré du Meynel[16], 1189 Kreuzritter (Dritter Kreuzzug), bestattet im Kloster Le Val. ⚭ 1173 Laurette von Hennegau; † 9. August 1181, Tochter von Balduin IV., Graf von Hennegau (Haus Flandern) und Alice de Namur, Witwe von Dietrich von Aalst, bestattet im Kloster Le Val
    1.  Mathieu II. le Grand, 1184 bezeugt; † 24. November 1230, Ritter, Sire de Montmorency, d’Écouen, de Conflans-Sainte-Honorine, d’Attichy etc., 1194 Connétable von Frankreich. ⚭ I Gertrude de Soissons; † 26. September 1220/September 1222, Ehe wurde annulliert, Tochter von Raoul I., Graf von Soissons, (Haus Nesle), geschieden von Jean, Graf von Beaumont-sur-Oise (Haus Beaumont-sur-Oise). ⚭ II vor 1215 Emma, Dame de Laval, um 1205 bezeugt; † 27. April 1264, Tochter von Gui VI, Sire de Laval (Haus Laval), Witwe von Robert III. Graf von Alençon (Haus Montgommery), sie heiratete in dritter Ehe um 1231 Jean, Sire de Toucy et de Laval († Ägypten 1250 auf dem Sechsten Kreuzzug), bestattet im Kloster Clairmont
      1. (I) Bouchard V., 1215 bezeugt; † 1. Januar 1243, 1231 Sire de Montmorency, d’Écouen, de Conflans-Sainte-Honorine, de Feuillarde, de Taverny, de Deuil, bestattet in der Prieuré du Meynel. ⚭ vor August 1220 Isabelle de Laval, 1220/50 bezeugt, Tochter von Gui VI, Sire de Laval (Haus Laval)
        1. Mathieu III., 1238/70 bezeugt; † vor Tunis 1270 (Siebter Kreuzzug), Sire de Montmorency, d’Écouen, de Conflans-Sainte-Honorine etc. ⚭ vor 1250 Jeanne de Brienne, Dame de Séant-en-Othe 1245/69, Tochter von Erard II, Sire de Ramerupt et de Venizy (Haus Brienne)
          1. Mathieu IV. le Grand, 1271/1304 bezeugt; † 13. Oktober wohl 1305, Sire de Montmorency, d’Écouen, d’Argentan et de Damville, Admiral von Frankreich, 1296 Großkammerherr von Frankreich. ⚭ I (Dispens vor 1273) Marie de Dreux, Tochter von Robert IV., Graf von Dreux; † 9. März 1276, bestattet in Hautes-Bruyères (Haus Frankreich-Dreux). ⚭ II wohl März 1277 Jeanne de Lévis; † April 1305, Tochter von Gui II, Maréchal et Seigneur de Mirepoix (Haus Lévis) und Isabelle de Marly – Nachkommen siehe Abschnitt Die Herren von Montmorency (13.–15. Jahrhundert)
          2. Érard, 1286/1331 bezeugt; † vor 6. September 1334 Ritter, Seigneur de Conflans-Sainte-Honorine, de Maffliers, de Boissy, de Chauffour et de Montsoult, königlicher Rat, 1289 Großmundschenk von Frankreich. ⚭ I Juni 1286 Jeanne de Longueval, Dame de Framerville et de Croissy; † vor 1305, Tochter von Aubert de Longueval und Anne de Maude, Dame de Croissy. ⚭ II um 1305 Clémence de Muret, Dame de Breteuil et de Beaussault 1309/33, Tochter von Hervé de Muret und Marie. – Nachkommen siehe Abschnitt Die Herren von Breteuil
          3. Bouchard I, 1269/83 bezeugt; † 1284 vor 28. Mai auf Sizilien, Ritter, 1279 Seigneur de Saint-Leu et de Deuil. ⚭ um 1260 Philippa Britaud, 1289 Dame de Nangis, Tochter von Jean Britaud, Seigneur de Nangis, und Marguerite – Nachkommen siehe Abschnitt Die Herren von Saint-Leu.
          4. Bouchard, 1273 bezeugt
          5. Robert, Prior in der Abtei Saint-Denis
          6. Guillaume, Tempelritter
          7. Marsilie, 1237/64 bezeugt. ⚭ vor 1237 Mathieu de Trie, Sire de Trie et de Mouchy, 1259 Graf von Dammartin; † 1272 (Haus Trie)
          8. Jeanne, 1295 bezeugt. ⚭ Baudoin de Guînes, Kastellan von Bourbourg, Seigneur d’Ardres; † 1293 (Haus Gent)
          9. Sibylle; † 18. Juni eines unbekannten Jahres
          10. Blanche, ⚭ 1269 NN

        2. Thibaut, 1268 bezeugt; † 29. Dezember eines unbekannten Jahres, 1260 geistlich
        3. Hawide, bestattet in der Abbaye de Hermières[17]. ⚭ Anseau IV de Garlande, 1251 Seigneur de Tournan, 1247 bezeugt; † 1287
        4. Alix, 1224/36 bezeugt; † 22. Februar 1237/38, bestattet in der Abbaye d’Abbecourt-en-Pinserais[18].
        5. Jeanne, 1260/62 bezeugt; † Februar 1268/April 1269.
        6. Alix, 1268 bezeugt

      2. (I) Mathieu, 1226 bezeugt, X Februar 1250 bei al-Mansura, 1244 Graf von Ponthieu, Seigneur d’Attichy. ⚭ September 1240/15. Dezember 1241 Marie, * vor 17. September 1199; † September 1251, 1225 Gräfin von Ponthieu, Erbtochter von Guillaume II., Graf von Ponthieu (Haus Montgommery) und Alix von Frankreich, Gräfin von Vexin, Witwe von Simon von Dammartin, 1205/11 Graf von Aumale, 1231 Graf von Ponthieu und Montreuil (Haus Mello)
      3. (I) Jean, Seigneur de Roissy 1226/36.
      4.  (II) Gui VII. de Laval, Ritter, 1265 bezeugt; † wohl 1267, 1254 Sire de Vitré et de Vauguyon, 1264 Sire de Laval, 1249 Kreuzritter (Sechster Kreuzzug). ⚭ I 1239 Philippa de Vitré, Dame de Vitré, 1253 bezeugt; † Paris 21. September 1254, Tochter von André III, Seigneur de Vitré (Haus Vitré). ⚭ II vor Oktober 1257 Thomasse de Pouancé, 1240/72 bezeugt, 1272 Dame de Mareuil, Tochter von Geoffroy, Sire de La Guerche, Witwe von André III., Sire de Vitré. – Nachkommen siehe Abschnitt Die Herren von Laval.
      5. (II) Avoise; † nach 1. Juni 1279, Dame de ½ Meslay. ⚭ September 1239 Jacques de Château-Gontier, Seigneur de Nogent-le-Rotrou, 1226 bezeugt; † Juni 1257/September 1264.
      6. (II) Jeanne, 1265 bezeugt
      7. (II) Tochter (vielleicht Alix de Montmorency, 1247/49, vielleicht auch bis 1268 bezeugt ⚭ Roger, Sire de Rozoy, X 8. Februar 1250 bei al-Mansura)

    2. Thibaut, um 1220 bezeugt
    3. Alix, 1184 bezeugt; † 24. Februar 1226, bestattet in Hautes-Bruyères. ⚭ um 1190 Simon V., Sire de Montfort um 1205, 5. Earl of Leicester, 1216 Herzog von Narbonne, Graf von Toulouse, X 25. Juni 1218 vor Toulouse, bestattet in Carcassonne (Haus Montfort-l’Amaury)
    4. Jeanne, um 1220 bezeugt
    5. Eve

  3. (I) Thibaut, 1160/89 bezeugt, Seigneur de Marly, 1173 Kreuzritter, 1189 Mönch im Kloster Le Val.
  4. (I) Hervé, 1173 bezeugt; † 25. März 1192, 1174 Abt von Saint-Martin de Montmorency, 1184 Domdechant in Paris
  5. (I) Mathieu I., 1160 bezeugt; † 1204 in Konstantinopel, Sire de Marly, de Verneuil, de Montreuil-Bonnin, de Picauville et d’Attichy, 1189 und 1202 Kreuzritter (Dritter Kreuzzug und Vierter Kreuzzug). ⚭ Mathilde (Mahaut) de Garlande, 1200 bezeugt; † 16. März 1224, Tochter von Guillaume III und Idoine de Trie, Witwe von Hugues de Gallardon, gründet 1204 Port Royal des Champs – Nachkommen siehe Abschnitt Die Herren von Marly
  6.  ? Aelis; † 22. März eines unbekannten Jahres. ⚭ Gasce de Poissy; † 14. August 1189

## Die Herren von Montmorency (13. – 15. Jahrhundert)
1. Mathieu IV. le Grand, 1271/1304 bezeugt; † 13. Oktober wohl 1305, Sire de Montmorency, d’Écouen, d’Argentan et de Damville, Admiral von Frankreich, 1296 Großkammerherr von Frankreich. ⚭ I (Dispens vor 1273) Marie de Dreux, Tochter von Robert IV., Graf von Dreux; † 9. März 1276, bestattet in Hautes-Bruyères (Haus Frankreich-Dreux). ⚭ II wohl März 1277 Jeanne de Lévis; † April 1305, Tochter von Gui II, Maréchal et Seigneur de Mirepoix (Haus Lévis) und Isabelle de Marly – Vorfahren siehe Abschnitt Die Herren von Montmorency (12.–13. Jahrhundert)
  1. (I) Töchter, 1277 bezeugt
  2. (II) Mathieu V., 1310 bezeugt, Sire de Montmorency, d’Écouen et de Damville. ⚭ vor 23. Juli 1306 Jeanne le Bouteiller de Senlis, 1306/14 bezeugt, Tochter von Guillaume IV, Seigneur de Chantilly (Haus Le Bouteiller de Senlis), sie heiratete in zweiter Ehe vor 5. Februar 1313 Jean de Guînes, Vizegraf von Meaux; † nach 24. März 1324 (Haus Gent)
  3. (II) Jean I., 1303 bezeugt; † Juni 1325, Sire de Montmorency, d’Écouen, de Damville, d’Argentan, de Bonneval etc., bestattet in Conflans-Sainte-Honorine. ⚭ Jeanne de Calletot, 1341 bezeugt; † vor 22. April 1350, Tochter von Robert de Calletot, Seigneur de Berneval-en-Caux.
    1. Charles I., 1327 bezeugt; † September 1381, Ritter, Sire de Montmorency, d’Écouen, de Damville, d’Argentan, de Bernaval, de Vitry-en-Brie, et de Chaumont-en-Vexin, königlicher Rat und Kämmerer, Panetier de France, 1344 Marschall von Frankreich, tritt 1347 zurück und wird Kapitän-General von Flandern und Picardie, bestattet in Notre-Dame du Val. ⚭ I 1330 Marguerite de Beaujeu; † 5. Januar 1336, Tochter von Guichard VI le Grand, Sire de Beaujeu (Haus Albon). ⚭ II (Ehevertrag vom 26. Januar 1341) Jeanne de Roucy, Dame de Blazon et de Chimeliers-en-Anjou; † 10. Januar 1361, bestattet in Notre-Dame du Val, Tochter von Jean V., Comte de Roucy (Haus Pierrepont) und Marguerite de Beaumetz. ⚭ III Perenelle de Villiers, Dame de Vitry-en-Brie, de La Tour de Chaumont, de Villiers-le-Sec etc.; † 1400/15, bestattet in Notre-Dame du Val, Tochter von Adam le Bègue, Seigneur de Villiers (Haus Villiers) und Alix de Méry, sie heiratete in zweiter Ehe Guillaume d’Harcourt, Seigneur de La Ferté-Imbault et de Montfort-le-Rotrou (1359 bezeugt; † 1400, Haus Harcourt)
      1. (II) Jean; † 24. Juli 1352, bestattet in Taverny.
      2. (II) Marguerite, * nach 1339; † nach 21. September 1406. ⚭ (Ehevertrag Paris Januar 1352 und 30. November 1356) Robert VII., Sire d’Estouteville; † 1395, wohl am 11. Juli (Haus Estouteville)
      3. (II) Jeanne, 1364/68 bezeugt, Dame de Damville. ⚭ (Ehevertrag 29. September 1358) Gui genannt Brumor der Laval, Seigneur de Challouyau[19], de Blaison et de Chemillé 1355/82; † wohl 1383 (siehe unten).
      4. (II) Marie; † nach 26. Februar 1372, Dame d’Argentan. ⚭ I Guillaume d’Ivry, Seigneur d’Oissery et de Saint-Pathus 1355/68. ⚭ II Jean II. de Châtillon, Ritter, Sire de Châtillon-sur-Marne; † 1416 (Haus Châtillon)
      5. (III) Charles; † 1369, bestattet in Taverny
      6. (III) Jacques, 1380 bezeugt; † 1414 vor dem 20. Oktober, Sire de Montmorency, d’Écouen, de Damville, de Conflans-Saint-Honorine, de Vitry-en-Brie, de La Tour de Chaumont etc., königlicher und burgundischer Rat und Kämmerer, Premier Baron de France. ⚭ (Ehevertrag 30. Januar und 1. Oktober 1399) Philippote de Melun, Dame de Croisilles et de Courrières; † 1429, Tochter von Hugues I., Burggraf von Gent, Seigneur d’Antoing et d’Épinoy (Haus Melun).
        1. Jean II., 1416/18 minderjährig; † 6. Juli 1477, 1420 Sire et Baron de Montmorency, d’Écouen, de Damville, de Conflans-Sainte-Honorine et de Vitry-en-Brie, 1424 Premier Baron et Chambellan de France, bestattet in Senlis. ⚭ I (Ehevertrag 29. Januar 1422) Jeanne, Dame de Fosseux, d’Auteville, de Nivelle (Nevele) et de Wismes; † 2. September 1431, bestattet in der Franziskaner-Kirche in Senlis, Tochter von Jean, Seigneur de Fosseux, und NN (wohl Jeanne, Dame de Preures). ⚭ II vor 3. August 1452 Marguerite d’Orgemont; † 14. April 1484/20. Februar 1488, bestattet in der Franziskaner-Kirche in Senlis, Tochter von Pierre II, Ritter, Seigneur de Chantilly et de Montjay, königlicher Rat und Kämmerer (Haus Orgemont), und Jeanne Paynel
          1. (I) Jean I, * 1422; † 26. Juni 1477, Seigneur de Nivelle, de Wismes, Liedekerke et de Hubermont, vom Vater enterbt, bestattet in Nevele. ⚭ vor 13. August 1455 Gudule Villain, 1455/83 bezeugt; † 1485, Frau von Liedekerke, Huysse, Borcht und Zwijndrecht, Tochter von Jean Villain, Herr von Huysse – Nachkommen siehe Abschnitt Die Herren von Nevele und der Graf von Horn
          2. (I) Louis, 1431 minderjährig; † 1490, Ritter, Seigneur de Fosseux, de Barly, d’Auteville, de La Tour de Chaumont, de Wastines, de Roupy et de Nomain, 1463 enterbt. ⚭ Marguerite de Wastines; † 28. Februar 1490, bestattet in Fosseux, Tochter von Jean, Seigneur de Roupy à Nomain, und Marguerite d’Auberchicourt genannt d’Estaimbourg, Dame de Casteler à Genech – Nachkommen siehe Abschnitt Die Barone von Fosseux und Lauresse.
          3. (II) Guillaume, 1476 bezeugt; † 24. Mai 1531, Sire et Baron de Montmorency, d’Écouen, 1484 de Chantilly, de Damville, de Conflans-Sainte-Honorine, de La Rochepot, de Thoré etc., Premier Baron de France, königlicher Rat und Kämmerer, Gouverneur und Bailli von Orléans, Kapitän der Bastille, des Forêt de Vincennes und von Saint-Germain-en-Laye, sizilianischer Kämmerer, bestattet in Montmorency. ⚭ (Ehevertrag Paris 17. Juli 1484) Anne Pot, Dame de La Rochepot, de Damville etc.; † 24. Februar 1510, bestattet in Montmorency, Tochter von Gui Pot, Graf von Saint-Pol, Seigneur de La Roche-Nolay, de La Rochepot, de Châteauneuf, de Thoré, de Damville etc., königlicher Rat und Kämmerer, Gouverneur von Touraine, Seneschall von Vermandois (Haus Pot), und Marie de Villiers-de-l’Isle-Adam – Nachkommen siehe Abschnitt Die Herzöge von Montmorency 1561–1632
          4. (II) Philippa, 1460 bezeugt; † Chinon 21. November 1516, Dame de Vitry-en-Brie, bestattet in Oiron. ⚭ I (Ehevertrag Paris 23. März 1465) Charles de Melun, Baron des Landas, Seigneur de Normanville et de Nantouillet, Grand Maître de France, Generalleutnant; † enthauptet Le Petit-Andely 22. August 1468. ⚭ II vor 4. März 1473 Guillaume Gouffier, Seigneur de Boisy, de Bonnivet[20] et d’Oiron, königlicher Rat und Kämmerer † Amboise 23. Mai 1495 (Haus Gouffier)
          5. (II) Marguerite, 1460 bezeugt; † 29. August 1498, Dame de Conflans-Sainte-Honorine, de Guînes, de Vitry et de Feuillarde-en-Brie, bestattet in Bourlémont[21]. ⚭ (Ehevertrag 26. Juni 1471) Nicolas d’Anglure, Baron de Bourlémont; † Bourlémont 26. Juli 1516, bestattet in Bourlémont.

        2. Philippe, Ritter; † vor 24. Juni 1473, 1428 Seigneur de Croisilles, de Courrières, de Neuville, de Vitasse et de Bours, 1438 de Wancourt, Gavernier de Douai, burgundischer Rat und Kämmerer. ⚭ I Marguerite, Dame de Bours, Erbtochter von Guillaume genannt Wiscake, Ritter, Seigneur de Bours, und Catherine de Poucques, Dame de Houplines, de Molimont, d’Amougies et de Russeignies. ⚭ II Gertrude van Reymerswaele, Tochter von Nicolas van Reymerswaele, Ritter, zu Lodijke, Nieuw Strijen[22] und Hierseke, und Gertrud von Gavre, Frau von Rozendaal, Witwe von Philipp von Maldeghem und Philippe Pot. ⚭ III 1467 Antoinette d’Inchy, Dame de Saint-Leu; † nach Februar 1474, Tochter von Baugeois, Seigneur d’Inchy, Kastellan von Douai – Nachkommen siehe Abschnitt Die Herren von Croisilles
        3. Pierre; † vor 1422.
        4. Denis; † 23. August 1474, bestattet in der Kathedrale von Tournai, Domherr, 1452 Domdechant in Tournai, Elekt von Arras
        5. (unehelich, Mutter unbekannt) Jacques bâtard de Montmorency, 1450/59 bezeugt, ⚭ NN, 1459 bezeugt
        6. (unehelich, Mutter unbekannt) Denise bâtarde de Montmorency; ⚭ Robert Enguerran
        7. (unehelich, Mutter unbekannt) Jeanne bâtarde de Montmorency; ⚭ vor 1454 Louis de Grouchy, Seigneur de Montérolier

      7. (III) Denise; † nach 1452. ⚭ (Ehevertrag 12. September 1398) Lancelot Turpin, Ritter, Seigneur de Crissé, de Vihiers etc.; † 1414.
      8. (unehelich, Mutter unbekannt) Jean bâtard de Montmorency, Kapitän von Argentan 1364

    2. Jean, Seigneur d’Argentan et de Maffliers; † 6. Juli 1364, 1350 Elekt und 1355 Bischof von Orléans.
    3. Mathieu I.; † 29. Juni 1360, Seigneur d’Avremesnil et de Bouqueval, Co-Seigneur de Goussainville 1343, bestattet in Taverny. ⚭ vor 7. April 1349 Aiglantine de Vendôme, Dame de La Ventrouze et de Charençoy, Tochter von Jean I, Seigneur de La Chartre-sur-le-Loir (Haus Montoire) und Philippe de Mesalent, Dame de La Ferté-Ernaud et de Villepreux – Nachkommen siehe Abschnitt Die Herren von Avremesnil.
    4. Isabeau; † kurz nach 2. März 1341. ⚭ (Ehevertrag 13. Oktober 1336) Jean I de Châtillon, Sire de Châtillon-sur-Marne, Grand Maître de France; † 1363 (Haus Châtillon).
    5. Jeanne. ⚭ Thibaud, Seigneur de Rochefort-en-Bretagne.

  4. (II) Alix, 1310/14 bezeugt
  5. (II) Marguerite, 1310 bezeugt
  6. (II) Isabeau, wohl Dame de Montmagny. ⚭ Roques de Hangest, Sire de Hangest; † November 1352, 1352 Marschall von Frankreich (Haus Hangest)

## Die Herren von Nivelle und der Graf von Horn
1. Jean I, * 1422; † 26. Juni 1477, Seigneur de Nivelle (Nevele), de Wismes, Liedekerke et de Hubermont, vom Vater enterbt, bestattet in Nevele. ⚭ vor 13. August 1455 Gudule Villain, 1455/83 bezeugt; † 1485, Frau von Liedekerke, Huysse, Borcht und Zwijndrecht, Tochter von Jean Villain, Herr von Huysse – Vorfahren siehe Abschnitt Die Herren von Montmorency (13.–15. Jahrhundert)
  1. Jean II, 1483 bezeugt; † 12. April 1510, Seigneur de Nivelle, de Huysse, de Wismes, de Hubermont, de Saint-Leu, de Taverny et de ¼ Montmorency, königlicher Rat. ⚭ vor 2. September 1496 Margareta von Horn, Frau von Gaasbeek; † 15. Dezember 1518, bestattet in der Franziskaner-Kirche in Gent, Tochter von Jakob I., Graf von Horn (Haus Horn), Witwe von Philipp von Horn, Herr zu Braine-le-Château, Putten, Strijen, Gaasbeek, Geldrop etc.
    1. (unehelich, Mutter unbekannt) Pierre bâtard de Montmorency, Mai 1510 legitimiert; † nach 1530. ⚭ Elisabeth Vandermoet, Tochter von Jakob V. und Levine de Stielers
      1. Jean, ⚭ Marie van Eeckhoute, Tochter von Johann, Seigneur de Goubé, und Amelberge von Baenst
      2. Sohn
      3. Jaspar, X 2. Juli 1600 in der Schlacht von Nieuwpoort

    2. Anna; † Brügge 1611. ⚭ NN van Eesche

  2. Jacques, 1485/93 bezeugt; † auf der Pilgerfahrt nach Jerusalem
  3. Philippe I, * 1465/66; † 1526, Dechant von Saint-Tugal de Laval, Seigneur de Nivelle, Wismes, Hubermont, Saint-Leu, Taverny, Liedekerke et ¼ Montmorency. ⚭ (Ehevertrag 5. September 1496) Marie von Horn; † Douai 17. Juni 1558, Dame de Montigny-en-Ostrevent, de Achicourt, de Vimy, d'Escarpel etc., Tochter von Friedrich von Horn, Seigneur de Montigny, bestattet in Montigny
    1. Hélène, * 1497; † 19. September 1578, Priorin von Sankt-Agnes in Gent
    2. Claude, * 1497; † 1564
    3. Frédéric; † klein
    4. Joseph; † Italien 1530, Seigneur de Nivelle, de Hubermont, de Huysse, de Saint-Leu et de ¼ Montmorency, bestattet in Weert. ⚭ (Ehevertrag 26. August 1523) Anna von Egmond; † 1574, Augsburgisches Bekenntnis, Tochter von Floris von Egmond, Graf von Buren und Leerdam, sie heiratete in zweiter Ehe (Ehevertrag 6. Dezember 1530) Johann, Graf von Horn, Herr zu Altena, Weert etc.; † 8. Dezember 1540 (Haus Horn)
      1.  Philipp VI; † enthauptet Brüssel 5. Juni 1568, von seinem Stiefvater kurz vor dessen Tod adoptiert, Graf von Horn (1568 enteignet), Freiherr von Altena, Herr zu Weert, Seigneur de Nivelle etc., Präsident der Finanzen und des niederländischen Staatsrats, Admiral von Flandern, Gouverneur von Geldern und Zutphen, spanischer Kämmerer, 1555 Ritter des Ordens vom Goldenen Vlies (Nr. 224), bestattet in Weert. ⚭ (Ehevertrag 29. Januar 1546) Anna Walburga von Neuenahr, * 1522; † 25. Mai 1600, 1578 Gräfin von Neuenahr und Moers, Tochter von Wilhelm, Graf von Neuenahr und Mörs, sie heiratete in zweiter Ehe vor 4. Juni 1575 Adolf von Neuenahr, 1556 Graf von Limburg; † Arnhem 8. Juli 1587
        1. Philipp; † vor 1568

      2.  Floris, * 1528; † ermordet Simancas 15. Oktober 1570, 1567 in Spanien gefangen, 1568 Seigneur de Vimy et de Hubermont, 1559 Ritter des Ordens vom Goldenen Vlies (Nr. 238), ⚭ 1565 Hélène de Melun; † 19. Mai 1590, Tochter von Hugues Prince d’Épinoy, Connétable von Flandern (Haus Melun), sie heiratete in zweiter Ehe 12. November 1581 Florent de Berlaymont
        1. Philippe, * November/Dezember 1566; † 24. August 1568, bestattet in Montigny
        2. Floris, * 1568; † 1570.

      3. Marie † 5. Februar 1570, Dame de Condé.⚭ I um 1550 Charles II. de Lalaing, Comte de Lalaing, niederländischer Staatsrat und Chef des Finances, 1531 Ritter des Ordens vom Goldenen Vlies (Nr. 183); † 21. November 1558. ⚭ II 1562 Peter Ernst, Graf von Mansfeld, 1546 Ritter des Ordens vom Goldenen Vlies (Nr. 209)
      4. Eléonore, 1585 bezeugt, Dame de Montigny, bestattet in Villers-au-Tertre. ⚭ I (Ehevertrag 1542) Pontus de Lalaing, Seigneur de Bugnicourt, 1546 Ritter des Ordens vom Goldenen Vlies (Nr. 203); † 13. Oktober 1557, bestattet in Villers-au-Tertre. ⚭ II (Ehevertrag 9. November 1560) Antoine de Lalaing, Comte de Lalaing et de Hoogstraaten, Baron von Borsselen und Sombreffe, 1559 Ritter des Ordens vom Goldenen Vlies (Nr. 241), X 11. Dezember 1568.

    5. Robert; † Saint-Omer März 1554, Seigneur de Wismes et de Lieucourt, Grand Bailli de Saint-Omer, bestattet in Saint-Sépulchre in Saint-Omer. ⚭ Jeanne de Bailleul; † 12. April 1565, bestattet in Frauenalb, Dame du Doulieu, Tochter von Charles de Bailleul, Seigneur du Doulieu, Erbmarschall von Flandern, und Johanna von Kleve-Ravensteijn, Witwe von Daniel de Herzelles, Seigneur de Lilaere-lès-Douai, sie heiratete in dritter Ehe Saint-Omer 7. April 1556 Philipp II. Graf von Eberstein († 11. September 1589) (Haus Eberstein)
    6. Philippe; † Douai 13. Dezember 1566, Seigneur d’Achicourt, de Vimy, de Farbus, du Bosquet, d’Escarpel etc., niederländischer Chef de Finances und Staatsrat, 1559 Ritter des Ordens vom Goldenen Vlies (Nr. 235), bestattet in Saint-Albin in Douai
    7. Isabeau. ⚭ (Ehevertrag 10. Juli 1529) Joachim de Hangest, Seigneur de Moyencourt; † 1537 (Haus Hangest)
    8. Marguerite; † 10. März 1570. ⚭ Robert de Longueval, Seigneur de La Tour et de Warlaing; † Dezember 1559.
    9. Marie † 1537.
    10. Françoise; † 11. März 1570, Dame de Montigny, de Vimy, d’Achicourt, de Wismes et de Lieucourt, bestattet in Saint-Albin in Douai.

  4. Marie; † klein
  5. Marguerite; † nach 1517. ⚭ vor 23. Februar 1485 Arnold von Horn, 1468 bezeugt; † 1505, Ritter, 1489 Herr zu Gaasbeek etc.Comte de Hautkerke.
  6. Honorine; † 1510, bestattet in der Kirche der Kartäuser bei Saint-Omer. ⚭ I vor 23. Februar 1485 Nicolas de Sainte-Aldegonde, Ritter, Seigneur de Noircarmé 1493. ⚭ II Charles de Rubempré, Vicomte de Montenaken

## Die Barone von Fosseux und Lauresse
1. Louis, 1431 minderjährig; † 1490, Ritter, Seigneur de Fosseux, de Barly, d’Auteville, de La Tour de Chaumont, de Wastines, de Roupy et de Nomain, 1463 enterbt. ⚭ Marguerite de Wastines; † 28. Februar 1490, bestattet in Fosseux, Tochter von Jean, Seigneur de Roupy à Nomain, und Marguerite d’Auberchicourt genannt d’Estaimbourg, Dame de Casteler à Genech – Vorfahren siehe Abschnitt Die Herren von Montmorency (13.–15. Jahrhundert)
  1. Roland; † wohl 1506, 1463 Seigneur de Fosseux, d’Auteville etc. ⚭ (Ehevertrag 14. Februar 1483) Louise d’Orgemont; † nach 1529, Dame d’Ézanville et de Baillet-sur-Esche, Tochter von Charles, Seigneur de Méry-sur-Oise, Trésorier de France (Haus Orgemont), und Jeanne Dauvet
    1. Claude; † Oktober 1546, Seigneur de Fosseux, d’Auteville, de Lenval, de Courcelles, de Baillet-sur-Esche etc., Generalleutnant der Marine. ⚭ (Ehevertrag 22. Dezember 1522) Anne d’Aumont; † 1559, Dame d’Aumont, de Méru, de Thury, de Crevecœur etc., Tochter von Ferry, Seigneur d’Aumont (Haus Aumont), und Françoise de Ferrières, Dame de Dangu et de Thury
      1.  Pierre I., bis 1577 Baron de Fosseux, September 1578 Marquis de Thury und Baron de Baillet-sur-Esche, Comte de Châteauvillain, Seigneur de Courcelles, de Crevecœur, d’Auteville, de Lauresse etc., 1554/82 Grand Panetier de France ; ⚭ (Ehevertrag 24. Januar 1553) Jacqueline d’Avaugour, Comtesse de Châteauvillain, Dame de Courtalain, Tochter von Jacques d’Avaugour, Seigneur de Lauresse, de Courtalain etc., und Catherine de la Baume-Montrevel, Comtesse de Châteauvillain
        1. Anne, X bei der Belagerung von Rouen 1592, 2. Marquis de Thury, 2. Baron de Fosseux. ⚭ 1577 Marie de Beaune; † vor 1611, Tochter von Jean, Seigneur de La Tour-d’Argy, de Vaupereux et de Longueville-en-Thimerais (Haus Beaune), und Anne du Museau.
          1. Pierre II.; † Schloss Courtalain 29. September 1615, 3. Marquis de Thury, 3. Baron de Fosseux, Seigneur de Courtalain. ⚭ vor 12. September 1610 Charlotte du Val, Tochter von Germain du Val, Vicomte de Corbeil etc., Kapitän des Louvre, und Marie du Molinet, sie heiratete in zweiter Ehe um 1628 Pierre de Beaux-Oncles, Baron de Bois-Ruffin[23] – Nachkommen siehe Abschnitt Die Herzöge von Montmorency 1817–1862
          2. François I, Seigneur de Charsonville, de Châteaubrun et du Tronchet, 1608 Abt von Molesme und Le Tronchet, tritt zurück, 1646 als königlicher Rat bezeugt. ⚭ 26. Juni 1620 Catherine-Roger, Witwe von Guillaume Fournier, Seigneur de Saint-Marcel d’Urfé; seine vorehelichen Kinder wurden am 15. Dezember 1656 vom Parlement de Toulouse legitimiert – Nachkommen siehe Abschnitt Die Herren von Châteaubrun und Neuvy-Pailloux
          3. Jacqueline, * 18. November 1586. ⚭ (Ehevertrag 19. Januar 1610) Florimond de Moulins, Seigneur de Rochefort-en-Mirebalais (Haus Moulins)

        2. Gui; † jung
        3. Pierre I; † Paris 28. März 1610, Seigneur de Lauresse et de Ver, Gouverneur von Le Perche, bestattet in Saint-Sulpice. ⚭ I (Ehevertrag La Faigne[24] 23. Februar 1584) Louise de Laval, Dame de La Faigne etc. Erbtochter von Louis, Seigneur de La Faigne (Haus Montmorency). ⚭ II (Ehevertrag 21. Juli 1601) Suzanne de Rieux, Tochter von René, Marquis d’Alérac, (Haus Rieux), Marguerite de Conan
          1. (I) Sohn; † jung
          2. (II) Pierre II, Baron de Lauresse, Châtelain de Bausson et de Haute-Perche. ⚭ Louise de Lomblon; † 24. November 1678, Tochter von Alexandre de Lomblon, Seigneur d’Essarts et de Saint-Aignan, bestattet in Saint-Sulpice
            1. Henri; † jung, Seigneur de Lauresse
            2. Söhne; † jung
            3. Louise, *1618/19; † 14. April 1694, Dame de Lauresse, bestattet in Saint-Sulpice. ⚭ Antoine de Stainville, Comte de Couvonges; † 1670, Generalleutnant.

          3. (II) François, Baron de Ver, Malteserordensritter.
          4. (II) Philippe; † 1650, Abt von Notre-Dame de Lannoy
          5. (II) Marguerite. ⚭ (Ehevertrag 28. September 1621) Jacques Frezeau, Seigneur de Rochelettes.
          6. (II) Jeanne. ⚭ (Ehevertrag 12. Februar 1626) Jean de Bourcoing, Seigneur de Foleins.

        4. Claude; † klein
        5. François l’Ainé; † vor 1623, Seneschall und Generalleutnant von Gévaudan
        6. François le Jeune; † Oktober 1624, Seigneur de Lardières, de Menillet et de Crevecœur. ⚭ Charlotte de Garges, Dame de Yèvre-le-Châtel; † 4. Juli 1631, bestattet in Yèvre-le-Châtel, Witwe von Pépin Bonouvrier, Seigneur de Hauteville, Gouverneur von Metz
        7. Louise. ⚭ (Ehevertrag 11. Mai 1578) Pierre de Vallée, Seigneur de Pescherey, X bei der Belagerung von Chartres April 1591.
        8. Jeanne; † 1601. ⚭ (Ehevertrag 1593) NN de Beaux-Oncles, Gouverneur von Dieppe.
        9. Diane. ⚭ I Louis de Franquetot, Seigneur d'Aussay etc. (Haus Franquetot). ⚭ II 26. Juli 1608 Isaac de Piennes, Seigneur de Briqueville-Coulembiers.
        10. Antoinette. ⚭ (Ehevertrag 2. November 1589) Michel du Gast, Seigneur de Montgauger.
        11. Françoise, * 1566. ⚭ François de Broc, Seigneur de Saint-Mars, de La Pile, du Broc etc.
        12. (unehelich, Mutter unbekannt) Jeanne bâtarde de Montmorency. ⚭ 31. August 1578 Pierre d’Herne, Seigneur de la Roche

      2. François I.; † nach 1559, Seigneur d’Auteville, de Hallot, de La Rochemillet, de Bouteville et de Crevecœur. ⚭ I Jeanne de Montdragon, Tochter von Troilus, Seigneur de Montdragon, und NN, Dame de la Palu et de Trézéguidy-en-Bretagne. ⚭ Louise de Gebert, 1589 Witwe, Tochter von René de Gebert, Seigneur du Rivau, und Anne de Loré. – Nachkommen siehe Abschnitt Die Herzöge von Piney 1661–1764
      3. Charles; † nach 1562, Abt von Notre-Dame de Lannoy
      4. Georges; † nach 1572, Seigneur d’Aumont et de La Neuville. ⚭ I Françoise Potart, Dame de Germigny. ⚭ II vor 1572 Jossine d’Offignies, Tochter von François d’Offignies, Witwe von Jean de Rencourt. ⚭ III vor 19. Juli 1581 Françoise de Bouqueré, Tochter von Claude, Seigneur de la Pallière, und Anne Marie Poitière
        1. (I) Marguerite, Dame d’Aumont et de La Neuville. ⚭ Richard le Pelletier, Seigneur de Martinville.
        2. (III) Georges, bâtard de Montmorency, Februar 1576 legitimiert, 2. März 1576 registriert, co-seigneur de La Neuville. ⚭ 11. September 1604 Gabrielle de La Roche Saint-André, Tochter von Louis, Seigneur de la Desnerie, und Marie Darot – Nachkommen siehe Abschnitt Die Herren von La Neuville
        3. (III) Michel bâtard de Montmorency, 1576 legitimiert, gouverneur der Zitadelle von Verdun
        4. (III) Claude. ⚭ 19. August 1599 Marguerite du Croq, Tochter von Christophe, Co-Seigneur de Viermes, und Marie de La Fontaine

      5. Claude, * 1540, Äbtissin von Notre-Dame de Ressons
      6. Charlotte, Dame d’Ézanville. ⚭ 9. Dezember 1544 Charles du Croc, Seigneur de Mortefontaine.
      7. Geneviève, Dame de Bezit-Le-Gray. ⚭ I 3. Februar 1652 Gilles de Pellevé; † Saint-Denis 1567 (Haus Pellevé). ⚭ II (Dispens 5. November 1576) Jean de Rouvroy dit de Saint-Simon, Seigneur d’Hédouville (Haus Rouvroy)
      8. Françoise, 1559 geistlich.
      9. Claude; † 24. August 1614, geistlich in Flines

    2. Anne. ⚭ I Antoine de Créquy, Seigneur de Rimboval. ⚭ II Guillaume de la Motte, Seigneur de Beaussart et de Beaurepaire.
    3. Louise; † nach 1559. ⚭ (Ehevertrag 21. Dezember 1521) Jean de Rouvroy dit de Saint-Simon, Seigneur de Sandricourt (Haus Rouvroy)

  2. Ogier, 1487 bezeugt; † 12. (oder 14.) September 1523, Seigneur de Wastines, de Bersée, de Wandegies, de Sautaing, de la Boche, du Chatellet etc., 1494 Seigneur de Beuvry, bestattet in Cappelle. ⚭ (Ehevertrag 6. April 1486) Anne de Vendegies, Dame de Wandegies, de Sautaing, de Bersée, de la Roche, de Hellem, de Fromès, de Luperdrie, de Frémicourt et du Châtellet, Erbtochter von Sence, Seigneur de Wandegies, und Jeanne de Beaufort-de-Grantin – Nachkommen siehe Abschnitt Die Grafen von Estaires und Fürsten von Robecq.
  3. Cyprien genannt Verdelance; † 1528, Seigneur de Barly, bestattet in Barly. ⚭ vor 27. September 1493 Marie de Marquais, Tochter von Robert de Marquais und Anne Lohimel.
  4. Jean; † vor 1530, Ritter, Seigneur de Roupy et de Nomain, bestattet in der Abtei Sains. ⚭ Jeanne-Henriette de Bercus, Tochter von Quentin, Seigneur de Bercus, und Anastasie de Landas
    1. Nicolas; † nach 1541, Seigneur de Roupy et de Nomain. ⚭ I Catherine de Bausserode, Tochter von Louis Le Prévôt dit de Bausserode und Jeanne de Langlée. ⚭II Florence de Wissocq, Tochter von Philippe de Wissocq, Seigneur de Beaumy, und Antoinette de Bernemicourt.
      1. (unehelich, Mutter unbekannt) Pierre bâtard de Montmorency; † nach 1590, Seigneur de Malboutry
        1. François, Seigneur de Malboutry. ⚭ I Madeleine de Hem, Tochter von Hercule, Seigneur d’Oby, und Catherine de Landas. ⚭ II Marguerite Peichen
        2. Tochter ⚭ NN, Seigneur de Villiers
        3. Anne. ⚭ NN de Boutonville

    2. Amalie
    3. Sohn; † Rhodos
    4. Sohn, geistlich in Auchin
    5. Madeleine, Dame de Roupy et de Nomain, bestattet in Roisin. ⚭ (Ehevertrag 7. November 1514) Baudry, Seigneur de Roisin.
    6. Jeanne; † 1558, bestattet in Sins, 1533 Äbtissin von Sins (Sains-les-Douai)
    7. 2 Söhne
    8. 2 Töchter

  5. 2 Söhne, 1464 bezeugt
  6. (unehelich, Mutter unbekannt) Hector bâtard de Montmorency-Fosseux, 1490/1508 bezeugt

## Die Herzöge von Montmorency 1817–1862
1. Pierre II.; † Schloss Courtalain 29. September 1615, 3. Marquis de Thury, 3. Baron de Fosseux, Seigneur de Courtalain. ⚭ vor 12. September 1610 Charlotte du Val, Tochter von Germain du Val, Vicomte de Corbeil etc., Kapitän des Louvre, und Marie du Molinet, sie heiratete in zweiter Ehe um 1628 Pierre de Beaux-Oncles, Baron de Bois-Ruffin[23] – Vorfahren siehe Abschnitt Die Barone von Fosseux und Lauresse
  1. Marie, * Courtalain 24. April 1611; † 27. März 1664, bestattet in Saint-Eustache in Paris. ⚭ 1637 Guy Arbaleste, Vicomte de Melun, X Marienthal 1646.
  2. François, getauft Courtalain 4. November 1614; † Château de Neuilly-en-Champagne 25. Februar 1684. Marquis de Thury, 4. Baron de Fosseux, Seigneur de Courtalain, 1644 Seigneur de Bois-Ruffin et d’Arizou. ⚭ Isabelle de Harville, * 1628/29; † Paris 21. Oktober 1712, Tochter von Antoine de Harville, Seigneur de Palaiseau, Gouverneur von Calais, und Isabelle Xavier du Boulay (Juvénal des Ursins)
    1. Kind, * Courtalain 1647; † 1650
    2. Henri Mathieu, * 1648; † 6. November 1708, Marquis de Fosseux, Seigneur de Courtalain, 1694 Abt von Geneston, Domherr in Tournai
    3. Jacques Bouchard, * Courtalain 30. September 1655; † auf dem Meer 29. Oktober 1678, Malteserordensritter.
    4. Léon, * 31. Oktober 1664, getauft in Saint-Sulpice in Paris 21. Februar 1665; † Courtalain 20. März 1750, Marquis de Fosseux, Seigneur de Courtalain, Generalleutnant im Chartrain. ⚭ 20. November 1697 Marie Madeleine Jeanne de Poussemothe de l’Estoile, * wohl 1573; † 12. März 1750, Tochter von Jean Poussemothe, Seigneur de Montbaiseuil, und Marie Madeleind Renaud.
      1. Marie-Charlotte, * 8. Februar 1702; † 1749. ⚭ 4. Dezember 1726 Louis de Montagu, Vicomte de Beaune, Marquis de Bouzols[25], Generalleutnant; † Château de Plauzat 16. September 1746
      2. Anne-Julie, * 16. September 1704. ⚭ 18. Juli 1724: Emmanuel de Rousselet, Marquis de Château-Renault; † 1. Mai 1739 (Haus Rousselet)
      3. Anne Léon, getauft Courtalain 14. September 1705; † Paris 26. August 1785, Marquis de Fosseux, Seigneur de Courtalain, Premier Baron chrétien, Generalleutnant, 1778 Gouverneur von Salins. ⚭ I 11. Dezember 1730 Anne Marie Barbe de Ville, Tochter von Arnold, Reichsfreiherr, und Anne Barbe de Courcelles. ⚭II Paris 23. Februar 1752 Marie Madeleine Elisabet Charette, * 1705; † 8. Januar 1778, Tochter von Gilles Charles François Charette, Seigneur de Monteart, und Gabrielle Elisabeth de Montigny, Witwe von Louis de Sérant, Marquis de Kerfilly, und Henri François de Bretagne, Baron d’Avaugour, Comte de Vertus
        1. (I) Anne Léon, * 11. August 1731; † Münster 1. September 1799, Marquis de Fosseux, Seigneur de Courtalain, 1767 Duc de Beaufort-Montmorency, Premier Baron chrétien. ⚭ I 27. Januar 1761 Marie Judith de Champagne; † 23. Mai 1763, Tochter von Louis Hubert, Comte de Champagne, und Françoise Judith de Lopriac de Coétmadeuc. ⚭ II 6. Oktober 1767 Charlotte Anne Françoise de Montmorency-Luxembourg, * 17. November 1752, Tochter von Anne François, Duc de Montmorency-Luxembourg, Graf von Tancarville, Brigadier (Haus Montmorency)
          1. (I) Marie Anne; † Château de Brosse-en-Brie 20. September 1765
          2. (II) Anne Charles François, * Paris 12. Juli 1768; † Paris 26. (oder 25.) Mai 1846, 17. August 1810 comte de l’Empire in der Noblesse impériale, 4. Juni 1814 Pair de France auf Lebenszeit, 18. August 1815 erblicher Pair de France, 31. August 1817 erblicher Duc de Montmorency Pair de France, Marquis de Fosseux, Premier Baron chrétien de France. ⚭ 2. Juni 1788: Anne Louise Caroline de Goyon de Matignon, * Neapel 3. Mai 1774; † Paris 27. März 1846, Tochter von Louis Charles Auguste Goyon de Matignon, Comte de Gacé (Haus Goyon), und Angélique Elisabeth le Tonnelier de Breteuil
            1. Anne Louis Raoul Victor, * Solothurn 14. Dezember 1790; † Courtalain 18. August 1862, 1846 2. Duc de Montmorency etc, 1813 kaiserlicher Kämmerer, bestattet in Paris, Cimetière de Picpus. ⚭ März 1821 Euphémie Théodore Valentine de Harchies, * 1786/87; † 21. Oktober 1858 Reitunfall, Tochter von Louis Gabriel de Harchies, Marquis de Vlamertinge, und Helene Gottliebe von Plettenberg, Witwe von Anne Joseph Thibaut Comte de Montmorency
            2. Anne Elisabeth Laurence, * Paris 7. April 1802; † Paris 14. Oktober 1860. ⚭ Paris 6. September 1819 Théodore Paul Alexandre Démétrius, Prince de Bauffremont-Courtenay; † Paris 28. Januar 1853 (Haus Bauffremont)
            3. Anne Louise Charlotte Alix, * Paris 15. November 1810; † Paris 12. September 1858. ⚭ Paris 23. Februar 1829 Napoléon Louis de Talleyrand-Périgord, 3. Duc de Talleyrand, 5. Herzog von Sagan; † Berlin 21. März 1898 (Haus Talleyrand-Périgord).

          3. (II) Anne Louis Christian, * Neuilly-sur-Seine 26. Mai 1769; † Madrid 25. Dezember 1844, genannt Le Prince de Montmorency-Tancarville, 1812 7. Prince de Robecq, Grande von Spanien, 5. November 1827 erblicher Pair de France, Feldmarschall. ⚭ 6. September 1797 Marie Henriette de Becdelièvre; † Paris 15. März 1833, Tochter von Anne Louis Roger de Becdelièvre, Comte de Cany, und Elisabeth Marie Boutren d’Hattenville.
            1. Anne Charlotte Marie Henriette, * Orléans 28. August 1798; † Paris 21. September 1860, 1853 9. Princesse de Robecq, Grande von Spanien. ⚭ Paris 27. Oktober 1817 Desiré, Comte de Cossé-Brissac; † Paris 23. April 1870 (Cossé-Brissac)
            2. Anne Sidonie Joséphine Marie, * 17. Dezember 1799; † Paris 28. Januar 1878. ⚭ Juni 1819 Édouard, Comte de La Châtre; † 20. Oktober 1861.
            3. Anne Christian Marie Gaston, * 4. Mai 1801; † Paris 17. Dezember 1853, 1844 8. Prince de Robecq, Grande von Spanien
            4. Anne Élie Marie Aurélie, * 24. April 1803; † Paris 15. April 1883. ⚭ 31. August 1824 Armand, Marquis de Biencourt; † Aix-les-Bains 14. Juli 1862.
            5. Anne Philippe Marie Christian, * 25. Mai 1806; † Dezember 1826

          4. (II) Anne Louise Madeleine Elisabeth, * Paris 8. Juli 1771; † Paris 20. November 1828. ⚭ 20. Juni 1785 Alexandre Louis Auguste de Rohan-Chabot, 6. Duc de Rohan, Pair de France; † 8. Februar 1816 (Haus Rohan-Chabot)
          5. (II) Anne Joseph Thibaut, * Paris 17. März 1773; † Montgiron 21. Oktober 1818, Comte de Montmorency. ⚭ 1809 Euphémie Théodore Valentine de Harchies, * 1786/87; † Paris 21. Oktober 1858 Reitunfall, Tochter von Louis Gabriel de Harchies, Marquis de Vlamertinge, und Helene Gottliebe von Plettenberg, sie heiratete in zweiter Ehe März 1821 Anne Louis Raoul Victor, 2. Duc de Montmorency, († Courtalain 17. August 1862, Haus Montmorency).
          6. (II) Anne Eléonore Pulchérie, * Paris 1. November 1776; † Paris 15. August 1863. ⚭ 20. April 1801 Victor Louis Victurnien de Rochechouart, Marquis de Mortemart, Comte de l’Empire, Pair de France; † Paris 28. Januar 1834. (Haus Rochechouart)

      4. Henri Mathieu, * 13. Dezember 1706; † 20. Februar 1708.

    5. Marguerite Charlotte, Nonne.
    6. Catherine, Nonne.
    7. Anne, Nonne.
    8. Françoise, Nonne.

  3. (unehelich, Mutter: Françoise Brandon) François César bâtard de Montmorency, Seigneur de Lardières. ⚭ 1647 Marie Mousau d’Andillou
    1. François, Seigneur de Lardiéres. ⚭ Catherine Chaufourneau
    2. Henri César
    3. 3 Töchter

  4. Léonore bâtarde de Montmorency. ⚭ NN du Poet

## Die Herren von Châteaubrun und Neuvy-Pailloux
1. François I, Seigneur de Charsonville, de Châteaubrun et du Tronchet, 1608 Abt von Molesme und Le Tronchet, tritt zurück, 1646 als königlicher Rat bezeugt. ⚭ 26. Juni 1620 Catherine Roger, Witwe von Guillaume Fournier, Seigneur de Saint-Marcel d’Urfé; seine vorehelichen Kinder wurden am 15. Dezember 1656 vom Parlement de Toulouse legitimiert – Vorfahren siehe Abschnitt Die Barone von Fosseux und Lauresse
  1. François II, * 1621; † nach 1686, Seigneur de Châteaubrun, Gouverneur von Châteauroux. ⚭ 21. März 1646 Maria Strozzi, Tochter von Nicolas Strozzi und Adrienne de Toisni
    1. Claire Clémence, * 30. Januar 1648; † nach 25. April 1661
    2. Jean Nicolas, * 25. Dezember 1659; † 16. Mai 1746, Seigneur de Châteaubrun, 1719 Feldmarschall. ⚭ Paris März 1703 Marie Louise Vachon, Tochter von Louis V. und Charlotte le Court
      1. Marie Louise * Paris 4. Januar 1704; † 8. Januar 1704.
      2. Marie Anne * Paris 29. Januar 1706; † 1706.

  2. Charles; † nach 1686, Prior in Saint-Gaultier, Seigneur de Neuvy-Pailloux. ⚭ Catherine-Elisabeth de Muzard, Tochter von Claude de Muzard, Seigneur de Sanzelles, und Anne Bonne Godefroy
    1. Charles Henry; † Dezember 1702, Seigneur de Neuvy-Pailloux. ⚭ Paris 11. August 1697 Angélique Marguerite de Mouchet de Battefort de Laubespin, * 1680; † 15. April 1732, Tochter von Léonel de Mouchet de Battefort und Barbe de Laubespin.
      1. Louis-Hyacinthe, * 2. Juni 1698, getauft Paris 4. Juni 1698; † klein

    2. Sylvie. ⚭ NN de Villelune.
    3. Gabrielle. ⚭ 1692 François de la Marche, Seigneur de Parnac.

  3. Louis; † nach 1686, Seigneur de Plantaire, Prior in Saint-Genesteux-du-Blanc
  4. Catherine. ⚭ I André de Bridières, Seigneur de Gardanges. ⚭ II Jean de Moras, Seigneur de Chamborand

## Die Herzöge von Piney 1661–1764
1. François I.; † nach 1559, Seigneur d’Auteville, de Hallot, de La Rochemillet, de Bouteville et de Crevecœur. ⚭ I Jeanne de Montdragon, Tochter von Troilus, Seigneur de Montdragon, und NN, Dame de la Palu et de Trézéguidy-en-Bretagne. ⚭ Louise de Gebert, 1589 Witwe, Tochter von René de Gebert, Seigneur du Rivau, und Anne de Loré. – Vorfahren siehe Abschnitt Die Barone von Fosseux und Lauresse
  1. (I) François II.; † Vernon 1592, Seigneur de Hallot, Baron de Chantemerle, Bailli und Gouverneur von Rouen und Gisors, Generalleutnant der Normandie. ⚭ I vor 1585 Marie de Noyant. ⚭ II Claude Hebert dit d’Ossonvilliers, Dame de Courcy, Tochter von Louis Hebert, Seigneur de Courcy, und Gillette de Saint-Amadour
    1. (II) Françoise. ⚭ Sébastien de Rosmadec, Baron de Molac, Gouverneur von Dinan.
    2. Jourdaine Madeleine, 1607 bezeugt. ⚭ (Ehevertrag Caen 3. Juli 1591) Gaspard Pelet, Seigneur de Lavérune, Vicomte de Cabanès etc.; † 1608.

  2. (I) Jacques, Zwilling, Seigneur de Crevecœur, Gouverneur von Caen und Falaise. ⚭ Jossine d’Offignies.
  3. (I) Tochter, Zwilling; † klein.
  4. (I) Louis; † enthauptet 20. März 1615, Seigneur de Bouteville et de Précy, 1593 Vizeadmiral von Frankreich. ⚭ (Ehevertrag 4. Oktober 1593) Charlotte Catherine de Luxe, Erbtochter von Charles, Comte du Verain et de Luxe, und Claude de Saint-Gelais-Lansac dite de Lézignan, Dame de Précy.
    1. Henri, Comte de Luxe; † 1616, 1614 Bailli und Gouverneur von Senlis, Vizeadmiral von Frankreich
    2. François; † enthauptet Paris 22. Juni 1627, Seigneur de Bouteville, Comte de Luxe, Bailli und Gouverneur von Senlis. ⚭ (Ehevertrag 17. März 1617) Elisabeth Angélique de Vienne, * 1607/08; † Dangu 5./6. August 1696, Tochter von Jean de Vienne, Präsident der Rechnungskammer in Paris, und Elisabeth Dolu.
      1. Marie Louise; † September 1684. ⚭ Dominique d’Étampes, Marquis de Valençay, Sohn von Jacques d’Estampes und Louise Blondel (Haus Estampes)
      2. Elisabeth Angélique, getauft Paris 8. März 1627; † Paris 24. Januar 1695, Baronne de Meilou, bestattet in Paris. ⚭ I Château-Thierry heimlich 26. Februar, offiziell 7. Juni 1645 Gaspard IV. de Coligny, 1648 1. Duc de Châtillon, Pair de France, Marquis d’Andelot; † Schloss Vincennes 9. Februar 1649, bestattet in der Basilika Saint-Denis (Haus Coligny). ⚭ II 2. November 1663 Christian Ludwig I., Herzog von Mecklenburg-Schwerin; † Den Haag 21. Juni 1692 (Stammliste des Hauses Mecklenburg)
      3.  François-Henri, * postum Paris 7. Januar 1628; † Versailles 4. Januar 1695, Comte de Bouteville, Comte de Luxe, Duc de Piney-Luxembourg, Pair de France (Erhebung von Piney zur Duché-Pairie März 1661 mit der Bestimmung für ihn und seine männlichen und weiblichen Nachkommen, Namen und Wappen Luxembourg zu führen, registriert 20. Mai 1662), Generalgouverneur von Champagne und Brie, 1675 Marschall von Frankreich. ⚭ 17. März 1661 Madeleine Charlotte Bonne Thérèse de Clermont-Tallard de Luxembourg, Duchesse de Piney, Princesse de Tingry, Baronne de Dangu, * 1634/35; † 21. August 1701, bestattet in Ligny-en-Barrois, Erbtochter von Charles Henri de Clermont, Duc de Luxembourg-Piney (Haus Clermont-Tonnerre), und Marguerite Charlotte de Luxembourg, Duchesse de Piney, Comtesse de Ligny, Dame da Dangu (Haus Luxemburg-Ligny) – ihre Kinder tragen den Namen „de Montmorency-Luxembourg“
        1. Charles François I. Frédéric, * 22. Februar 1662; † 4. August 1726, Mai 1688 Duc de Beaufort, November 1689 (registriert 2. Januar 1690) Umwandlung des Namens der Duché de Beaufort in Duché de Beaufort-Montmorency, 1695 2. Duc de Piney-Luxembourg, Prince d’Aigremont, Prince de Tingry, Comte de Bouteville, de Dangu et de Laslé, Seigneur de Précy, Gouverneur und Generalleutnant der Normandie, bestattet in der Kapuziner-Kirche in Paris. ⚭ I 28. August 1686 Marie Anne d’Albert; † 17. September 1694, bestattet in der Kapuziner-Kirche in Paris, Tochter von Charles Honoré d’Albert, Duc de Chevreuse, Duc de Luynes, Pair de France (Haus Albert). ⚭ II (Ehevertrag 14. Februar 1696) Marie Gillonne Gillier; † Rouen 15. September 1709, Tochter von René Gillier, Marquis de Clérambault et de Marmande, und Marie le Loup de Bellenave
          1. (I) Marie-Henriette, * 29. Januar 1692; † 11. Februar 1696, bestattet in der Kapuziner-Kirche in Paris
          2. (II) François; † 15 Monate alt
          3. (II) 2 Söhne; † klein
          4. (II) Marie Renée, * 21. Juli 1697. ⚭ 15. April 1716 Louis François Anne de Neufville, 4. Duc de Villeroy, Pair de France; † 1734 (Haus Neufville)
          5. (II) Charles François II., * 3. Dezember 1702; † 18. Mai 1764, 1726 3. Duc de Piney-Luxembourg, Pair de France, Prince d’Aigremont, Comte de Bouteville etc., Gouverneur der Normandie, 1757 Marschall von Frankreich. ⚭ I 9. Januar 1724 Marie Sophie Émilie Honorate Colbert, Marquise de Seignelay, Comtesse de Tancarville etc. † 29. Oktober 1747, Erbtochter von Marie Jean-Baptiste Colbert, Marquis de Seignelay (Haus Colbert), und Marie Louise Mauritia Prinzessin von Fürstenberg. ⚭ II 29. Juni 1750 Madeleine Angélique de Neufville, * Oktober 1707; † 1787, Tochter von Louis Nicolas de Neufville, 3. Duc de Villeroy, Pair de France (Haus Neufville), Witwe von Joseph Marie de Boufflers, Duc de Boufflers, Pair de France
            1. (I) Anne Maurice, * 2. März 1729; † Paris 4. Juli 1760, bestattet in Paris. ⚭ 26. Januar 1745 Anne Louis Alexandre de Montmorency, 6. Prince de Robecq, Grande von Spanien; † Paris 19. Oktober 1812 (Haus Montmorency).
            2. (I) Anne François, * 9. Dezember 1735, Duc de Montmorency-Luxembourg, Baron de Jaucourt, Comte de Tancarville, Comte de Gournay, Marquis de Seignelay, Brigadier; † Uerdingen 22. Mai 1761 an den Blattern. ⚭ 17. Februar 1752 Louise Françoise Pauline de Montmorency-Luxembourg, * 16. Januar 1734; † 25. August 1818, Tochter von Charles François Christian, Pince de Tingry (Haus Montmorency), sie heiratete in zweiter Ehe Paris 14. April 1764 Louis François Joseph Comte de Montmorency-Logny (Haus Montmorency).
              1. Charlotte Anne Françoise, * 17. November 1752. ⚭ 6. Oktober 1767 Anne Léon de Montmorency, 1767 Duc de Beaufort-Montmorency; † 1. September 1799 (Haus Montmorency)
              2. Mathieu Frédéric, * 22. Oktober 1756; † 17. Juni 1761
              3. Madeleine Angélique, * 1758/59; † Genf 27. Januar 1775

          6. (II) Françoise Gillonne, * 1. Juli 1704. ⚭ 15. April 1716 Louis II. de Pardaillan de Gondrin, 2. Duc d’Antin, Pair de France; † 9. Dezember 1743 (Haus Pardaillan).
          7. (II) Anne, * 2. Januar 1707; † Toulon Januar 1741, Comte de Ligny.
          8. (II) Tochter; † klein

        2. Pierre Henri Thibault, * Ligny-en-Barrois 9. Mai 1663; † 23. November 1700, Abt von Saint-Michel und Ourscamp, bestattet in der Kapuziner-Kirche in Paris
        3. Paul Sigismond, * 5. September 1664; † 28. Oktober 1731, Februar 1696 Duc de Châtillon als Erbe seiner Tante (registriert 3. März 1696), Brigadier. ⚭ 6. März 1696 Marie-Anne de La Trémoille, Marquise de Royan, Comtesse d’Olonne, * 10. September 1676; † 2. Juli 1708, bestattet in der Cölestiner-Kirche in Paris, Tochter von Louis, Comte d’Olonne (Haus La Trémoille) – Nachkommen siehe Abschnitt Die Herzöge von Piney 1764–1861
        4. Angélique Cunégonde, genannt Madame de Luxembourg, * Paris 18. Januar 1666; † Paris 7. Juni 1736, Äbtissin von Poussay. ⚭ Paris 7. Oktober 1694 Louis Henri de Bourbon-Soissons, 1694 Prince de Neufchâtel et de Valangin, Comte de Dunois etc. † Paris 8. Februar 1703, bestattet im Kloster Gaillon
        5. Christian Louis, genannt Le Chevalier de Luxembourg, * Paris 9. Februar 1675; † Paris 23. November 1746, Prince de Tingry, Generalleutnant und Gouverneur von Französisch-Flandern, Gouverneur von Valenciennes und Nantes, 1734 Marschall von Frankreich, bestattet in Beaumont-du-Gâtinais. ⚭ Beaumont 7. Dezember 1711 Louise Madeleine de Harlay, * 1694; † Paris 7. oder 9. Dezember 1749, bestattet in Beaumont, Erbtochter von Achille (IV.) de Harlay, Comte de Beaumont, Staatsrat, und Anne Renée Louise du Lovet, Dame de Coetjanval. – Nachkommen siehe Abschnitt Die Herzöge von Beaumont 1787–1878

    3. Louis, Abt von Saint-Lô; † Holland 1624.
    4. Claude † 3. April 1652. ⚭ (Ehevertrag 29. März 1618) Antoine III. de Gramont, 1643 1. Duc de Gramont, Pair de France; † 16. August 1644 (Haus Gramont).
    5. Louise † Februar 1621. ⚭ (Ehevertrag 17. Februar 1620) Just Henri, Comte de Tournon; † 14. März 1643.

  5. (II) Marguerite, 1574 Dame de La Rochemillet et de Corbeil-Cerf. ⚭ (Ehevertrag 23. Juni 1589) René de Rouxelle, Seigneur de Saché et de la Treille.

## Die Herzöge von Piney 1764–1861
1. Paul Sigismond, * 5. September 1664; † 28. Oktober 1731, Februar 1696 Duc de Châtillon als Erbe seiner Tante (registriert 3. März 1696), Brigadier. ⚭ 6. März 1696 Marie-Anne de La Trémoille, Marquise de Royan, Comtesse d’Olonne, * 10. September 1676; † 2. Juli 1708, bestattet in der Cölestiner-Kirche in Paris, Tochter von Louis, Comte d’Olonne (Haus La Trémoille) – Vorfahren siehe Abschnitt Die Herzöge von Piney 1661–1764
  1. Charles Paul Sigismond, * 20. Februar 1697; † Paris 26. März 1785, 1731 2. Duc de Châtillon, 1736 Duc de Bouteville, Marquis de Royan, Comte de Hallot et d’Olonne, Generalleutnant. ⚭ I 3. Juli 1713 Anne Catherine Eléonore Le Tellier; † 21. Oktober 1716, Tochter von Louis Marie François Le Tellier, Marquis de Barbezieux, Staatssekretär (Le Tellier de Louvois), und Louise Catherine de Crussol d’Uzès. ⚭ II 19. April 1717 Anne Angélique de Harlus de Vertilly, * 1699/1700; † Paris 28. Februar 1769, Tochter von René de Harlus, Marquis de Vertilly, Feldmarschall, und Anne Angélique Godet de Soudé. ⚭ III 31. Juli 1784 Anne Madeleine Delpech de Cailly, * 1734, Tochter von Pierre Delpech, Seigneur de Cailly, und Marie Pajot, Witwe von Armand, Marquis de Joyeuse.
    1. (II) Charles Anne Sigismond, * 31. August 1721; † Schloss Loches 21. Juli 1777, Duc d’Olonne, Duc de Châtillon, Marquis de Royan. ⚭ I 22. Oktober 1734 Marie Étiennette de Bullion de Fervaques; † Paris 9. Oktober 1749, Tochter von Anne Jacques de Bullion de Fervaques, Marquis de Bonnelles, und Marie Madeleine Hortense Gigault de Bellefonds (Haus Bullion). ⚭ II 2. Juni 1753 Agnès Miotte; † Paris 1. (oder 30.) Mai 1756, Tochter von Louis Miotte, Seigneur de Ravannes, Witwe von Mathieu II. Roch de La Rochefoucauld, Marquis de Bayers. ⚭ III Dezember 1763 Marie Jeanne Thérèse L’Espinay, Tochter von Louis de L'Espinay, Marquis de Marteville, und Marie Jeanne Geneviève Camus de Pontcarré, Witwe von Joseph Maurice Annibal de Montmorency-Luxembourg, Comte de Luxe (Haus Montmorency).
      1.  (I) Anne Charles Sigismond, * 15. Oktober 1737; † Lissabon 13. Oktober 1803, 1764 4. Duc de Piney, Pair de France, 1785 3. Duc de Châtillon, Duc d’Olonne, Marquis de Royan, Generalleutnant. ⚭ 9. April 1771 Madeleine Susanne Adélaide le Voyer de Paulmy d’Argenson; † Altona 22. Februar 1813, Tochter von Antoine René de Voyer, Marquis d’Argenson, und Susanne Fyot de la Marche (Voyer)
        1. Anne Henri Renier Sigismond, * 16. Februar 1772; † Cuxhaven 19. Oktober 1799 bei einem Schiffsuntergang, Duc de Châtillon. ⚭ Brüssel 2. Oktober 1793 Marie Anne Pauline Desirée, Comtesse de Lannoy, * 24. Dezember 1774; † Paris 18. Juni 1826, Tochter von Chrétien Joseph Grégoire Ernest, Comte de Lannoy, de la Motterie et de Liberchies, sie heiratete in zweiter Ehe 12. Februar 1806 Antoine Raymond Comte de Bérenger, Pair de France; † Paris 25. Februar 1849.
        2. Bonne Charlotte Renée Adélaide, * 29. April 1773; † Paris 6. September 1840, bestattet in Picpus. ⚭ 19. Mai 1788 Anne Adrien Pierre de Montmorency-Laval, 3. Duc de Laval, Pair de France, 1. Duque de Fernando Luis, Grande von Spanien 1. Klasse, Ritter des Ordens vom Goldenen Vlies; † Paris 6. Juni 1837, bestattet in Picpus (Haus Montmorency).
        3. Charles Emmanuel Sigismond, * Paris 27. Juni 1774; † Château de Châtillon-sur-Loing 5. März 1861, 1803 5. Duc de Piney-Luxembourg, 4. Duc de Châtillon, (4. Juni 1814 auf Lebenszeit und 19. August 1815 erblicher) Pair de France, (31. August 1817 erblicher) Duc-Pair, Generalleutnant. ⚭ 18. November 1847 Caroline de Loyauté; † Châtillon-sur-Loing 2. März 1868, Tochter von René Philippe Dieudonné de Loyauté und Anne Duncan-Fairfax-Cameron
        4. Marie Madeleine Charlotte Henriette Émilie, * Paris 13. April 1778; † Pombal 30. August 1833, bestattet in Muge[26]. ⚭ Lissabon 7. Oktober 1791 Miguel Caetano Alvarez Pereira de Melo, 5. Duque de Cadaval, 7. Marques de Ferreira, 13. Conde de Tentugal; † Bahia 14. März 1808, bestattet im Kloster San Salvador in Bahia (Haus Braganza).

      2. (I) Bonne Marie Félicité, * 18. Februar 1739; † Paris 4. Februar 1823, bestattet in Picpus. ⚭ Paris 23. Januar 1754 Armand Louis de Kerfily, 1. Duc de Sérent, Pair de France, Grande von Spanien 1. Klasse; † Paris 30. Oktober 1822.
      3. (I) Anne Paul Émmanuel Sigismond, * 8. Dezember 1742; † 1790, Feldmarschall.

    2. (II) Louis Victoire, * 6. Februar 1724; † 20. August 1725, bestattet in der Cölestiner-Kirche in Paris
    3. (II) Marie Renée, * 28. Juni 1726.

  2. Anne François Frédéric, * 2. September 1698; † 20. September 1700, Marquis de Royan, bestattet in der Cölestiner-Kirche in Paris

## Die Herzöge von Beaumont 1787–1878
1. Christian Louis, genannt Le Chevalier de Luxembourg, * Paris 9. Februar 1675; † Paris 23. November 1746, Prince de Tingry, Generalleutnant und Gouverneur von Französisch-Flandern, Gouverneur von Valenciennes und Nantes, 1734 Marschall von Frankreich, bestattet in Beaumont-du-Gâtinais. ⚭ Beaumont 7. Dezember 1711 Louise Madeleine de Harlay, * 1694; † Paris 7. oder 9. Dezember 1749, bestattet in Beaumont, Erbtochter von Achille (IV.) de Harlay, Comte de Beaumont, Staatsrat, und Anne Renée Louise du Lovet, Dame de Coetjanval. – Vorfahren siehe Abschnitt Die Herzöge von Piney 1661–1764
  1. Charles-François Christian, * Paris 30. November 1713; † Paris 20. April 1787, 7. Februar 1765 Duc de Beaumont, Prince de Tingry, Marquis de Bréval, Comte souverain de Luxe, Vicomte de Plédran, Generalleutnant. ⚭ I 9. Oktober 1730 Anne Sabine Olivier; † 29. September 1741, Tochter von Jean Antoine Olivier, Comte de Senozan, und Marie Louise Lamoijnon de Blancmesnil. ⚭ II Montigny 19. Dezember 1752 Louise Madeleine de Fay; † 15. September 1754, Tochter von Jean Hector de Faÿ, Marquis de La Tour-Maubourg, Marschall von Frankreich (Haus Fay), und Anne Madeleine Trudaine, Dame de Montigny. ⚭ III 11. Februar 1765 Eléonore Joséphine Pulchérie des Laurents; † Paris 9. September 1829, Tochter von Jean Balthazar des Laurents, Marquis de Saint-Alexandre, und Claudine Madeleine Ferrand d’Avernes.
    1. (I) Sohn; † klein
    2. (I) Louise Pauline Françoise, * Paris 16. Januar 1734; † 25. August 1818. ⚭ I 17. Februar 1752 Anne François de Montmorency-Luxembourg, Duc de Montmorency-Luxembourg; † Uerdingen 22. Mai 1761 (Haus Montmorency). ⚭ II Paris 14. April 1764 Louis François Joseph, Comte de Montmorency-Logny (Haus Montmorency).
    3. (III) Anne Christian Joseph François, * Paris 22. Mai 1766
    4. (III) Anne Christian, * Paris 15. Juni 1767; † Paris 14. Juni 1821, 1787 2. Duc de Beaumont, Prince de Tingry, (4. Juni 1814 auf Lebenszeit, 19. August 1817 erblicher) Pair de France, (31. August 1817 erblicher) Duc-Pair, Generalleutnant. ⚭ Paris 21. Januar 1787 Anne Louise Marie Becdelièvre; † Paris 26. Juli 1832, Tochter von Anne Louis Roger Becdelièvre, Comte de Cany, Feldmarschall, und Elisabeth Marie Boutren d’Hattenville.
      1. Anne Albertine Josèphe Marie, * Paris 21. Dezember 1789; † Marly 3. April 1863. ⚭ (Ehevertrag Paris 1. Juni 1808) Marie Louis Eugène Joseph de Béthune des Plancques de Pennion Saint-Venant, Comte de Béthune et de Saint-Venant, Vicomte de Lières; † Paris 1. März 1812.
      2. Anne Elie Marie, * Paris 17. Februar 1791; † Marly 25. Juni 1848, Kanoniker.
      3. Anne Edouard Louis Joseph, * Paris 9. September 1802; † Paris 14. Januar 1878, genannt Le Duc de Montmorency-Luxembourg, 1821 3. Duc de Beaumont, Prince de Tingry, 26. März 1828 Pair de France. ⚭ Paris 12. Mai 1834 Léontine Ernestine Marie Joseph de Croix de Dadizeele; † Paris 15. März 1878, Tochter von Philippe Joseph Louis Marie Ghislain, Comte de Croix de Dadizeele, und Léonie Marie Ernestine de la Grange.
        1. Anne Marie Josèphe, * Paris 2. Mai 1839; † Paris 17. April 1900. ⚭ 20. Mai 1859 Antoine Vogt Comte d’Hunolstein; † Cany-Barville 30. September 1905 (Haus Hunolstein).
        2. Anne Marie Eugènie Justine, * Paris 16. (oder 13.) März 1840; † Paris 10. Februar 1922. ⚭ Paris 29. (oder 30.) Mai 1864 Auguste de Durfort-Civrac, Vicomte de Durfort; † Paris 27. Juni 1911 (Haus Durfort).
        3. Henri, * 2. Juni 1841; † Paris 23. April 1843.

      4. Anne Charles Maurice René, * Paris 9. April 1804; † Paris 3. Juli 1870, Comte de Montmorency-Luxembourg.

  2. Eléonore Marie, * 9. März 1715; † 3. Juli 1755. ⚭ 26. April 1729 Louis Léon Potier, 5. Duc de Tresmes, Pair de France, Generalleutnant; † Paris 28. Dezember 1774 (Potier (Familie)).
  3. Marie Louise Cunégonde, * 30. September 1716; † 18. April 1764. ⚭ 15. Januar 1736 Louis Ferdinand Joseph de Croy, 5. Duc d’Havré, Grande von Spanien 1. Klasse, X 17. Juli 1761 Schlacht bei Vellinghausen (Haus Croy)
  4. Joseph Maurice Annibal, * 15. November 1717; † Pau 3. Oktober 1762, genannt le Comte de Montmorency, Comte de Luxe, Generalleutnant. ⚭ I (Ehevertrag 11. Juni 1741) Françoise Martine Thérèse Le Pelletier de Rosambe, * 1722; † 17. Dezember 1750, Tochter von Louis Le Pelletier de Rosambe und Thérèse Hennequin d’Équevilly. ⚭ II 3. Oktober 1751 Marie Jeanne Thérèse de L’Espinay de Marteville, Tochter von Louis, Marquis de Marteville, und Marie Geneviève Camus de Pontcarré, sie heiratete in zweiter Ehe Dezember 1763 Charles Anne Sigismond de Montmorency-Luxembourg, Duc d’Olonne etc. († Schloss Loches 21. Juli 1777, Haus Montmorency)
    1. (I) Marie Louise Mauricette, * 2. September 1750; † Paris 3. November 1829, bestattet in Picpus. ⚭ 14. Januar 1765 Anne Alexandre Marie Sulpice Joseph de Laval-Montmorency, 2. Duc de Laval, Pair de France, Generalleutnant; † 30. Dezember 1817, bestattet in Père-Lachaise (Haus Montmorency).

  5. Sigismond François, * 15. März 1719; † Paris 30. Juni 1719, bestattet in Beaumont.
  6. Nicolas Achille Joseph Louis, * August 1723; † Paris 18. Juni 1725, bestattet in Beaumont.

## Die Herren von La Neuville
1. Georges bâtard de Montmorency, Februar 1576 legitimiert, 2. März 1576 registriert, Co-Seigneur de La Neuville. ⚭ 11. September 1604 Gabrielle de La Roche Saint-André, Tochter von Louis, Seigneur de La Desnerie, und Marie Darot – Vorfahren siehe Abschnitt Die Barone von Fosseux und Lauresse
  1. Georges, Seigneur de La Neuville, de La Rivière d’Abbaretz, de Monjonnet et de La Chevalleraye 1646/47. ⚭ 16. Juli 1644 Louis du Pas, Dame de La Chevalleraye, Tochter von Jean, Seigneur de Crevy, und Françoise Spadine
    1. Louis; † 1679, Seigneur de La Neuville, de La Rivière d’Abbaretz, de Monjonnet et de La Chevalleraye. ⚭ 14. April 1668 Marie Guillaudeu, Dame de La Vrillière, Tochter von Nicolas Guillaudeu, und Guillemette Picot, dame de La Bichetière
      1. Louis Guillaume, * 23. Mai 1669; † jung
      2. Marie, * 24. September 1670, Nonne
      3. Angélique, * wohl 1674
      4. François, * 8. Oktober 1676; † 27. April 1748, Marquis de Montmorency-La Neuville, Seigneur de La Rivière d’Abbaretz et de Monjonnet, Brigadier. ⚭Émilie Félicité de Cornulier, Tochter von Toussaint, marquis de Châteaufrémont et de Ver, baron de Montrelais
        1. Marie Anne Claude, * Januar 1721. ⚭ I, geschieden, Louis Alexandre Xavier Le Seneschal, Marquis de Carcado, Generalleutnant; † Kercado 8. April 1763. ⚭ II NN Coronini, Graf von Cronberg

    2. Françoise, * November 1648
    3. Georges, * 26./27. Mai 1649
    4. Louise, * 28. April 1651
    5. Charles, * 15. April 1653, X bei der Belagerung von Maastricht (1673)

  2. Jean. ⚭ 2. Januar 1643 Henriette de L’Estourbeillon, Dame de La Savinaye
    1. Angélique, * 15. April 1650. ⚭ 10. April 1679 Claude Charles du Mas, Seigneur de Villeneuve

  3. Claude, Kapuziner
  4. Renée. ⚭ Roch de La Ferrière

## Die Grafen von Estaires und Fürsten von Robecq
1. Ogier, 1487 bezeugt; † 12. (oder 14.) September 1523, Seigneur de Wastines, de Bersée, de Wandegies, de Sautaing, de la Boche, du Chatellet etc., 1494 Seigneur de Beuvry, bestattet in Cappelle. ⚭ (Ehevertrag 6. April 1486) Anne de Vendegies, Dame de Wandegies, de Sautaing, de Bersée, de la Boche, de Hellem, de Fromès, de Luperdrie, de Frémicourt et du Châtellet, Erbtochter von Sence, Seigneur de Wandegies, und Jeanne de Beaufort-de-Grantin – Vorfahren siehe Abschnitt Die Barone von Fosseux und Lauresse.
  1. Marguerite, * Orchies 4. Oktober 1487. ⚭ Adrien, Seigneur de Waudricourt et de Nampont.
  2. Jean, * 3. März 1488; † 1538, Seigneur de Wastines, de Bersée, de Berly, de Vendegies, de Sautaing etc., bestattet in Bersée. ⚭ (Ehevertrag Binche 28. Januar 1518) Anne de Blois; † 9. Februar 1558, bestattet in Bersée, Tochter von Louis I. de Blois, Ritter, Seigneur de Trélon, und Jeanne de Ligne.
    1. François; † Château de Bersée 1594. Seigneur de Wastines, de Vendegies, de Sautaing, de La Boche, de Beuvry, de Hellem, de Capelle-en-Pévèle etc. ⚭ I 30. (Ehevertrag April 1550) Hélène Vilain, Dame d’Estaires, Tochter von Adrien IV. Vilain, Herr von Sint Jansteen, Rassenghem etc. ⚭ II Jacqueline de Récourt, Tochter von François, Seigneur de Récourt, und Barbe de Saint-Omer dite de Moersbeke, Frau von Hondschoote, Witwe von Antoine Sacquespée, Herr von Dixmuiden.
      1. (I) Maximilien; † jung
      2. (I) Louis, * 1553/54, X Ostende30. März 1585, Seigneur de Bersée. ⚭ (Ehevertrag 31. Juli 1577) Jeanne de Saint-Omer; † 1584, bestattet in Bersée, Tochter von Jean de Saint-Omer, Seigneur de Morbecque, Vicomte d’Aire, und Jacqueline d’Yve, Dame de Robecq.
        1. François, * Aire 4. Oktober 1578; † Douai 8. Februar 1640, Seigneur de Bersée, de Wastines etc., 1617 2. Comte d’Estaires, Baron de Haverskerque, Comte de Morbecque etc., Propst zu Cassel, 1609/18 Dechant von Saint-Lambert de Liège, tritt zurück, 1618 Jesuit
        2. Antoine; † 1635, Seigneur de Beuvry, Benediktiner, Abt von Saint-André in Le Cateau-Cambrésis und Saint-Étienne-de-Fesmy.
        3. Florent, * Douai 18. November 1580; † 12. August 1659 wohl in Antwerpen, 1599 Jesuit, dann Generalvikar.
        4. Jean; † Mechelen 14. Oktober 1631, 3. Comte d’Estaires, Comte de Morbecque, Vicomte d’Aire, Baron d’Haverskerque et de Wastines, Seigneur de Bersée, de La Boche, de Hellem, 31. Juli 1630 spanischer Prince de Robecq, 20. März 1629 spanisch-niederländischer Marquis de Morbecque, Gouverneur von Aire, 1628 Ritter des Ordens vom Goldenen Vlies (Nr. 374). ⚭ Madeleine de Lens; † 28. September 1673, bestattet in der Abtei Sainte-Brigitte in Lille, Tochter von Gilles de Lens, Baron d’Aubigny, und Jossine de Noyelles.
          1. Gilles; † jung
          2. Nicolas, * 1603; † Gent 4. November 1629, Vicomte d’Aire,
          3. Gilles Honoré; † Oktober 1629.
          4. Rodrigue; † jung
          5. François Philippe; † 3. Dezember 1633, 1621 2. Marquis de Morbecque.
          6. Eugène; † Januar 1683, 1631 2. Prince de Robecque, Grande von Spanien, 4. Comte d’Estaires, Vicomte d’Aire, 1633 3. Marquis de Morbecque, 1675 Ritter des Ordens vom Goldenen Vlies (Nr. 510). ⚭ 28. April 1649 Marguerite Alexandrine von Arenberg, getauft Brüssel 3. November 1626; † Saint-Omer 18. Juli 1651, Tochter von Philipp Karl von Arenberg, 6. Herzog von Aarschot, Ritter des Ordens vom Goldenen Vlies (Haus Ligne)
            1. Philippe Marie Albert; † Briançon 25. Oktober 1691, 1663 3. Prince de Robecque, Grande von Spanien, 4. Marquis de Morbecque. ⚭ 5. August 1670 Marie Philippine de Croy-Solre, * 21. Dezember 1642, Tochter von Philippe Emmanuel de Croy, 3. Comte de Solre, Ritter des Ordens vom Goldenen Vlies (Haus Croy)
              1. Charles Philippe, * Brüssel 2. November 1671; † 15. Oktober 1716, 1691 4. Prince de Robecq, Grande von Spanien, 5. Marquis de Morbecque, 13. April 1713 Grande von Spanien 1. Klasse, spanischer Generalleutnant. ⚭ Madrid 12. Januar 1714, Isabelle Catherine de Croy-Solre, 1695 Kanonikerin zu Mons; † vor 19. Mai 1760, Tochter von Philippe Emmanuel, 1. Prince de Solre (Haus Croy)
                1. Sohn; † 1716.

              2. Philippe Emmanuel Marie, * 1675; † 8. Januar 1676, bestattet im Kapuzinerkloster Brüssel
              3. Isabelle Eugénie, Benediktinerin in Paris.
              4. Anne Auguste, * 1679; † Lille 22. Oktober 1745, 1716 5. Prince de Robecq, 6. Marquis de Morbecque, Comte d’Estaires, Grande von Spanien 1. Klasse, französischer Generalleutnant, 1711 Ritter des Ordens vom Goldenen Vlies (Nr. 655). ⚭ 22/23. Dezember 1722 Catherine Félicité du Bellay, *1707; † Paris 3. Juni 1727, bestattet in Saint-Sulpice de Paris, Tochter von Charles, Comte du Bellay, und Catherine Renée de Jaucourt de Ville-Arnoud.
                1. Anne Louis Alexandre, * Paris 25. Januar 1724; † Paris 19. Oktober 1812, 1745 6. Prince de Robecq, 7. Marquis de Morbecque, 7. Comte d’Estaires, Comte de Bouchoven, Vicomte d’Aire, Baron von Haverskerque, Grande von Spanien 1. Klasse, französischer Generalleutnant, Gouverneur von Aire. ⚭ I 26. Februar 1745 Anne Maurice de Montmorency-Luxembourg, * 8. März 1729; † Paris 4. Juli 1760, bestattet in Paris, Tochter von Charles François II. de Montmorency-Luxembourg, 3. Duc de Piney, Pair von Frankreich, Marschall von Frankreich (Haus Montmorency). ⚭ II 3. Mai 1761 Émilie Alexandrine de La Rochefoucauld, * 31. Dezember 1742; † Paris 29. Januar 1814, Tochter von Louis François Armand, 1. Duc d’Estissac (Haus La Rochefoucauld)
                  1. Sohn, * Paris 2. März 1746; † Paris 16. Januar 1749
                  2. Anne Sophie Rosalie Félicité, * Paris 6. September 1749; † Paris 17. August 1753

                2. Louis Anne Alexandre, genannt Le Marquis de Morbecque, * Paris 11. November 1725; † Leer (Ostfriesland) 16. Februar 1795, Marquis de Rèves, Prince de Tilly, Baron de Lutéal, Grande von Spanien 1. Klasse, französischer Generalleutnant
                3. Marie Françoise Anne Félicité Isabelle, * Paris 20. Mai 1727; † Paris 22. Februar 1782, 1748 Benediktinerin, dann Priorin in Paris

            2. Jean Philippe François; † 6. November 1686, 5. Comte d’Estaires.
            3. Isabelle; † September 1671. ⚭ Philippe Charles Frédéric Spinola, Comte de Bruay; † Brüssel 19. Oktober 1709, bestattet in Notre-Dame de la Chapelle in Brüssel
            4. (Claire)

          7. François-Ignace, X Lens …, Comte d’Estaires,
          8. Hélène Françoise, * 2. Januar 1610; † 14. Juli 1648, bestattet in Sint-Pauluskerk in Antwerpen. ⚭ 15. August 1632 Engilbert von Immerseele, Vicomte d’Alost, 1640 1. Comte de Bouchoven; † 26. September 1652, bestattet in Antwerpen
          9. Marie Françoise, * 24. November 1611, 1619/22 Kanonikerin in Mons, tritt zurück. ⚭ 6. April 1634 Johann Werner t’Serclaes, Graf von Tilly; † 20. Dezember 1669. Eltern von Albert Octave t’Serclaes de Tilly.
          10. Marie Isabelle, *1611/12; † 18. Dezember 1671, 1634 Nonne, 1660 Pröpstin im Couvent des Dames de Berlaymont in Brüssel
          11. Anne; † jung
          12. Eléonore; † jung
          13. Marie-Thérèse; † Ende 1631.
          14. Madeleine Françoise, * Juli 1629; † 23. April 1707, Kanonikerin in Nivelles, 1638 Kanonikerin in Mons. ⚭ I 17. Oktober 1649 Florent Baron von Brandenburg, Vicomte d’Esclaye etc.; † 21. November 1675

        5. Marie, * 1581/82; † nach 27. September 1617, 1589 Kanonikerin in Sainte-Waudru in Mons.
        6. Hélène; † Bapaume 11. März 1613, Kanonikerin in Nivelles. ⚭ 1609 Rikalt Freiherr von Merode, zu Oignies, Mopertingen etc, spanischer Kämmerer, Gouverneur von Brüssel; † 29. September 1622.

      3. (I) Nicolas; † Gent 16. Mai 1617, Seigneur de Vendegies, 3. August 1581 spanisch-niederländischer Ritter, 8. August 1611 spanisch-niederländischer Comte d’Estaires, Baron de Haverskerque, 1593 niederländischer Chef des Finances und Staatsrat, bestattet in der Abtei Sainte-Brigitte in Lille. ⚭ 1589 Anne de Croy, Frau von Pamele; † 12. April 1618, Tochter von Jacques III., Seigneur de Sempy, und Anna von Horn, Frau von Pamele und Dilbeek (Haus Croy).
      4. (I) Jean; † Löwen 1596, Seigneur de Hellem, bestattet in Löwen, Mönch in Valenciennes.
      5. (I) Philippe. ⚭ (Ehevertrag 31. März 1585) Adrien, Seigneur de Gomiécourt, Gouverneur von Maastricht und Hesdin.
      6. (I) Anne; † Béthune 1604, Kanonikerin in Nivelles, dann Nonne in Béthune.
      7. (I) Marie; † klein
      8. (I) Charlotte; † klein

    2. Jeanne, Dame de Barly. ⚭ (Ehevertrag 5. Juni 1538) Antoine de Montigny, Seigneur de Noyelles.
    3. Anne. ⚭ (Ehevertrag 1. Oktober 1550) Nicolas de La Haulle, Seigneur de Gremauville et de Ganzeville.
    4. Marie, * 1524/25; † Lille 17. März 1605, Nonne in Beaumont, dann Priorin von Abbayette in Lille.
    5. Michelle. ⚭ Jacques de Baudain, Ritter, Seigneur de Mauville, de Villers et de Cagnicourt.

  3. Louise, * Bersée 24. Oktober 1491
  4. Roland, * Bersée 12. Juli 1493; † kurz nach 1516.
  5. Jeanne, * 1. August 1494, geistlich in Ghislenghien.
  6. François, * 4. Oktober 1495; † jung nach 1499
  7. (unehelich, Mutter unbekannt) Jean bâtard de Montmorency, 1552 bezeugt, Seigneur du Chatelet. ⚭ 1538 Margareta von Wassenaer, Tochter von Hercules
  8. (unehelich, Mutter unbekannt) Jeanne bâtarde de Montmorency; † nach 1552. ⚭ 1528 Louis de Cordes, Seigneur de la Chapelle

## Die Herzöge von Montmorency 1561–1632
1. Guillaume, 1476 bezeugt; † 24. Mai 1531, Sire et Baron de Montmorency, d’Écouen, 1484 de Chantilly, de Damville, de Conflans-Sainte-Honorine, de La Rochepot, de Thoré etc., Premier Baron de France, königlicher Rat und Kämmerer, Gouverneur und Bailli von Orléans, Kapitän der Bastille, des Forêt de Vincennes und von Saint-Germain-en-Laye, sizilianischer Kämmerer, bestattet in Montmorency. ⚭ (Ehevertrag Paris 17. Juli 1484) Anne Pot, Dame de La Rochepot, de Damville etc.; † 24. Februar 1510, bestattet in Montmorency, Tochter von Gui Pot, Graf von Saint-Pol, Seigneur de La Roche-Nolay, de La Rochepot, de Châteauneuf, de Thoré, de Damville etc., königlicher Rat und Kämmerer, Gouverneur von Touraine, Seneschall von Vermandois (Haus Pot), und Marie de Villiers-de-l’Isle-Adam – Vorfahren siehe Abschnitt Die Herren von Montmorency (13.–15. Jahrhundert)
  1. Jean; † vor 1516, Seigneur d’Écouen, königlicher Mundschenk. ⚭ 1510 Anne de la Tour, Dame de Montgascon, Tochter von Godefroy, Seigneur de Montgascon (Haus La Tour d’Auvergne), Witwe von Charles de Bourbon, Roussillon en Dauphiné et de Ligny
    1. Claude; † wohl 1518.
    2. Louise; † kurz nach 1518. ⚭ (Ehevertrag 13. März 1518) Jean de Daillon, Seigneur d’Illiers (Haus Daillon)

  2. Anne, * Chantilly 15. März 1492; † 12. November 1567 nach der Schlacht bei Saint-Denis, (Nantes Juli 1551, registriert Paris 4. August 1551) Duc de Montmorency, Pair de France, Comte de Beaumont-sur-Oise, Comte de Dammartin, Vicomte de Melun, Vicomte de Montreuil, Baron de Châteaubriant, de Damville, de Préaux, 1514 de Fère-en-Tardenois et de Montbron, Châtelain de L’Isle-Adam, de Nogent et de Valmondois, Seigneur de Compiègne, de Chantilly, d’Écouen, de Villiers-le-Bel, d’Offemont, de Mello, de Châteauneuf, de La Rochepot, de Dangu, de Méru, de Vigny, de Maintenay et de Macy, 1522 Marschall von Frankreich, Gouverneur des Languedoc, 1537 Connétable von Frankreich, Surintendant des Finances, Generalleutnant und Grand-Maître de France, 1534 Ritter des Hosenbandordens, bestattet in Montmorency. ⚭ (Ehevertrag Saint-Germain-en-Laye 10. Januar 1527) Madeleine de Savoie, 1526 Dame de Montbron, * wohl 1510; † 1586, bestattet in Montmorency, Tochter von René dit le grand bâtard de Savoie, Comte de Villars-en-Bresse etc. (Haus Savoyen), und Anne Lascaris aus dem Haus der Grafen von Ventimiglia
    1. François, * 7. Juli 1530; † Schloss Écouen 6. Mai 1579, 1567 2. Duc de Montmorency, Pair de France etc., 1559 Gouverneur von Paris und Île-de-France, 1558/69 Grand maître de France, 1559 Marschall von Frankreich, 1572 Ritter des Hosenbandordens, bestattet in Montmorency. ⚭ Villers-Cotterêts 3. Mai 1557 Diane de Valois, bâtarde de France, Duchesse d’Angoulême, Comtesse de Ponthieu, * Piemont 1538; † Paris 11. Januar 1619, bestattet in der Franziskanerkirche in Angoulême, uneheliche Tochter von Henri II., König von Frankreich (Haus Valois-Angoulême), und Diane de Poitiers (Haus Poitiers-Valentinois), Witwe von Orazio Farnese, Prinz von Parma, Duca di Castro
      1. Anne; † vor 1579

    2. Henri I., genannt de Damville, * 15. Juni 1534; † Schloss La Grange-des-Prés[27] 2. April 1614, 1579 3. Duc de Montmorency, 1595 Pair de France (etc), 1563 Gouverneur des Languedoc, 1566 Marschall von Frankreich, 1593 Connétable von Frankreich, bestattet in Notre-Dame in Le Grau-du-Roi. ⚭ I (Ehevertrag Écouen 26. Januar 1539) Antoinette von der Marck, * 27. März 1542; † Schloss Pézenas 1591, Tochter von Robert IV. de La Marck, Herr von Sedan, Herzog von Bouillon, Marschall von Frankreich (Haus La Marck). ⚭ II (Ehevertrag Agde 29. März 1593) Louise de Budos, * 13. August 1576; † Schloss Chantilly 26. September 1598, Tochter von Jacques de Budos, 1. Vicomte de Partes, Witwe von Jean de Gramont, Seigneur de Vachères etc. ⚭ III (Ehevertrag Beaucaire 19. Juni 1601), Laurence de Clermont, * 1570/71; † 24. September 1654, Tochter von Claude, Baron de Montoison, (Haus Clermont-Tonnerre), und Louise de Rouvroy-Saint-Simon.
      1. (I) Charlotte, * 1571/72; † Paris 12. August 1636. ⚭ (Ehevertrag Pézenas 6. Mai 1591) Charles bâtard de Valois, Comte d’Auvergne, 1. Duc d’Angoulême; † Paris 24. September 1650 (Haus Valois-Angoulême)
      2. (I) Hercule; † Schloss Pézenas 15. Februar 1593, Comte d’Offemont, 1589 Gouverneur des Languedoc
      3. (I) Marguerite, * 1577; † Paris 3. Dezember 1660, Dame de Damville, bestattet in La Voulte. ⚭ (Ehevertrag Alès 25. Juni, 18. Juni und 27. Juli 1593) Anne de Lévis, 2. Duc de Ventadour, Pair de France; † 8. Dezember 1622 (Haus Lévis)
      4. (I) Henri, * 21. Mai 1581; † Béziers 25. September 1583, bestattet in der Kathedrale von Béziers.
      5. (II) Charlotte Marguerite, * Pézenas 11. Mai 1594; † Schloss Châtillon-sur-Loire 2. Dezember 1650, 1639 Dame de Châteauroux, de Chantilly etc., bestattet Paris Saint-Jacques. ⚭ Chantilly 17. Mai 1609 Henri II. de Bourbon, 3. Prince de Condé; † Paris 26. Dezember 1646, bestattet in Vallery (Haus Bourbon-Condé)
      6. (II) Henri II., * Chantilly 30. April 1595; † enthauptet Toulouse[28] 30. Oktober 1632 1614 4. Duc de Montmorency, Pair de France, 1597 Gouverneur des Languedoc, 1599 Gouverneur von Narbonne, 1612 Admiral von Frankreich und Vizekönig von Neufrankreich (Kanada), 1630 Marschall von Frankreich. ⚭ I 1608 Jeanne Scépeaux, Ehe am 29. April 1610 annulliert. ⚭ II (Ehevertrag Paris 28. Dezember 1612) Maria Felicia Orsini, * Rom 1599/1600; † Moulins 5. Juni 1666., 1657 geistlich in Moulins, Tochter von Virginio Orsini, Duca di Bracciano, Ritter des Ordens vom Goldenen Vlies (Haus Orsini), und Fulvia Perretti
      7. (II) Charles; † klein.
      8. (unehelich, Mutter: Catherine Guillaume, Witwe von NN de Richeriis) Splendian bâtard de Montmorency; † November 1645, Seigneur d’Entraigues et de Halier, 1605 und 1621 Viguier d’Avignon. ⚭ Françoise de Châteauneuf, Dame d’Entraigues et de Velleron, Tochter von Gaspard de Châteauneuf, Seigneur de Velleron, und Isabeau de Saint-Sixte, Witwe von Joseph de Damian, Seigneur de Vernègues
        1. Claude, Seigneur d’Entraigues 1645/56. ⚭ Isabeau de Simiane de la Coste, 1656 bezeugt
        2. Charles, * Avignon 1610; † nach 1672, Seigneur d’Entraigues, de Trévoux et de Velleron. ⚭ Avignon 18. Dezember 1665 Anne de Montaigu, * 19. März 1646, Tochter von André II., Seigneur de Taillades et de La Palu, und Anne de Galéan

      9. (unehelich, Mutter: Catherine Guillaume) Jules bâtard de Montmorency, 1578 Malteserordensritter
      10. (unehelich, Mutter unbekannt) Annibal bâtard de Montmorency; † vor 1563, Seigneur de Melouset. ⚭ Jeanne de Varne; † nach 1563
        1. Marguerite Félicie, Dame de Mons. ⚭ 21. Juni 1639 Claude de Méolette de Moranger

      11. (unehelich, Mutter unbekannt) Henry bâtard de Montmorency
      12. (unehelich, Mutter unbekannt) César bâtard de Montmorency, September 1573 legitimiert
      13. (unehelich, Mutter unbekannt) Marie bâtarde de Montmorency. ⚭ I Guillaume de la Vergne, Seigneur de Varanze. ⚭ II (Ehevertrag 7. März 1576) Jean du Fay, Baron de Perault, 1620 bezeugt

    3. Gabriel, X Saint-Denis 1562, Baron de Montbron, bestattet in Montmorency.
    4. Charles, genannt Seigneur de Damville; † 1612, (Paris September 1610, registriert 30. Dezember 1610) Duc de Damville, Pair de France, 1562 Gouverneur von Paris und Île-de-France, 1596 Admiral von Frankreich. ⚭ Renée de Cossé, Comtesse de Secondigny, Tochter von Artus de Cossé, Comte de Secondigny, Marschall von Frankreich (Haus Cossé), und Françoise du Bouchet
    5. Guillaume; † wohl 1593, Seigneur de Gandelus, de Thoré et de Dangu. ⚭ I 1561 Léonore d’Humières; † kurz nach 1563, Tochter von Jean, Seigneur d’Humières (Haus Humières). ⚭ II 1581 Anne de Lalaing; † Februar 1613, Tochter von Antoine de Lalain Comte d’Hoogstraten.
      1. (II) Madeleine, * 1582; † Dezember 1615, Dame de Montbron, de Gandelus, Dame de Thoré, de Dangu etc., bestattet in der Franziskanerkirche in Ligny. ⚭ (Ehevertrag 19. Juni 1597) Henri de Luxembourg, 2. Duc de Piney, Pair de France, 2. Prince de Tingry; † Gerzeau 23. Mai 1616, bestattet in Ligny OFM (Haus Luxemburg-Ligny)

    6. Eléonore; † vor 1557, bestattet in der Franziskanerkirche in Senlis. ⚭ (Ehevertrag 15. Februar 1547) François de la Tour, Vicomte de Turenne; † 13. August 1557 nach der Schlacht von Saint-Quentin (Haus La Tour d’Auvergne)
    7. Jeanne † Sully 3. Oktober 1596. ⚭ (Ehevertrag 29. Juni 1549) Louis III. de La Trémoille, 1. Duc de Thouars; † 25. März 1577 Haus La Trémoille
    8. Catherine. ⚭ (Ehevertrag 25. Juni 1553) Gilbert III. de Lévis, 1. Duc de Ventadour, Pair de France, Seigneur de La Voulte; † La Voulte 1591 nach 9. Mai (Haus Lévis)
    9. Marie. ⚭ (Ehevertrag 12. Juli 1567) Henri de Foix, Comte de Candale, de Bénauges et d’Astarac, X Februar 1572 (Haus Grailly)
    10. Anne; † 1588, 1547 geistlich, Äbtissin von Sainte-Trinité de Caen.
    11. Louise, 1550/63 geistlich in Saint-Pierre de Reims, dann Äbtissin von Gercy.
    12. Madeleine; † 10. Dezember 1598, bestattet in La Trinité de Vendôme, 1554 geistlich, 1588 Äbtissin von Sainte-Trinité de Caen

  3. François; † Péronne 21. August 1551, Seigneur de La Rochepot, de Châteauneuf etc., Gouverneur von Paris und Île-de-France, Generalleutnant von Picardie und Artois, bestattet in Val-Sainte-Croix-les-Offemont. ⚭ 15. Oktober 1525 Charlotte d’Humiéres, 1524 Dame d’Offemont, de Mello, d’Ancre et de Bray-sur-Somme; † Paris 15. August, 1563 Tochter von Jean, Seigneur d’Humières, und Françoise de Contay, bestattet in Val-Sainte-Croix-les-Offemont (Haus Humières)
  4. Philippe; † Blois 6. Oktober 1519, 1514 Archidiakon in Blois, Kanoniker in Sainte-Chapelle, 1518 Bischof von Limoges, bestattet in der Franziskanerkirche in Blois.
  5. Louise; † Paris 12. Juni 1541, bestattet in Châtillon-sur-Loing. ⚭ I Ferry de Mailly, Baron de Conty, X bei Mailand Dezember 1510. ⚭ II 6. Dezember 1514 Gaspard I. de Coligny, Seigneur de Coligny, Seigneur d’Andelot, de Châtillon-sur-Loing etc. Marschall von Frankreich; † Dax 24. August 1522, bestattet in Châtillon-sur-Loing (Haus Coligny)
  6. Anne; † Comper[29] 29. Juni 1525, bestattet in Laval. ⚭ 5. Mai 1517 Guy XVI. de Laval, Comte de Laval et de Montfort; † 20. Mai 1531, bestattet in Laval (Haus Montfort-Laval)
  7. Marie, Äbtissin von Notre-Dame de Maubuisson
  8. (unehelich, Mutter unbekannt) Guillaume bâtard de Montmorency

## Die Herren von Croisilles
1. Philippe, Ritter; † vor 24. Juni 1473, 1428 Seigneur de Croisilles, de Courrières, de Neuville, de Vitasse et de Bours, 1438 de Wancourt, Gavernier de Douai, burgundischer Rat und Kämmerer. ⚭ I Marguerite, Dame de Bours, Erbtochter von Guillaume genannt Wiscake, Ritter, Seigneur de Bours, und Catherine de Poucques, Dame de Houplines, de Molimont, d’Amougies et de Russeignies. ⚭ II Gertrude de Reymerswaele, Tochter von Nicolas de Reymerswaele, Ritter, zu Lodijke, Nieuw Strijen und Hierseke, und Gertrud von Gavre, Frau von Rozendaal, Witwe von Philipp von Maldeghem und Philippe Pot. ⚭ III 1467 Antoinette d’Inchy, Dame de Saint-Leu; † nach Februar 1474, Tochter von Baugeois, Seigneur d’Inchy, Kastellan von Douai – Vorfahren siehe Abschnitt Die Herren von Montmorency (13.–15. Jahrhundert)
  1. (I) Marc, 1474/95 bezeugt; † 1497, Seigneur de Croisilles, de Wancourt, de Houplines, de Molimont, de Jemappes, d’Amougies et de Russeignies. ⚭ Marie de Halewyn, Frau von Nieuwkapelle, Tochter von Gautier III, Seigneur de Halluin, und Marie de Vicq dite de La Capelle (Haus Hallwin).
    1. Antoine, 1499 bezeugt; † 21. März 1529, Ritter, Seigneur de Croisilles, de Wancourt, de Saint-Léger, de Jemappes, de Molimont, d’Amougies, de Russeignies et de La Capelle-Cokelaere. ⚭ I 1498 Françoise de Lannoy, Dame de Launay et de Guignies; † vor Oktober 1525, Tochter von Baudouin de Lannoy, Seigneur de Molenbeek, de Solre-le-Château et de Tourcoing, Ritter des Ordens vom Goldenen Vlies (Nr. 20)
      1. Baudoin, Ritter; † wohl 1567, Seigneur de Croisilles, de Wancourt, de Saint-Léger, de Vraucourt, de Houplines, de Molimont, de Jemappes, d’Amougies, de Russeignies, de La Capelle-Cokelaere, de Launaix, de Guignies, de Neuville-Vitasse, de Mercatel et de Hubermont, bestattet in der Kathedrale von Tournai. ⚭ I (Ehevertrag Barbençon 21. September 1530) Isabeau de Stavele; † November 1542, Tochter von Josse de Stavele, Seigneur de Chaumont, und Jeanne de Ligne. ⚭ II (Ehevertrag 13. Oktober 1543) Catherine de Rubempré, Tochter von Charles de Rubempré, Seigneur de Bièvre, und Jeanne de Bousies, Dame de Vertain.
        1. (I) Georges; † 31. Dezember 1615, Seigneur de Croisilles, de Chaumont, de Glageon, de Signy-le-Petit, de Saint-Léger, de Wancourt, de Vraucourt, de Jemappes, de Houplines etc., Ammann von Brügge. ⚭ I (Ehevertrag 7. April 1567) Françoise de Jauche dite de Mastaing; † Douai 15. Juni 1580, Tochter von Gabriel de Jauche, Seigneur de Mastaing, Comte de Lierde, und Catherine de Lannoy. ⚭ II Isabeau de Renesse, Tochter von Jean de Renesse, Herr von Elderen, und Isabella von Nassau. ⚭ III März 1598 Luise von Kruiningen, Frau von Steenkerke; † 26. November 1630, Tochter von Johann VI., Herr zu Kruiningen.
          1. (I) Philippe, Seigneur de Wancourt; † Barcelona 10. Mai 1599, bestattet in Barcelona.
          2. (I) Jeanne; † Brüssel 7. November 1621, Dame de Croisilles, de Chaumont, de Wancourt etc. ⚭ Charles Philippe, Freiherr von Merode, 1617 1. Comte de Middelburg, X 8. Oktober 1625 (Haus Merode)

        2. (I) Françoise. ⚭ (Ehevertrag 3. Juni 1550) Jacques de Joigny, Herr von Pamele.
        3. (I) Jeanne, * 1537/38; † nach 3. Januar 1576, 1548 Kanonikerin in Mons. ⚭ um 29. März 1558 Gabriel de Jauche, Seigneur de Mastaing, Comte de Lierde; † nach 3. Januar 1576.
        4. (I) Anne, Kanonikerin in Nivelles
        5. (I) Louise, geistlich in Peteghem
        6. (I) Marguerite, geistlich in Peteghem
        7. (II) Charles; † Douai 29. Juni 1605, Seigneur de Neuville-Vitasse, de Mercatel, d’Amougies et de Russeignies, bestattet in Amougies. ⚭ (Ehevertrag Juli 1574) Jeanne Le Blanc ; † Arras 24. Februar 1606, bestattet in Saint-Maurice in Lille, Erbtochter von Guillaume Le Blanc, Seigneur de Heuchin et de Coevillerie, und Jeanne de La Mothe, Dame de Beaussart, de Bléquin et de Beaurepaire. – Nachkommen siehe Abschnitt Die Herren von Neuville-Vitasse und Grafen von Logny
        8. (II) Jacques; † 23. Juni 1596, Seigneur de Launaix, de Lannon, de Guignies et des Marets, 1596 Domherr zu Tournai.
        9. (II) Baudoin; † Douai 16. Dezember 1593, Seigneur de Hubermont, bestattet in Béthune. ⚭ (Ehevertrag 21. November 1585) Marguerite d’Oignies; † 20. März 1602, Dame d’Oignies, de Middelburg, de Watene, d’Haverskerque, de Bétencourt et de Linselles, Vicomtesse d’Ypres, bestattet in Castelineau, Tochter von Philippe, Seigneur d’Oignies, und Marguerite de Hames, Vicomtesse d’Ypres, Witwe von Rikalt Freiherr von Merode, Herr zu Frenz, Castelineau und Mopertingen
          1. Marc, Seigneur de Hubermont, de Launaix, de Lannon, de Guignies, des Marets et de Linselles; † Padua 20. Dezember 1610.
          2. Marguerite; † klein.

        10. (II) Jacqueline. ⚭ wohl Fernand de la Barre, Seigneur de Mouscron
        11. (II) Anne, * 1551/52, 1558 Kanonikerin in Mons. ⚭ 20. Januar 1566 François Schoutete, zu Erpe.
        12. (unehelich, Mutter unbekannt) Noel bâtard de Montmorency-Croisilles. ⚭ (Ehevertrag 13. Dezember 1551) Anne Bouton, Tochter von Claude, Baron de Corberon, und NN
          1. Jean, 1580 bezeugt
          2. Claude; † jung
          3. Aliénor, ⚭ Antoine de Hennin aus Lille
          4. Antoinette (Jeanne)

        13. (unehelich, Mutter unbekannt) Jean bâtard de Montmorency-Croisilles. ⚭ Jeanne Martin
        14. (unehelich, Mutter unbekannt) Thamar bâtarde de Montmorency-Croisilles, geistlich in der Abtei Argenton bei Gembloux

      2. (unehelich, Mutter unbekannt) Artus bâtard de Croisilles. ⚭ Antoinette Vilain, Tochter von Adrien, Seigneur de Rassenghien, und NN
        1. Adrien
        2. Georges, geistlich
        3. Jean, Seigneur de Delft. ⚭ NN de Bampoele
          1. Pierre
          2. Jean

        4. Antoine
          1. Jeanne

        5. Maximilien. ⚭ Adrienne Huele (Heule)
          1. Philippa. ⚭ NN Coromeo
          2. Töchter

        6. Hélène. ⚭ Jean de Chasteler
        7. Antoinette

      3. (unehelich, Mutter unbekannt) Hubert bâtard de Montmorency-Croisilles. ⚭ Marguerite du Bacq
        1. Charles. ⚭ Isabeau de Rosières, Witwe von Guillaume Billau
          1. Jeanne. ⚭ Philippe Preudhomme, Seigneur de Basinghem

      4. Antoine; † nach 1585, Seigneur de Fauquissart. ⚭ I Jeanne du Bosquel, Tochter von Hugues. ⚭ II Marguerite de Bauffremez; † 14. August 1585, bestattet in Saint-Sauveur in Lille, Tochter von Jean de Bauffremez und Catherine de la Lacherie
      5. (unehelich, Mutter unbekannt) Gédéon bâtard de Montmorency-Croisilles, 1530 geistlich
      6.  ? (unehelich, Mutter unbekannt) Françoise bâtarde de Croisilles, geistlich in Estun bei Arras

    2. Marie, 1499 bezeugt † 1500.
    3. Marguerite, 1499 bezeugt. ⚭ (Ehevertrag 21. August 1500) Jean de Sars, Seigneur de Fossereau et de Taniers.

  2. (I) Hugues, Ritter ; † nach 1499, Seigneur de Bours et de Courrières, Gavernier de Douai. ⚭ I Marguerite d’Oignies, Tochter von Baudouin, Seigneur d’Estrées et de Gruson, Gouverneur von Lille, und Isabelle de Halewyn. ⚭II Jossine de Saint-Omer, Tochter von Josse de Saint-Omer, Seigneur de Morbecque (Haus Saint-Omer), und Jeanne von Hondschoote, sie heiratete in zweiter Ehe Johann IV. von Flandern, zu Drinckem und Wissaert (Haus Dampierre) – Nachkommen siehe Abschnitt Die Herren von Bours
  3. (II) Gertrude; † klein
  4. (unehelich, Mutter unbekannt) Jean bâtard de Montmorency, 1496 bezeugt

## Die Herren von Neuville-Vitasse und Grafen von Logny
1. Charles; † Douai 29. Juni 1605, Seigneur de Neuville-Vitasse, de Mercatel, d’Amougies et de Russeignies, bestattet in Amougies. ⚭ (Ehevertrag Juli 1574) Jeanne Le Blanc ; † Arras 24. Februar 1606, bestattet in Saint-Maurice in Lille, Erbtochter von Guillaume Le Blanc, Seigneur de Heuchin et de Coevillerie, und Jeanne de La Mothe, Dame de Beaussart, de Bléquin et de Beaurepaire. – Vorfahren siehe Abschnitt Die Herren von Croisilles
  1. Guillaume, * 26. Juni 1575, Seigneur de Neuville-Vitasse, de Mercatel, d’Amougies, de Russeignies, de Heuchin, de Bléquin, de Beaurepaire, de Coevillerie etc., 1634 Gouverneur von Lens. ⚭ 17. Februar 1602 Marie de Montjoie, Vicomtesse de Roulers, Tochter von Adrien II. de Montjoye, und Marguerite de Quarrouble.
    1. Marguerite Jeanne, * Mai 1605; † La Buissière 28. Juli 1639. ⚭ 1631 Antoine de Maulde, Seigneur de La Buissière; † 1648.
    2. Georges, * 5. August 1607, X 1640 bei der Belagerung von Arras, Seigneur de Neuville, Vicomte de Roulers. ⚭ NN Taste von Amerongen, Witwe von NN de Baldez.
    3. Adrien, * April 1610; † 1667, Vicomte de Roulers, Seigneur de Windegies. ⚭ Marie-Anne Catherine d’Averhoult.
    4. Claude Louis, * August 1614; † 1645
    5. Ursula Amalburga, * 1615; † Douai 4. Juni 1683. ⚭ 30. April 1639 Charles de Divion, Seigneur de Baenghien; † vor 1683.
    6. Marie, * 24. Februar 1617; † 1673, Äbtissin von Avesnes.
    7. Jean Baptiste, * Juni 1619; † 1640 im Duell, Seigneur de Launaix. ⚭ Margarete von Horn, Tochter von Lamoral, Graf von Houtekercke (Haus Horn).
    8. Guillaume François, Vicomte de Roulers, Seigneur de Neuville-Vitasse, de Mercatel, d’Amougies, de Russeignies, de Heuchin, de Bléquin, de Beaurepaire, de Logny etc. ⚭ Claire-Eugénie, Gräfin von Horn, Marquise de Wervy, Dame d’Ostove, als Witwe Kanonikerin in Nivelles; † 9. April 1722, Tochter von Philippe Lamoral von Horn, Graf von Houtekercke (Haus Horn).
      1. Guillaume François, * 1661/62; † 1674.
      2. Claude Albertine Rosalie; † 24. Juni 1690.
      3. Philippe François, * 1669/70; † 14. September 1704, Vicomte de Roulers, Seigneur de Neuville-Vitasse. ⚭ Coisy 15. Juni 1694 Charlotte Louise de Saveuse.
        1. Françoise Louise, * 24. August 1696, getauft Saint-Sulpice de Paris 26. August 1696.
        2. Louis François; † Gent 25. Juni 1736, Comte de Logny, Vicomte de Roulers, Baron de Heuchin et de Vendegies, Seigneur de Neuville-Vitasse, d’Amougies, de Russeignies etc., bestattet in Sankt Michael in Gent. ⚭ Gent 25. Juli 1729 Marie Anne Therese Rym, Baronesse de Bellem etc.; † 17. August 1738, Tochter von Charles François Rym, 2. Baron de Bellem etc. Herr von Schuervelde, und Anne Marie Ferdinande van den Eeckhoute, Frau von Grimbergen
          1. Marie Anne Philippe Thérèse, getauft Gent 10. Dezember 1730. ⚭ Gent 23. April 1747 Charles Joseph Marie de Boufflers, Duc de Boufflers, Pair de France; † Paris 13. Juli 1751
          2. Marie Thérèse Christine Louise, getauft Gent 1. April 1732
          3. Caroline Françoise Philippine, getauft Gent 5. Juli 1733. ⚭ 28. November 1753 Adrien Louis de Guines de Bonnières de Melun, Comte de Souastre
          4. Maximilien Joseph Louis François, getauft Gent 31. Dezember 1733
          5. Louise Auguste, * und getauft Gent 3. Januar 1735; † Paris 14. Januar 1817, 1764 Dame de Canchy[30]. ⚭ Paris 21. März 1759 Charles-François de Broglie, Comte de Broglie, 1762 Marquis de Ruffec[31], Generalleutnant; † Saint-Jean-d’Angély 16. August 1781, bestattet in der Abtei von Saint-Jean-d’Angély (Haus Broglie)
          6. Louis Ernest Gabriel, getauft Gent 18. Dezember 1735; † Gent 28. März 1768, genannt Le Prince de Montmorency, Comte de Logny, Vicomte de Roulers, Baron de Bellem, 1759 kaiserlicher Generalfeldwachtmeister[32] ⚭ Amsterdam 28. Juli 1761 Margareta Elisabeth Barbara von Wassenaer, Frau von Alkemade, getauft Amsterdam 2. April 1740; † Gent 12. Dezember 1776, Tochter von Gerard Anthony, Herr von Alkemade etc., und Elisabeth Maria Cromhout, sie heiratete in zweiter Ehe 29. Oktober 1774 Jean François Philippe, Comte d’Asson, kaiserlicher Kämmerer († Münster 12. Dezember 1776)
            1. Louise Auguste Elisabeth Marie Colette, getauft Gent 31. Mai 1763; † 31. Dezember 1832. ⚭ Paris 30. Dezember 1776 Joseph von Lothringen-Elboeuf, Prince de Vaudémont, kaiserlicher Generalfeldmarschallleutnant; † 20. (oder 29.) März 1812 (Haus Guise)

          7. Louis François, * posthum Gent 22. März 1737; † nach 3. Januar 1770, genannt Le Comte de Logny und Le Prince de Montmorency. ⚭ Paris 14. April 1764 Louise Pauline Françoise de Montmorency-Luxembourg-Tingry, * Paris 16. Januar 1734; † 25. August 1818, Tochter von Charles François Christian, 1. Duc de Beaumont, Prince de Tingry, Witwe von Anne François de Montmorency-Luxembourg, Duc de Montmorency-Luxembourg (beide Haus Montmorency)

        3. Philippe François; † nach 1761, Marquis de Nancré et de Carency, Seigneur de Coisy, französischer Generalleutnant
        4. François, * posthum 29. November 1704.

      4. Charles, 1720 bezeugt, französischer Generalleutnant
      5. Philippe, Marquis de Wervy 1722
      6. Tochter, Nonne in Amiens
      7. Marie Thérèse, Kanonikerin in Remiremont. ⚭ 26. Juni 1702 Claude André de Dreux, Comte de Nancré; † Paris 12. September 1720
      8. Honorine, 1691 Kanonikerin in Mons
      9. Tochter; † als Novizin in Amiens

    9. Jacqueline Claire, * Mai 1622. ⚭ I François de Tournay, Seigneur d’Oisy. ⚭ II Johann, Comte de Groesbeek. ⚭ III 1692 Ferdinand Joseph Comte de Hamal, Baron de Vierves; † 3. März/24. November 1707 (Haus Hamal)
    10. Anne Marie. ⚭ Antoine Maximilien Baudouin, Baron de Bagnonville.

  2. Catherine, * 6. Juli 1577; † 12. August 1629. ⚭ 11. März 1610 Robert von Maldeghem, Seigneur de Grimarez; † 22. Dezember 1654, bestattet in Brügge.
  3. Jacqueline, * 21. April 1579, Dame de Beaussart. ⚭ 10. Januar 1610 Pontus de Divion, Baron de Baenghien, Seigneur d’Estréelles.
  4. (unehelich, Mutter unbekannt) Marguerite batârde de Montmorency-Neuville, geistlich in Tournai 1624

## Die Herren von Bours
1. Hugues, Ritter; † nach 1499, Seigneur de Bours et de Courrières, Gavernier de Douai. ⚭ I Marguerite d’Oignies, Tochter von Baudouin, Seigneur d’Estrées et de Gruson, Gouverneur von Lille, und Isabelle de Halewyn. ⚭II Jossine de Saint-Omer, Seigneur de Morbecque, und Jeanne von Hondschoote, sie heiratete in zweiter Ehe Johann IV. von Flandern, zu Drinckem und Wissaert (Haus Dampierre) – Vorfahren siehe Abschnitt Die Herren von Croisilles
  1. (I) Marie. ⚭ Jean de Riencourt, Seigneur de Riencourt et de Frangenville.
  2. (I) Jacqueline, Gavernière de Douai. ⚭ Jean, Seigneur des Marets et de la Mothe.
  3. (II) Nicolas; † vor 1544, Seigneur de Bours et de Gueschart. ⚭ 1512 Anne Rouault; † nach 1544, Tochter von Aloph Rouault, Seigneur de Gamaches (Haus Rouault) und Jacqueline de Soissons-Moreuil.
    1. Gabriel; † 1544/48, Seigneur de Bours, de Gueschart et de Villeroye. ⚭ Michelle de Bayencourt, Tochter von Pierre de Bayencourt, Seigneur de Bouchavesnes, und Jeanne de Calonne, sie heiratete in zweiter Ehe am 22. Juni 1548 François d’Aumale, Seigneur du Quesnoy und in dritter Ehe Antoine Mitte de Miolans, Seigneur de Cuzies
      1. Jean I., 1563/79 bezeugt, Seigneur de Bours, de Gueschart et de Villeroye. ⚭ Bernarde Gaillard, Tochter von Michel Gaillard, Seigneur de Chilly, de Longjumeau et du Fayet, und Louise de Sains.
        1. Daniel, * 1567/68, X 1591 bei der Belagerung von Chartres, Seigneur de Gueschart.
        2. Josias; † 20. Juli 1616, Seigneur de Bours et de Gueschart. ⚭ I Marie de Grouches, Tochter von Henri de Grouches, Seigneur de Gribouval, und Claude Girard, Witwe von François Paillard, Seigneur de Choqueuse. ⚭ II Louise Hotman, Witwe von Catherin d’Aumale
          1. (I) Jean II.; † ertrunken 1622, Seigneur de Bours
          2. (II) Louise, Nonne in Jouarre
          3. (II) Marie, Nonne in Jouarre
          4. (II) François, * posthum; † jung, Seigneur de Bours

        3. Gédéon; † klein
        4. Benjamin, Seigneur d’Équancourt. ⚭ I Claude d’Averhoult, Dame d’Alisy, Tochter von René d’Averhoult, Seigneur de Brienne, und Madeleine de Boutillac. ⚭ II Marie le Prévost; † nach 1624, Tochter von Jean le Prévost, Seigneur de Neuville et d’Estrébœuf, und Marie de Pendé.
          1. (I) Daniel; † nach 1666, Seigneur d’Équancourt, de Bours, de Gueschart, de Villeroye et de Tilloy, Generalleutnant der Picardie. ⚭ I Marthe le Fournier de Neuville; † 13. April 1650, bestattet in Arteville. ⚭ II NN de Warluzel, Witwe von NN, Seigneur de Sorel-Saint-Sully.
            1. (I) Benjamin Alexandre César; † 1702, Comte de Bours, Baron d’Équancourt. ⚭ Jeanne-Madeleine de Laval.
            2. (I) Jean, Baron de Neuville, Seigneur d’Achy, 22. Juli 1700 katholisch.

          2. (I) Hyppolite; † klein
          3. (I) Pierre; † klein
          4. (I) Benjamin; † klein
          5. (I) Madeleine. ⚭ Isaac le Fournier, Seigneur de Neuville.
          6. (I) Anne
          7. (II) Marie. ⚭ 14. August 1633 Charles du Bois, Seigneur de la Fresnaye.

        5. Jean, Seigneur de Flesselles. ⚭ I Madeleine de Boutillac, Tochter von Jean de Boutillac, Seigneur d’Arson, und Hélène l’Estendard. ⚭ II Marguerite des Champs, Tochter von François des Champs, Seigneur de Vaux et de Fontaine-en-Rethelois, und Anne de Heu
        6. Georges, Seigneur de Cressy, im Dienst der Generalstaaten. ⚭ Laure Affaytadi, Tochter von Cosme Affaytadi, Seigneur de Ghistelles, und Marguerite de Hamal.
          1. Agnès, Frau von Blaesvelt und Cretembourg. ⚭ NN d’Oignies, Comte de Coupignies.
          2. Tochter, Nonne

        7. Pierre, Seigneur d’Acquest. ⚭ Judith le Fournier, Tochter von Isaac le Fournier, Kapitän von Abbeville.
          1. Jean, Seigneur de Villeroye, * 1607/08; † Paris August 1698. ⚭ I Elisabeth van Cuyck van Mierop, Tochter von Joachim van Cuyck, zu Hoogwoud, Generalempfänger von Holland, und Anna Bunning. ⚭ II August 1671 Jeanne de Pas-Feuquières; † 1694, Tochter von Manassès de Pas, Marquis de Feuquières, Generalleutnant, Gouverneur von Toul und Verdun, Witwe von Louis d’Aumale, Seigneur de Gondreville
            1. (I) Elisabeth † 1650.

          2. Daniel I., * 1613/14; † 1688, Seigneur d’Acquest et de La Court-au-Bois. ⚭ Marthe de Habart, Tochter von Maurice de Habart und Antoinette le Fournier.
            1. Daniel II.; † Montauban November 1708, Seigneur d’Acquest et de La Court-au-Bois. ⚭ I Marie de Lescar. ⚭ II 30. Dezember 1699 Charlotte le Ver, Tochter von Louis Le Ver, Seigneur de Brumenard, und Elisabeth de Saravilliére
              1. (I) Joseph Alexandre; † 13. März 1759, kursächsischer Generalleutnant. ⚭ NN Comtesse de Pocci
              2. (I) Charles; † 1757

            2. Amaury Louis, 1685/1714 bezeugt. ⚭ Paris 25. November 1699 Etiennette le Normand, Tochter von Pierre le Normand und Catherine le Normand.
              1. Marie Louise, * 9. Juli 1700; † 20. Oktober 1701.
              2. Anne Louis Henry, * 2. Juli 1704.

            3. Henri, X 1689 bei der Belagerung von Mainz, 18 Jahre alt
            4. Antoinette Geneviève, * 1657; † 1681.
            5. Judith; † 21. November 1713. ⚭ (Ehevertrag 8. Februar 1700) Alexandre Le Ver
            6. Catherine; † vor 1727. ⚭ François de Fontaines, Seigneur de La Neuville-aux-Bois.
            7. Charlotte. ⚭ Charles de Lamiré, Seigneur de La Retz.
            8. Marthe. ⚭ I 12. Februar 1707 Pierre de La Grénée, Seigneur de La Mothe. ⚭ II Guillaume Nicolas du Bois, Seigneur de Belhonstel
            9. Marie; † 11. November 1706, bestattet in Saint-Eloy d’Abbeville. ⚭ 25. Februar 1705 Nicolas Hanessier, Seigneur de Sélincourt.
            10. Madeleine. ⚭ NN, Marquis de La Rue.

        8. Anne, X 3. Februar 1611 im Duell, Seigneur du Hamel
        9. Hyppolite † nach 1618. ⚭ I (Ehevertrag 19. August 1586) Pierre de Melun, 3. Prince d’Epinoy, Baron d’Antoing; † 1594 vor 4. August (Haus Melun). ⚭ II François de la Fontaine, Seigneur d’Oignon.
        10. Elisabeth. ⚭ 28. Dezember 1610 Jean de Belloy, Seigneur de Pont-de-Metz.
        11. Michelle. ⚭ Oudart de Fontaines, Seigneur d’Esturgeul.
        12. Jacqueline
        13. Louise
        14. Souveraine

      2. Claude
      3. Antoinette. ⚭ I Antoine de Sorel, Seigneur de Sorel et d’Ugny. ⚭ II Titus de Saint-Simon, Seigneur de Saint-Simon etc.; † 1609 (Haus Rouvroy)
      4. Anne

    2. Christophe; † in Rom
    3. Jacqueline. ⚭ Quentin Gourle dit de Gourlay, Seigneur de Monsures et d’Azincourt.

  4.  (II) Jean, 1563 bezeugt, Seigneur de Courrières, d’Ourges, du Mesnil-sur-Rielle et du Quesnoy, kaiserlicher Rat und Kämmerer, Gouverneur von Lille, Douai und Orchies, Groß-Bailli von Aalst, 1555 Ritter des Ordens vom Goldenen Vlies (Nr. 227), bestattet in Courrières. ⚭ Philippine de Lannoy, Tochter von Ferry, Seigneur du Fresnoy, kaiserlicher Rat und Kämmerer (Haus Lannoy).
    1. Sohn; † vor 1563

  5. (II) François, Groß-Almosenier Kaiser Karls V.
  6. (II) Marie. ⚭ 1514 Valentin Fontaine de Cusinghem dit Poupare
  7. (?) Françoise dite de Bours; † 14. Oktober 1525, Kanonikerin in Nivelles

## Die Herren von Avremesnil
1. Mathieu I.; † 29. Juni 1360, Seigneur d’Avremesnil et de Bouqueval, Co-Seigneur de Goussainville 1343, bestattet in Taverny. ⚭ vor 7. April 1349 Aiglantine de Vendôme, Dame de La Ventrouze et de Charençoy, Tochter von Jean I, Seigneur de La Chartre-sur-le-Loir (Haus Montoire) und Philippe de Mesalent, Dame de La Ferté-Ernaud et de Villepreux – Vorfahren siehe Abschnitt Die Herren von Montmorency (13.–15. Jahrhundert).
  1. Hugues; † vor 1364, 1360 Elekt von Orléans.
  2. Mathieu II., 1365 minderjährig, 1411 bezeugt; † wohl 1414, Seigneur d’Avraimesnil, de Goussainville, de Bouqueval et de Baubigny. ⚭ Jeanne Braque, Tochter von Etienne Braque und Jeanne le Mire, Dame de Tresmes et de Baubigny, sie heiratete in zweiter Ehe vor 1433 Guillaume des Pres, Ritter.
    1. Charles; † 1461, Ritter, Seigneur de Goussainville, de Baubigny, de Bouqueval, d’Eaubonne, de Tresmes et de Silly, königlicher Rat. ⚭ (Ehevertrag Parthenay 11. Mai 1447) Jeanne Rataulet, 1491 bezeugt; † vor 12. März 1496 neuer Stil, Tochter von Bertrand Rataulet, Seigneur de Curçay, und Marguerite Rouaut.
      1. Jacqueline. ⚭ (Ehevertrag 10. Juli 1462) Guillaume de Sevigné, Ritter, Seigneur de Sévigné, d’Olivet et des Rochard.
      2. Catherine; † nach 12. März 1496 neuer Stil, Dame de Goussainville, de Tresmes et de Silly. ⚭ (Ehevertrag 10. Mai 1468) Philippe d’Aulnay, Seigneur d’Orville et de Goussainville; † nach 12. März 1496 neuer Stil
      3. Marguerite. ⚭ (Ehevertrag 12. Februar 1470) Antoine de Villiers, Seigneur de L’Isle-Adam, de Nogent et de Valmondois; † 25. August 1503, bestattet im Kloster Le Val (Haus Villiers)
      4. Jeanne; † vor 1490, Nonne in der Abtei Longchamp.

    2. Jeanne, 1421/33 bezeugt. ⚭ Jean de Clamecy, Seigneur de Clamecy 1370; † 1432.
    3. Catherine, 1421 bezeugt
    4. Marguerite, 1421 bezeugt. ⚭ Louis de Pressy, Ritter.

  3. Jean genannt Esclabot, Ritter, Co-Seigneur de Maffliers 1384; † wohl 1414. ⚭ Jeanne de Venderesse, Tochter von Jean de Venderesse, Seigneur de Marfontaine, Ritter, Bailli von Troyes.
  4. Isabelle; † nach 1381. ⚭ (Ehevertrag 4. August 1353) Guérin de Lorris genannt Lancelot, Ritter, Co-Seigneur de Luzarches; † 1380/81.
  5. Luce, 1388/1405 bezeugt, Nonne in Maubuisson

## Die Herren von Breteuil
1. Érard, 1286/1331 bezeugt; † vor 6. September 1334 Ritter, Seigneur de Conflans-Sainte-Honorine, de Maffliers, de Boissy, de Chauffour et de Montsoult, königlicher Rat, 1289 Großmundschenk von Frankreich. ⚭ I Juni 1286 Jeanne de Longueval, Dame de Framerville et de Croissy; † vor 1305, Tochter von Aubert de Longueval und Anne de Maude, Dame de Croissy. ⚭ II um 1305 Clémence de Muret, Dame de Breteuil et de Beaussault 1309/33, Tochter von Hervé de Muret und Marie. – Vorfahren siehe Abschnitt Die Herren von Montmorency (12.–13. Jahrhundert)
  1. (I) Guillaume genannt de Beaussault, Seigneur de Breteuil um 1304
  2. (I) Jeanne, Dame de Framerville et de Croissy. ⚭ 1307 Hervé de Laon, Ritter, Seigneur de Noyon-sur-Andelle.
  3. (I) Agnès. ⚭ Philippe d’Aunay, Seigneur de Grand-Moulin; † hingerichtet Pontoise 19. April 1314 als Liebhaber der Margarete von Burgund (siehe Tour de Nesle).
  4. (I) Blanche. ⚭ Guillaume IV. de Chantilly genannt le Bouteiller, 1288/1333 bezeugt; † vor 1340, Ritter, Seigneur de Chantilly (Haus Le Bouteiller de Senlis)
  5. (II) Jean I, 1329/Dezember 1337 bezeugt, Ritter, 1334 Seigneur de Breteuil, de Beaussault, de La Falaise et de La Tournelle. ⚭ Jeanne de La Tournelle; † 27. Mai wohl 1373, Dame de La Tournelle, de Raulot, de Montdésir et de Mainvilliers, bestattet in Valmont, Tochter von Robert, Sire de La Tournelle, und Marie de Ferrières, sie heiratete in zweiter Ehe vor 15. März 1338 Nicolas (Colart) II, Sire d’Estouteville († 28. Oktober 1347), bestattet in Valmont, und in dritter Ehe Louis d’Harcourt, Vicomte de Châtellerault († 16. Mai 1388) (Haus Harcourt)
    1. Jean II, 1338 minderjährig, 1358/64 bezeugt; † wohl 1373, Seigneur de Beaussault, de Breteuil, de La Falaise, de La Tournelle et du Plessis-Cacheleu. ⚭ um 1350 Isabeau de Nesle; † nach 1377, Dame du Plessis-Cacheleu, Tochter von Jean de Nesle, Ritter, Sire d’Offemont, de Mello, Co-Seigneur de Thourotte (Haus Clermont), und Marguerite, Dame de Mello.
      1. Hugues, 1373 bezeugt; † 20. Mai 1404, Ritter, Seigneur de Beaussault, de Breteuil, de La Falaise, de La Tournelle, Kastellan von Nesle, königlicher Rat und Kämmerer, bestattet in der Abtei Breteuil. ⚭ Jeanne d’Harcourt, 1416 bezeugt, Tochter von Guillaume, Ritter, Seigneur de La Ferté-Imbault etc. (Haus Harcourt)
        1. Jean III, * Beaussault 1387; † 1434, Ritter, Seigneur de Beaussault, de Breteuil, de La Falaise, Kastellan von Nesle, ab 1424 unter Kuratel
        2. Antoine, genannt de Beausault, Ritter, X 1424 Verneuil
        3. Louis, genannt de Beausault, X 25. August 1415 in der Schlacht von Azincourt.
        4. Hugues, genannt de Beausault, Ritter, X 1424 Verneuil
        5. Catherine, 1455 bezeugt, Dame de Beaussault, de Breteuil, de La Falaise, Châtelaine de Nesle. ⚭ I Laurent, Seigneur de Sainte-Beuve, de Montigny-sur-Andelle et de Corneville; † vor 1416. ⚭ II Mathieu V. de Roye, Seigneur de Roye, de Muret, de Germiny et de Buzancy, Ritter; † 1443 (Haus Roye).
        6. Blanche. ⚭ I Robert V. d’Harcourt, Seigneur de Beaumesnil, X 1390 vor Karthago (Kreuzzug gegen Mahdia, Haus Harcourt). ⚭ II Guillaume des Quesnes.
        7. Marie, genannt de Beaussault; † 12. Februar 1461, Nonne in Tusson, 1445 Celleraria, dann Äbtissin von Fontevrault
        8. Marguerite. ⚭ I Jean, Seigneur des Autels et de Villiers-aux-Bocages. ⚭ II Jean de Belloy, Seigneur de Candas.
        9. Jeanne, Dame de Ferrières et de Russecourt. ⚭ (Ehevertrag 13. September 1401) Jean de Raigneval, Seigneur de Maraucourt et de Trosnay.

      2. Pierre, Seigneur du Plessis-Cacheleu 1379/1424. ⚭ I Marguerite, Dame de Domart-sur-la-Luce, Witwe von NN de Villiers. ⚭ II Marie de Quinquampoix, Dame de Hoppelaincourt 1418, Witwe von Jean des Quesnes, genannt Carados, Ritter
        1. (I) Jeanne; † 25. August 1469, Dame du Plessis-Cacheleu, bestattet in Soissons. ⚭ um 1438 Renaud de Longueval, Seigneur de Thenelles et de Maisons-lez-Ponthieu, 1435/56 Bailli von Amiens; † 5. Oktober 1465, bestattet in Soissons.

      3. Jean
      4. Antoine, 1417 Domthesaurar in Beauvais
      5. Jeanne, 1393 bezeugt. ⚭ I (Ehevertrag 12. Februar 1380) Robert de Hellande, Ritter, Seigneur de Hellande[33] et de Lamberville 1393/1404. ⚭ II Jean de Raigneval, Ritter, Seigneur de Maraucourt et de Trosnay.
      6. Marguerite; † 4. April 1434, 1433 Äbtissin von Fontevrault

  6. (II) Erard; † 1358, Seigneur de Cherisy et de Camelin, Kanoniker in Rouen und Saint-Quentin
  7. (II) Mathieu; † nach 2. Juni 1350, Co-Seigneur de Conflans-Sainte-Honorine, Seigneur de Maffliers et de Saint-Fregel. ⚭ Isabeau de Soisy, Dame de Poucey; † wohl 1344, bestattet in Notre Dame du Mesnil
    1. Blanche, 1368/73 bezeugt. ⚭ vor 7. Januar 1367 Guy de Courlandon, Ritter, 1373 bezeugt.
    2. Tochter. ⚭ vor 9. Januar 1367 Simon de La Queue, Ritter, 1368 bezeugt.
    3. Philippa, 1366 minderjährig. ⚭ vor 19. Januar 1367 Jacques de Belloy.
    4. Jeanne. ⚭ Jean de Montauglant, Ritter.

  8. (II) Hervé, Seigneur de Beaumontel
  9. (II) Jean Erard, 1360/79 bezeugt; † vor 1382, Seigneur de Fourmeries (Formerie). ⚭ Elisabeth, 1382 Witwe

## Die Herren von Saint-Leu
1. Bouchard I, 1269/83 bezeugt; † 1284 vor 28. Mai auf Sizilien, Ritter, 1279 Seigneur de Saint-Leu et de Deuil. ⚭ um 1260 Philippa Britaud, 1289 Dame de Nangis, Tochter von Jean Britaud, Seigneur de Nangis, und Marguerite – Vorfahren siehe Abschnitt Die Herren von Montmorency (12.–13. Jahrhundert)
  1. Bouchard II, 1284 minderjährig, 1327 bezeugt, Seigneur de Saint-Leu, de Nangis et de Deuil, Grand Panetier de France. ⚭ NN, Dame de La Houssaye-en-Brie.
    1. Bouchard III, 1327 bezeugt; † 1339, Seigneur de Saint-Leu, de Nangis et de La Houssaye, königlicher Rat, Grand Maître des Eaux et Forêts de France. ⚭ I Gillette Granche, 1329 bezeugt, bestattet im Couvent Sainte-Catherine-du-Val-des-Écoliers in Paris, Tochter von Gilles Granche. ⚭ II Jeanne de Changy; † 1382, bestattet Sainte-Catherine-du-Val-des-Écoliers.
      1. (II) Jean I; † 11. Juni 1379, Seigneur de Saint-Leu, de Nangis et de La Houssaye, bestattet in Sainte-Catherine-du-Val-des-Écoliers. ⚭ vor 1367 Marguerite d’Andrezel; † 16. August 1396, bestattet in Sainte-Catherine-du-Val-des-Écoliers, Tochter von Jean, Sire d’Andrezel et de Tournenfuye[34], Ritter, sie heiratete in zweiter Ehe Louis de Varennes, Ritter 1396.
      2. (II) Guillaume; † 13. Januar 1387, Ritter, Seigneur de Saint-Leu, de Nangis, de La Houssaye, de Changy et de Champlevois, bestattet in Sainte-Catherine-du-Val-des-Écoliers. ⚭ Jeanne d’Andrezel; † 3. November 1395, bestattet in Sainte-Catherine-du-Val-des-Écoliers, Tochter von Jean, Sire d’Andrezel.
        1. Jean II, 1368 bezeugt; † wohl 1402, Seigneur de Saint-Leu, de Nangis et de La Houssaye. ⚭ Isabeau, Dame de Villesauvestre et de Prouilly.
        2. Jeanne; † nach 1415. ⚭ I Gautier de Thourotte, Seigneur du Chastelier; † nach 14. August 1411 (Haus Thorotte). ⚭ II Eustache de Gaucourt; † 1415, Seigneur de Viry, Grand Fauconnier de France (Haus Gaucourt)
        3. Denise, 1368/98 bezeugt; † vor 1401, Dame de Saint-Leu, de Taverny et de La Houssaye. ⚭ vor 1387 Gautier V., Sire d’Arzillières et de Dampierre-en-Astenois 1380/1401; † vor 1402.

      3. (II) Jeanne, bestattet im Kloster Saint-Antoine-des-Champs in Paris

    2. Philippe, Dame d’Apresseuve et de Gourville 1349/52. ⚭ Jean de Mouy, Seigneur d’Aussonvilliers
    3.  ? Guillaume, Domherr in Meaux
    4.  ? Philippe, Domherr in Meaux

## Die Herren von Laval
1. Gui VII. de Laval, Ritter, 1265 bezeugt; † wohl 1267, 1254 Sire de Vitré et de Vauguyon, 1264 Sire de Laval, 1249 Kreuzritter (Sechster Kreuzzug). ⚭ I 1239 Philippa von Vitré, Dame de Vitré, 1253 bezeugt; † Paris 21. September 1254, Tochter von André III, Seigneur de Vitré (Haus Vitré). ⚭ II vor Oktober 1257 Thomasse de Pouancé, 1240/72 bezeugt, 1272 Dame de Mareuil, Tochter von Geoffroy, Sire de La Guerche, Witwe von André III., Sire de Vitré. – Vorfahren siehe Abschnitt Die Herren von Montmorency (12.–13. Jahrhundert).
  1. (I) Gui VIII., * wohl 1240; † L’Isle-Jourdain 22. August 1295, Ritter, 1254 Sire de Vitré, 1270 Sire de Laval, bestattet im Kloster Clairmont. ⚭ I (Ehevertrag Paris 1260) Isabelle de Beaumont (Beaumont-du-Gâtinais), Dame de Villemomble, de Passy-sur-Marne et de Brévières, Contessa di Caserta; † 1277, Tochter von Guillaume, Seigneur de Villemomble et de Passy, 1265 Conte di Caserta, und Jeanne, Dame d’Acquigny. ⚭ II (Ehevertrag 11. November 1286) Jeanne de Beaumont, Dame de Loué, 1286/1308 bezeugt; † 1323, bestattet im Kloster Clairmont, Tochter von Louis I. de Brienne, genannt d’Acre, Vizegraf von Beaumont-au-Maine (Haus Brienne)
    1. (I) Gui IX., 1289/1332 bezeugt; † Landavran 22. Januar 1333, 1294 Seigneur d’Attichy, 1295 Sire de Laval et de Vitré, bestattet im Kloster Clairmont. ⚭ 1286 Béatrix de Gavre, 1301 Frau von Gavere und Chièvres; † 4. Juli wohl 1316, Tochter von Rasso VIII und Beatrix von Strijen
      1. Gui X., 1302 bezeugt, X 18. Juni 1347 in der Schlacht von La Roche-Derrien, 1315 Herr von Gavere, 1333 Sire de Laval et de Vitré, bestattet im Kloster Clairmont. ⚭ 2. März 1315 Béatrix von Bretagne, Dame de Hédé, * 7. Dezember 1295; † 9. Dezember 1384, Tochter von Arthur II., Herzog von Bretagne (Haus Frankreich-Dreux)
        1. Gui XI.; † 22. September 1348, 1347 Sire de Laval et de Vitré, Herr von Gavere, bestattet in Vitré. ⚭ (Ehevertrag 11. August 1338 (alter Stil)) Isabeau de Craon, 1336 bezeugt; † 2. Februar 1394, 1372 Dame de Sainte-Maure, de Pressigny et de Verneuil, 1373 Dame de Craon, bestattet in der Franziskaner (OFM)-Kirche in Angers, Tochter von Maurice VII., Seigneur de Sainte-Maure et de Marcillac (Haus Craon), sie heiratete in zweiter Ehe (Ehevertrag 22. Februar 1354) Louis de Sully, Sire de Sully, 13. November 1381 bezeugt; † vor 15. Dezember 1382 (Haus Blois)
        2. Jean, 1348 Gui XII.; † 21. April 1412, Sire de Laval et de Vitré, Herr von Gavere, bis 1383 Sire de Châteaubriant, Seigneur de Belleville, bestattet im Kloster Clairmont. ⚭ I 1348 Louise de Châteaubriant; † 27. November 1383, bestattet im Kloster Clairmont, Tochter von Geoffroy VII. und Jeanne de Belleville. ⚭ II (Ehevertrag Meslay 28. Mai 1384) Jeanne de Laval; † Vitré 27. Dezember 1437, bestattet in der Franziskaner-Kirche in Laval, Tochter von Jean de Laval, Seigneur de Châtillon-en-Vendelais et d’Olivet (Haus Montmorency), Witwe von Bertrand du Guesclin, Connétable von Frankreich
          1. (I) Louis, 1369 bezeugt
          2. (II) Anne, * 1385; † Vitré 20. Januar 1466, 1412 Dame de Laval et de Vitré, bestattet in Saint-Tugal in Laval. ⚭ I (Ehevertrag 15. und 22. Januar 1405) Jean de Montfort, 1406 Gui XIII., Sire de Laval et de Vitré; † Rhodos 9. August 1415 (Haus Montfort-Laval). ⚭ II 1416, dann getrennt, Jean Turpin, burgundischer Kämmerer, 1415/32 bezeugt
          3. (II) Gui; † vor 1403, bestattet in der Franziskaner-Kirche in Laval
          4. (II) François; † vor 1403, bestattet in der Franziskaner-Kirche in Laval
          5. (II) Gui, * 1389; † 25. März 1413 (alter Stil) durch Sturz vom Pferd, Herr von Gavere, bestattet in der Franziskaner-Kirche in Laval.

        3. Béatrix[35]; † nach Januar 1365, Dame de Villemomble. ⚭ (Ehevertrag Vitré 12. Februar 1361) Olivier IV., Sire de Clisson, Connétable von Frankreich; † Schloss Josselin 27. April 1407, bestattet in Notre-Dame in Josselin (Haus Clisson).

      2. Rasses, 1335/58 bezeugt. ⚭ NN, Dame de Fauquembergues 1358.
      3. Mathieu, 1302 bezeugt
      4. Jean, 1360 bezeugt; † vor 17. Dezember 1364, Seigneur de Passy-sur-Marne et de Brévières 1334, bestattet im Kloster Clairmont. ⚭ Éléonore Le Bigot, 1360 bezeugt; † nach 17. Juni 1399, Tochter von Jean, Seigneur de Laigné-le-Bigot (Anjou)
        1. Gui (1369 Guillaume); † vor 1392, Sire de Passy-sur-Marne 1360/87. ⚭ Jeanne de Montauban; † nach 1396, Tochter von Alain III, Sire de Montauban (Haus Rohan)
          1. Louise, 1384 bezeugt. ⚭ Jean de Villiers, Seigneur de Champagne-Hommet.
          2. Philippa, 1384 bezeugt. ⚭ NN, Seigneur de Montauban.

      5. Pierre, 1334 bezeugt; † 11. Januar 1357, 1350 Seigneur de Villemomble, 1348 Prior von Saint-Nicolas-de-Vitré, 1353 Domherr in Le Mans, 1353 Bischof von Rennes.
      6. Foulques, 1334/60 bezeugt, Ritter, Seigneur de Challouyau[36], 1351 Kapitän von Thouars, 1356 Kapitän von Anjou und Maine. ⚭ vor 1333 Jeanne Chabot, genannt La Folle; † 1341, bestattet im Kloster Buzay, Tochter von Gérard III, Sire de Retz (Rays) (Haus Chabot), Witwe von Jean de la Muce, Seigneur de Ponthus
        1. Gui, genannt Brumor; † wohl 1383, Seigneur de Challouyau, de Blaison et de Chemillé 1355/82. ⚭ I (Ehevertrag Paris 29. September 1358) Jeanne de Montmorency, Dame de Damville 1364/68, Tochter von Charles, Sire de Montmorency (Haus Montmorency). ⚭ II Tiphaine Husson, Dame de Duscé, Tochter von Fralin de Husson, Seigneur de Duscé, de Champcervon et de Charancé, und Clémence du Guesclin.
          1. (II) Foulques, 1396/1403 bezeugt.
          2. (II)  Gui de Laval, 1400/1415 bezeugt, erhält 29. September 1401 Namen und Wappen „de Rays“[37] 1401 bzw. 1407 Sire de Retz/Rays, Seigneur de Blaison et de La Mothe-Achard, bestattet im Kloster Buzay. ⚭ (Ehevertrag 5. Und 17. Februar 1403 (alter Stil)) Marie de Craon; † vor 28. Oktober 1415, bestattet im Kloster Buzay, Tochter von Jean de Craon, Seigneur de La Suze.
            1.  Gilles de Retz (Rays), * 1407; † gehängt und verbrannt Nantes 25. Oktober 1440, 1415 Sire de Retz etc., 1429 Marschall von Frankreich, bestattet in der Karmeliten-Kirche in Nantes. ⚭ (Ehevertrag 30. November 1420, Dispens 26. Juni 1422) Catherine de Thouars, Dame de Pouzauges, de Tiffauges, de Chabanais et de Confolens; † 2. Dezember 1462, Tochter von Milon II, Seigneur de Pouzauges etc (Haus Thouars), sie heiratete in zweiter Ehe 1441 Jean II. de Vendôme, Vidame de Chartres etc. 1434/60 (Haus Montoire)
              1. Marie, * vor 28. Dezember 1434; † Vitré 1. November 1458, Dame de Retz, bestattet in Vitré. ⚭ I (Ehevertrag 14. Juni 1442, Dispens 5. Juli 1444) Prigent VII. de Coëtivy, Admiral von Frankreich, X 20. Juli 1450 bei der Belagerung von Cherbourg (Haus Coëtivy). ⚭ II André de Laval, Sire de Lohéac et de Châtillon-en-Vendelais, 1436/39 Admiral von Frankreich, 1439 Marschall von Frankreich; † Laval 29. Dezember 1485, bestattet in Laval (Haus Montfort-Laval).

            2. René, 1415 bezeugt; † 1474, Seigneur de La Suze et de Briollay, 1457 Baron de Retz. ⚭ Anne de Champagne; † 1501, Tochter von Jean, Seigneur de Champagne, und Marie de Sillé.
              1. Jeanne, genannt de Retz, Dame de Retz et de La Suze. ⚭ (Ehevertrag 2. April 1457) François de Chauvigny, Sire de Châteauroux, 1457 Vicomte de Brosse etc.; † Burg Brosse 15. März 1491, bestattet in der Franziskaner-Kirche in Argenton.

        2. Marie. ⚭ Guillaume Sauvage, Seigneur du Plessis-Guerrier[38]
        3. Philippe, 1358 bezeugt. ⚭ Alain de Saffré, Ritter, Seigneur de Saffré et de Syon.

      7. Isabelle; † 1322, Dame de Lohéac 1302. ⚭ vor 1310 Péon de Lohéac, X 18. Juni 1347 in der Schlacht von La Roche-Derrien
      8. Catherine, 1302/44 bezeugt. ⚭ vor 6. Juli 1318 Gérard IV. Chabot, Baron de Rays et de La Mothe-Achard; † vor 1342 (Haus Chabot).
      9. (unehelich, Mutter unbekannt) Jeanne de Balourde, bestattet in Saint-Tugal de Laval

    2. (I) Guillaume, Seigneur de Passy-sur-Marne 1280.
    3. (II) André, 1314/36 bezeugt; † vor 13. Mai 1356, Ritter, Kastellan von Loué, 1316 Seigneur de Châtillon-en-Vendelais. ⚭ Eustachie de Bauçay, Dame d’Olivet, 1324/56 bezeugt, Tochter von Hugues de Bauçay und Alix de Châtillon, Witwe von Guillaume d’Usages, Vidame du Mans – Nachkommen siehe Abschnitt Die Herren von Loué und Brée
    4.  (II) Gui; † 7. April 1338, 1324 Elekt von Quimper, 1326 Bischof von Le Mans
    5. (II) Louis, Seigneur d’Aubigné 1292/1322.
    6. (II) Mathieu, 1292 bezeugt.
    7. (II) François, Seigneur de Brée, de Fougerolles-du-Plessis etc. ⚭ vor 1335 Guienne de Goué
    8. (II) Thibaud, 1292 bezeugt
    9. (II) Philippa, 1292/1308 bezeugt. ⚭ I Guillaume Voyer, Seigneur de Paulmy. ⚭ II (Ehevertrag 20. Dezember 1308) Guillaume II de Rochefort; † wohl 1347.
    10. (II) Agnès, 1292/93 geistlich in Maubuisson.
    11. (II) Catherine, 1292 geistlich in Étival.

  2. (I) Emmette, Dame de Landavran 1265/1331, bestattet in der Abtei Beauport. ⚭ Prégent de Coétmen, Vicomte de Tonquédec
  3. (I) Catherine, 1265/1306. ⚭ (Ehevertrag 2. Mai 1265) Hervé de Léon, 1271 bezeugt; † vor 9. Juli 1281.
  4. (II) Mahé/Mathieu, 1265/80 bezeugt
  5. (II) Bouchard, 1259/1316 bezeugt; † vor 20. Januar 1320, 1270 Seigneur d’Attichy, de Chantilly, Co-Seigneur de Conflans-Sainte-Honorine. ⚭ Béatrix d’Erquery, 1316 bezeugt; † vor 20. Januar 1338, Tochter von Raoul Herpin, sie heiratete in zweiter Ehe Jean I. de Nesle, Ritter, Seigneur d’Offemont; † 25. Mai 1352 (Haus Beaumont-sur-Oise).
    1. Herpin, Ritter, Seigneur d’Attichy et de Conflans-Sainte-Honorine 1320/38.
    2. Jean, 1322/86 bezeugt, Seigneur d’Attichy, de La Malmaison, de Nointel, de Saint-Aubin, de Chantilly et de Moussy-le-Neuf, Co-Seigneur de Conflans-Sainte-Honorine, 1365 geistlich.
    3. Gui I., 1322 bezeugt, X 26. August 1346 in der Schlacht von Crécy, Seigneur de Coynel et de Mery-en-Picardie. ⚭ NN, wohl Marguerite le Brizay.
      1. Gui II., 1372/98 bezeugt, Ritter, Seigneur d’Attichy, de La Malmaison, de Chantilly (1386 an Pierre d’Orgemont verkauft), de Moussy-le-Neuf, de Nointel, de Conflans-Sainte-Honorine, de Coymel et de Mery. ⚭ I Isabeau de Châtillon, Dame d’Orly etc.; † nach 7. April 1377. ⚭ II vor 1. November 1391 Adèle de Mailly, Dame d’Acheu; † 1400, bestattet in Ourscamp, Tochter von Gilles IV, Seigneur de Mailly (Haus Mailly), Witwe von Aubert de Hangest, Seigneur de Genlis (Haus Hangest), und Jean II. de Nesle (Haus Clermont)
        1. (I) Gui III.; † 1408, Seigneur d’Attichy, de La Malmaison, de Nointel, de Saint-Aubin, de Coymel, de Mery, d’Orly, du Verger et de Saint-Jean-les-Deux-Jumeaux 1398. ⚭ vor 1398 Jeanne de Nesle, genannt de Clermont, Dame d’Offemont, Tochter von Jean II Seigneur d’Offemont et de Mello (Haus Clermont); sie heiratete in zweiter Ehe Mathieu d’Arly, dit Sarrazin, Seigneur de Quesnoy-sur-Airaines, in dritter Ehe Jean de Donquerre und in vierter Ehe Jean d’Humiéres, Ritter
          1. (unehelich, Mutter unbekannt) Jean de Laval, * wohl 1387; † nach Juni 1412

        2. (I) Jean, 1400 bezeugt

    4. Bertrand, 1322/82 bezeugt, Ritter. ⚭ vor 18. April 1346 Marie de Beaumont, genannt de Franconville, 1346/82 bezeugt.
    5. Sanctissime, 1322 bezeugt
    6. Marguerite, 1322/77 bezeugt; † 1377 vor 31. August. ⚭ Philippe de la Roche(-Guyon); † vor 8. Juli 1367 (Haus La Rocheguyon).

  6. Yolande, 1269/80 bezeugt

## Die Herren von Loué und Brée
1. André, 1314/36 bezeugt; † vor 13. Mai 1356, Ritter, Kastellan von Loué, 1316 Seigneur de Châtillon-en-Vendelais. ⚭ Eustachie de Bauçay, Dame d’Olivet, 1324/56 bezeugt, Tochter von Hugues de Bauçay und Alix de Châtillon, Witwe von Guillaume d’Usages, Vidame du Mans – Vorfahren siehe Abschnitt Die Herzöge von Laval
  1. Kinder, 1324 bezeugt
  2.  Jean, 1352 bezeugt; † 8. September 1398, Ritter, Seigneur de Châtillon, d’Aubigné, de Montsûrs, d’Olivet, de Courbeveille, de Tinténiac, de Bécherel et de Romillé, bestattet in Saint-Tugal in Laval. ⚭ Isabeau de Tinteniac, 1370 Erbtochter von Jean de Tinteniac und Jeanne de Dol
    1. Jeanne, Dame de Châtillon, d’Olivet etc.; † Vitré 27. Dezember 1433, bestattet in der Franziskanerkirche in Laval. ⚭ I (Ehevertrag 21. Januar 1373, alter Stil) Bertrand du Guesclin, 1370 Connétable von Frankreich; † Châteauneuf-de-Randon 13. Juli 1380. ⚭ II (Ehevertrag Meslay 28. Mai 1384) Gui XII., 1348 Sire de Laval etc.; † 21. April 1412 (Haus Montmorency).

  3. Gui I., * 1331; † 7. Juni 1386, Sire de Loué, de Benais, de Brée et de Saint-Aubin[39], bestattet in Benais. ⚭ Jeanne de Pommerieux, Dame de Pommerieux et de Saint-Aubin 1382; † 1396, bestattet in der Abtei Saint-Germain-des-Prés in Paris.
    1. Jean, 1382/1409 bezeugt, Ritter, Sire de Loué. ⚭ I Marie de Beaupreau, Dame de Beaupréau. ⚭ II vor 8. November 1393 Mahaut Le Vayer, Dame de La Clarté, Bretignolles etc., Tochter von Jean Le Vayer, Seigneur de La Fresnaye, Witwe von Hardouin Baron de Maillé.
    2. Thibaut, 1380/1424 bezeugt; † vor 1433, Ritter, Sire de Loué, de Benais, de Brée et de Saint-Aubin, königlicher Rat und Kämmerer. ⚭ Jeanne de Maillé; † nach 8. Juli 1434, Tochter von Payen, Seigneur de Brézé et de Milly-le-Meugon (Haus Maillé)
      1. Gui II.; † Benais 19. Dezember 1484 Ritter, Sire de Loué, de Benais, de Montsabert, de Fayette, de La Faigne[24] et de Marcillé, 1436 königlicher Kämmerer, 1448 Rat und Kämmerer, sizilianischer Kämmerer, 1472 Seneschall von Anjou[40], bestattet in Benais. ⚭ Charlotte de Sainte-Maure, Dame de La Faigne; † 30. August 1485, bestattet in Benais, Tochter von Jean, Comte de Benon, Seigneur de Nesle et de Montgauger (Haus Sainte-Maure), und Jeanne des Roches, Dame de La Faigne
        1. André; † vor 1484
        2.  Gilles, 1459 bezeugt; † 3. Oktober 1502, Seigneur de Montsabert et de La Macheferrière, 1468 Domherr in Angers, 1472 Domdechant in Le Mans, 1474 Elekt und 1493 Bischof von Sées
        3. Marie † nach 1488. ⚭ (Ehevertrag 18. August 1459) Jean de Daillon, Seigneur du Lude et de Bareil; † 22. November 1481, 1475 Gouverneur der Dauphiné (Haus Daillon).
        4. Pierre, * 1448; † 18. Oktober 1528, Ritter, Seigneur de Loué, de Benais, de Fayette, des Écluses etc, 1508 Seigneur de Bressuire, königlicher Rat und Kämmerer, bestattet in Benais. ⚭ (Ehevertrag Saumur 14. Dezember 1482) Philippe de Beaumont, Dame de Lezay, 1508 Dame de Bressuire etc; † 1525, Tochter von Jacques de Beaumont, Seigneur de Bressuire. – Nachkommen siehe Abschnitt Die Grafen von Maillé
        5. René I., 1482 bezeugt; † Paris 31. August 1496, Châtelain de La Faigne, Seigneur de Pontbelain (Pontvallain), bestattet in Saint-Nicolas-du-Chardonnet in Paris. ⚭ (Ehevertrag Argueil 11. Mai 1494) Antoinette de Havard, Dame de Pontvallain, de La Rouxière, de Ver et de Lillé; † Paris 10. März 1536, bestattet in Pontvallain, Tochter von Georges de Havard und Antoinette d’Estouteville, sie heiratete in zweiter Ehe Hugues de Broyes, Seigneur de Nanteuil. – Nachkommen siehe Abschnitt Die Barone von La Faigne
        6. François, 1472 bezeugt; † 28. Mai/12. Oktober 1538, Ritter, Seigneur de Marcillé, de Saumoussay[41], bestattet in Benais. ⚭ I Catherine de Batarnay, Tochter von Antoine, Seigneur de Batarnay, und Renée de Houllefort. ⚭ II Marie de Ronsard, Tochter von Olivier de Ronsard[42], Seigneur de La Possonnière, sie heiratete in zweiter Ehe 1504 Bernardin de Mineroy, Seigneur d’Avarzay et du Tertre
        7. Jeanne alias Louise. ⚭ I Jean Louis de Bouliers, Vicomte de Demont, Seigneur de Cental, 1475 bezeugt. ⚭ II (Ehevertrag 4. November 1479) Gilles Tigeon, Seigneur de La Tigeoire et de Marchais-Renaud.
        8. Hardouine; † vor 11. Juli 1515, Dame de Précigné 1495. ⚭ Jacques de Beauvau, Seigneur de Tigny et de Ternay.
        9. Tochter ⚭ Olivier, Seigneur de La Noué.
        10. Jeanne; † 1513 vor 13. August, 1478 Äbtissin von Étival.

      2. Thibault, 1421/59 bezeugt; † 1461 Seigneur de Saint-Aubin et de Coudrayes. ⚭ vor 23. Juni 1421 Anne Maimbier, Dame de Bois-Dauphin[43] et d’Aulnay, Tochter von Jean, Seigneur de Maimbier, und Jeanne Pointeau, Dame de Bois-Dauphin, sie heiratete in zweiter Ehe vor 1465 Adam le Roy – Nachkommen siehe Abschnitt Die Herren von Bois-Dauphin
      3. Jean; † nach 1485, Seigneur de Brée et de Chanzeaux. ⚭ vor 15. Juni 1449 Françoise Gascelin, Dame de Hayes-Gascelin[44], de Chanzeaux et de La Chétardie[45].
        1. Louis, 1494 bezeugt, Seigneur de Brée et de Hayes-Gascelin. ⚭ (Ehevertrag 26. April 1485) Renée Sanglier, Tochter von Joachim Sanglier, Seigneur de Boisrouges, und Jeanne Bonnet.
          1. Louis, Seigneur de Brée et de Hayes-Gascelin. ⚭ Anne Acarie, 1563 bezeugt, Tochter von Aimery Acarie, Seigneur de Crazannes, und Andrée de Rochefort, sie heiratete in zweiter Ehe Joachim, Seigneur de Daillon.

        2. Jeanne; † nach 1494. ⚭ I (Ehevertrag 30. April 1481) Pierre de Hérisson, Ritter, Seigneur du Plessis-Buret[46]. ⚭ II (Ehevertrag 26. April 1485) Joachim Sanglier, Ritter, Seigneur de Boisrouges.
        3. Françoise; † nach 27. November 1514. ⚭ Edmond de Bueil, Ritter, Baron de Marmande; † wohl 1498 (Haus Bueil)
        4. Guyonne; † vor 1506. ⚭ (Ehevertrag 15. Januar 1489, alter Stil) François du Plessis, Seigneur de Richelieu (Haus Le Plessis-Richelieu)

      4. Anne, Dame de La Basèque. ⚭ vor 23. Februar 1429 Gui Turpin, Seigneur de Crissé.
      5. Marie. ⚭ Pierre de Champagne, Seigneur de Parcé etc.

    3. Gui, genannt de Loué, 1384/1430 bezeugt, Ritter, 1401 Seigneur de Loupelande-en-Bourgogne, 1415 Seigneur de Pommerieux. ⚭ I vor 9. März 1407 Marguerite de La Macheferrière; † nach 4. August 1430, Erbtochter von Geoffroi, Seigneur de La Macheferrière, de Montéjean et de Bourjau, Witwe von Jean de Landevy.

  4. Marie, 1367/98 bezeugt; † vor 29. August 1405. ⚭ vor 3. Februar 1367 Jacques de Surgères, Seigneur de La Flocellière 1344; † Februar 1383/23. April 1385.
  5. Jeanne; † nach September 1418. ⚭ Guillaume de Courciers, Seigneur de Courciers, 1397 bezeugt, bestattet in der Abtei Champagne
  6. Guionne (Alix). ⚭ Gui I L’Archevêque, Seigneur de Soubise, de Taillebourg et de Mouchamps 1327/63

## Die Grafen von Maillé
1. Pierre, * 1448; † 18. Oktober 1528, Ritter, Seigneur de Loué, de Benais, de Fayette, des Écluses etc, 1508 Seigneur de Bressuire, königlicher Rat und Kämmerer, bestattet in Benais. ⚭ (Ehevertrag Saumur 14. Dezember 1482) Philippe de Beaumont, Dame de Lezay, 1508 Dame de Bressuire etc; † 1525, Tochter von Jacques de Beaumont, Seigneur de Bressuire – Vorfahren siehe Abschnitt Die Herren von Loué und Brée
  1. Gilles I.; † vergiftet Schloss Maillé[47] 6. August 1556, Ritter, Seigneur de Loué, de Benais, de Bressuire, de Maillé, de Marcillé, de Rochecorbon, de la Haye-en-Touraine, de la Mothe-Saint-Héray et de Pontchâteau, Vicomte de Brosse, bestattet Schloss Maillé. ⚭ I 1502 Françoise de Maillé, Dame de Maillé et de Rochecorbon, 1510/23 bezeugt; † vor 1534, wohl 1524, Tochter von François, Baron de Maillé et de Rochecorbon (Haus Maillé). ⚭ II nach 1534 Renée Barlot; † nach 1575.
    1. (I) René, Seigneur de Bressuire, de Maillé, de la Mothe-Saint-Héray, Vicomte de Brosse. ⚭ (Ehevertrag Les Essarts 2. und 11. März 1531) Jeanne de Brosse, genannt de Bretagne, 1571 bezeugt; † nach 1583, Tochter von René, Comte de Penthièvre, Seigneur de Boussac etc (Haus Brosse)
    2. (I) Gilles II.; † Dezember 1559, Seigneur de Loué, de Benais, de Maillé, de la Haye-en-Touraine, de Rochecorbon, de la Mothe-Saint-Héray, Vicomte de Brosse. ⚭ 1536 Louise de Sainte-Maure; † nach 1548, Tochter von Jean, Comte de Nesle, und Anne d’Huillières (Haus Sainte-Maure)
      1. René, getauft Benais 3. September 1539; † 8. Oktober 1562, 1559 Seigneur de Loué, Baron de Maillé, Châtelain de Rochecorbon, de Benais et des Écluses, bestattet in Notre-Dame de Maillé. ⚭ um 1559 Renée de Rohan; † vor September 1573, Tochter von Louis V. de Rohan, Seigneur de Guéméné (Stammliste der Rohan-Guéméné) und Marguerite de Montfort-Laval, Witwe von François de Rohan, Seigneur de Gié et du Verger (Stammliste der Rohan-Guéméné), sie heiratete in dritter Ehe (Ehevertrag 15. Oktober 1563) Jean de Laval, Comte de Maillé, Marquis de Nesle; † 20. September 1578, ihren Schwager (Haus Montmorency)
        1. Louis, * 30. August 1562; † klein

      2. Gabrielle, * Maillé 10. Januar 1540 alter Stil; † nach 1593, Dame de Montsabert. ⚭ François Aux Épaules, Seigneur de Pizy; † vor 1593.
      3. Jean, * 25. April 1542; † 20. September 1578, 17. Juni 1578 erhoben zum Comte de Maillé, Marquis de Nesle, Comte de Joigny, Vicomte de Brosse, Baron de Bressuire, de la Roche-Chabot, de la Mothe-Saint-Héray, Seigneur de Loué. ⚭ I (Ehevertrag 15. Oktober 1563) Renée de Rohan; † vor September 1573, Tochter von Louis V, Seigneur de Guéméné (Stammliste der Rohan-Guéméné), Witwe von François de Rohan, Seigneur de Gié et du Verger (Stammliste der Rohan-Guéméné), und René de Laval, Seigneur de Loué (Haus Montmorency). ⚭ II Françoise de Birague, Tochter von René de Birague, Kanzler von Frankreich, dann Kardinal, und Valentina Balbiano de Quiers, Witwe von Imbert de La Platière, Seigneur de Bourdillon, Marschall von Frankreich, sie heiratete in dritter Ehe Jacques d’Amboise, Comte d’Aubijoux, genannt l’Amant fortuné, X in der Schlacht von Coutras 20. Oktober 1587 (Haus Amboise)
        1. (I) Gui, * 28. Juli 1565, getauft Maillé 23. Dezember 1566; † Schloss Esclimont 15. April 1590 an den in der Schlacht von Ivry erlittenen Verletzungen, Marquis de Nesle, Comte de Joigny et de Maillé, Vicomte de Brosse, Baron de Bressuire (1586 an Filippo Strozzi, Seigneur d’Épernay, verkauft) et de la Mothe-Saint-Héray, Seigneur de Loué, Châtelain de Rochecorbon, de Benais et des Écluses. ⚭ Marguerite Hurault; † 13. Juni 1614, bestattet der Cölestiner-Kirche in Paris, Tochter von Philippe Hurault, Comte de Cheverny et de Limours, Kanzler von Frankreich (Haus Hurault) und Anne de Thou, sie heiratete in zweiter Ehe (Ehevertrag Chartres 20. Januar 1593) Anne d’Anglure, Baron de Givry et de Boursault, Feldmarschall, und in dritter Ehe Armand le Dangereux, Seigneur de Beaupuy, Comte de Maillé.
        2. (I) Louis, * Schloss Maillé 30. Mai 1568, getauft 2. Juni 1568; † klein.
        3. (I) Charles, * Schloss La Chétardière[48] 27. Juni 1570, getauft 17. Juli 1570; † klein.
        4. (II) Marguerite; † jung, bestattet in Sainte-Catherine-du-Val-des-Écoliers

      4. Anne, * Maillé 25. Juni 1543, bis 1572 Dame de Saumoussay[41]. ⚭ Claude de Chandio, Seigneur de Bussy 1572.
      5. Jeanne, * Maillé 3. September 1549; † nach 22. März 1602. ⚭ François de Saint-Nectaire, genannt de Senneterre, Seigneur de la Ferté-Nabert (Haus La Ferté).

    3. (I) Anne; † Brain 16. Oktober 1658. ⚭ (Ehevertrag 13. Januar 1530) Philippe de Chambes, Seigneur de Montsoreau etc. 1542

  2. Gui; † nach 21. März 1536, Seigneur de Lezay, de Bréhabert, de la Macheferrière, de la Graslière et de Mouillebert. ⚭ Loudon 1518 Claude de la Jaille; † vor 1554, Tochter von René de la Jaille, Seigneur de Beuxes, und Jeanne Hérisson, sie heiratete in zweiter Ehe (Ehevertrag 11. April 1540) Claude de Laval-Boisdauphin, genannt le Gros; † 1554 – Nachkommen siehe Abschnitt Die Marquis von Laval-Lezay
  3. François, 1538 Abt von Clermont.
  4. Marquise; † nach 1531. ⚭ (Ehevertrag 29. August 1496) René du Bellay, Seigneur de la Lande et de la Forêt-sur-Sèvre; † vor 1531.
  5. Hardouine. ⚭ Edmond de Fonsèques, Baron de Surgères.

## Die Marquis von Laval-Lezay
1. Gui; † nach 21. März 1536, Seigneur de Lezay, de Bréhabert, de La Macheferrière, de la Graslière et de Mouillebert. ⚭ Loudon 1518 Claude de la Jaille; † vor 1554, Tochter von René de la Jaille, Seigneur de Beuxes, und Jeanne Hérisson, sie heiratete in zweiter Ehe (Ehevertrag 11. April 1540) Claude de Laval-Boisdauphin, genannt le Gros; † 1554 – Vorfahren siehe Abschnitt Die Grafen von Maillé
  1. Pierre I.; † La Chétardière[49] Mai 1582, nach dem 15., Baron de Lezay, Seigneur de Bréhabert, de La Chetardière, du Plessis-Clérembault, de La Bigeotière, de Montevrault, de Saint-Pierre-Moulinart, de la Plesse etc., bestattet in Cléré. ⚭ (Ehevertrag 5. Juli 1550) Jacqueline (Jeanne) Clérembault, Dame de La Plesse, du Plessis et de La Forêt-Clérembaut; † nach 21. Mai 1602, Tochter von Jacques, Seigneur de La Plesse, und Claude d’Avaugour (Haus Clérembault)
    1. Pierre II.; † Paris 25. Mai 1623, Seigneur deLezay, de Trèves, de Bréhabert et de La Plesse, Staatsrat, bestattet in Trèves. ⚭ (Ehevertrag 11. März 1592) Isabelle de Rochechouart; † nach 6. September 1618, Tochter von René, Baron de Mortemart (Haus Rochechouart)
      1. Hilaire, * 1599; † Paris 12. Januar 1670 (Saint-Germain-en-Laye Januar 1642, registriert 27. Juni 1644) Marquis de Lezay, (Genehmigung Paris Oktober 1643) Marquis de Laval-Lezay, Marquis de Trèves, Seigneur de La Bigeotière, de La Ferrière, de Saulnay, de Mouillebert, des Bordes, de Chétiveau etc., Staatsrat, bestattet in der Jesuitenkirche in Paris. ⚭ Françoise du Puy du Fou; † 18. März 1686, Tochter von Eusèbe du Puy du Fou, Seigneur de La Séverie, und Françoise Tiraqeau, sie heiratete in zweiter Ehe Charles de Baudéan-Parabère, Seigneur de Neuillan
      2. Gui Urbain; † Mai 1685, 1670 2. Marquis de Laval-Lezay, Marquis de La Plesse, Seigneur de Neuville, de la Roche-Clérembault et de Bréhabert, Geheimer Staatsrat. ⚭ (Ehevertrag 22. Oktober 1655) Françoise de Sesmaisons; † Mai 1685, Tochter von Claude, Seigneur de Sesmaisons, und Barbe Le Bigot.
        1. Pierre III., getauft Saint-Nicolas in Saumur 19. Oktober 1656; † Paris 10. Juli 1687 genannt Le Comte de Laval, 1685 3. Marquis de Laval-Lezay, Marquis de Magnac, Comte de La Bigeotière et de Fontaine-Chalendray, Seigneur de La Plesse. ⚭ 1681 Marie Thérèse Françoise de Salignac, Marquise de Magnac, Dame de Fontaine-Chalandray; † 1726, Tochter von Antoine de Salignac, Marquis de Lamothe-Fénelon, und Catherine de Montbron de Fontaine-Chalandray
          1. Marie Françoise, * 22. Dezember 1681; † jung
          2. Sohn; † klein
          3. Gui André; † Paris 7. März 1745, 1687 4. Marquis de Laval-Lezay, Marquis de Magnac, Comte de La Bigeotière et de Fontaine-Chalandray. ⚭ 5. November wohl 1722 Marie Anne de Turmenies; † Paris 17. November 1756, Tochter von Jean de Turmenies, Seigneur de Nointel, Staatsrat, und Marie Anne Le Bel, Witwe von Mathieu de La Rochefoucauld, Marquis de Bayers
            1. Guyonne Marie Louise Christine. ⚭ 24. Dezember 1740: Henri François de Grave, Marquis de Solas.
            2. Guy André Pierre de Montmorency-Laval, * 21. September 1723; † 22. September 1798, (Oktober 1748 mit Erhebung der Baronie Arnac und des Marquisats Magnac zur Duché) Duc de Laval, 1783 Marschall von Frankreich. ⚭ 29. Dezember 1740 Jacqueline Marie Hortense de Bullion; † 30. Januar 1795, Tochter von Anne Jacques de Bullion, Marquis de Fervaques, Maréchal des camps et armées du Roi, und Marie Madeleine Hortense Gigault de Bellefonds (Haus Bullion) – Nachkommen siehe Abschnitt Die Herzöge von Laval
            3. Louis Joseph, * Bayers 9. Dezember 1724; † Altona 17. Juni 1808, Dr. theol., Domherr in Rennes, 1748 Abt von Sainte-Croix in Bordeaux, 1754 Bischof von Orléans, 1758 Bischof von Condom, 1761 Bischof von Metz, 1789 Kardinal, bestattet in der katholischen Kirche von Altona
            4. Marie-Anne, * 10. Dezember 1725; † Paris 14. September 1782. ⚭ 19. März 1747 Joseph Philipp Hyazinth von Corswarem, 1734 Herzog von Looz-Corswarem und Herzog von Corswarem-Looz; † 3. Juli 1777.

        2. Marie-Louise, * 1657; † Paris 12. März 1735. ⚭ 20. Mai 1683 Antoine-Gaston de Roquelaure, duc de Roquelaure, Comte d’Astarac et de Montfort; † 1738 (Haus Roquelaure)
        3. Hilaire, * 30. Juli 1660; † 23. April 1716, genannt L’Abbé de Laval, Marquis de La Plesse et de Saint-Clément
        4. Françoise, * 1661; † 1. Juni 1716, 1679 Benediktinerin, 1696 Äbtissin von Sainte-Croix in Poitiers
        5. Gui; † jung, Malteserordensritter.

      3. Gaspard; † klein
      4. Jeanne Jacqueline. ⚭ Honoré d’Acigné, Comte de Grandbois.
      5. Justine; † 1602.
      6. Catherine, 1613 Benediktinerin in Poitiers, Äbtissin von Trèves
      7. Gabrielle; † nach 18. Oktober 1631, Subpriorin in Saumur und Priorin von Saint-Sauveur-des-Anges.

    2. Gui; † jung
    3. Renée, Dame de Mouillebert um 1590. ⚭ 20. November 1571 René de Bouillé, Comte de Meaux, de Chanteloup et de Créance, Staatsrat.
    4. Claude; † Marmande, Dame du Plessis-Clérembault, de Saint-Gervais, de Chaveuil[50] et des Salines[51], bestattet in Saint-Rémy-en-Mauges 11. Mai 1669. ⚭ (Ehevertrag 15. Februar 1582) René Gillier, Seigneur de Puygarreau[52], de Marmande et de Faye-la-Vineuse.
    5. Catherine; † jung
    6. Guyonne; † jung

  2. Françoise; † nach 1567. ⚭ Nicolas de Champagne, Comte de La Suze, helvetisches Bekenntnis; † Saint-Denis 10. November 1567.
  3. Philippe; † nach 7. Januar 1553, 1532 Nonne, dann Priorin in Laval.
  4. Renée, Nonne in Bourges.

## Die Herzöge von Laval
1. Gui André Pierre de Montmorency-Laval, * 21. September 1723; † 22. September 1798, (Oktober 1748 mit Erhebung der Baronie Arnac und des Marquisats Magnac zur Duché) Duc de Laval, 1783 Marschall von Frankreich. ⚭ 29. Dezember 1740 Jacqueline Marie Hortense de Bullion; † 30. Januar 1795, Tochter von Anne Jacques de Bullion, Marquis de Fervaques, Maréchal des camps et armées du Roi, und Marie Madeleine Hortense Gigault de Bellefonds (Haus Bullion) – Vorfahren siehe Abschnitt Die Marquis von Laval-Lezay
  1. Guyonne; † 25. August 1749
  2. Sohn, * Januar 1743; † Paris 25. August 1744
  3. Gui André Marie Joseph, * 27. September 1744; † Einbeck 13. November 1761, Comte de Laval. ⚭ 14. April 1760 Anne Céleste Françoise Jacquier de Vieuxmaisons; † Paris 2. Juni 1760.
  4. Anne Alexandre Marie Sulpice Joseph, * 22. Januar 1747; † 30. März 1817, 15. Juli 1783 Duc de Laval, 4. Juni 1814 Pair de France. ⚭ 14. Januar 1765 Marie Louise Mauricette de Montmorency-Luxembourg, * 2. September 1750; † Paris 3. November 1829, bestattet auf dem Cimetière de Picpus, Tochter von Joseph Maurice Annibal de Montmorency-Luxembourg, Comte de Luxe (Haus Montmorency).
    1. Gui Marie Anne Louis, * 25. August 1767; † 8. Februar 1786, Marquis de Laval. ⚭ Paris 28. Mai 1784 Pauline Renée Sophie de Voyer de Paulmy d’Argenson; † Paris 6. Juni 1791, Tochter von Marc-René de Voyer de Paulmy d’Argenson, und Marie-Jeanne-Constance de Mailly (Voyer)
      1. Guyenne Hortense Joséphine Edwige, * Paris 24. November 1785

    2. Anne Adrien Pierre, * Paris 29. Oktober 1768; † Paris 6. Juni 1837, 15. August 1815 Duque de San Fernando Luis, Grande von Spanien 1. Klasse, 1817 3. Duc et Prince de Laval, 18. Januar 1820 und 6. November 1827 (erblicher) Pair de France, 1814/20 außerordentlicher Gesandter und bevollmächtigter Minister in Madrid, 1822 Botschafter beim Heiligen Stuhl, 1821 Ritter des Ordens vom Goldenen Vlies (Nr. 906), bestattet in Picpus. ⚭ 19. Mai 1788 Bonne Charlotte Renée Adélaide de Montmorency-Luxembourg, * 29. April 1773; † Paris 6. September 1840, Tochter von Anne Charles Sigismond de Montmorency-Luxembourg, 4. Duc de Piney, Pair de France (Haus Montmorency)
      1. Gui Anne Louis Henri Adalric, * Paderborn 13. Januar 1796; † Neapel 7. August 1819, bestattet in Picpus.
      2. Charlotte Adélaïde, * Dampierre 15. Februar 1798; † Schloss Montigny-le-Gannelon 24. Juni 1872, 21. März 1837 2. Duquesa de San Fernando Luis, Grande von Spanien 1. Klasse, bestattet Picpus. ⚭ 6. Mai 1817 Gustave de Lévis-Mirepoix, 1837 Duc de Mirepoix, Pair de France, 1837 Duque de San Fernando Luis; † Paris 7. Juni 1851, bestattet in Léran (Haus Lévis)
      3. Marguerite-Pauline Émmanuelle, * 19. Dezember 1803; † Paris 17. Dezember 1861. ⚭ 21. April 1828 Aimé Charles Raoul, 3. Marquis de Couronnel; † Paris 22. Februar 1843.

    3. Achille Jean Louis, * 25. Juni 1772, X Mannheim 20. September 1793, 1782 Malteserordensritter
    4. Eugène Alexandre, * 20. Juli 1773; † Paris 2. April 1851, 1837 4. Duc de Laval, Generalleutnant. ⚭ I 1802 Maximilienne Henriette Augustine de Béthune-Sully, * Paris 27. September 1772, Tochter von Maximilien Aléxis de Béthune, 8. Duc de Sully, Pair de France (Haus Béthune), Witwe von Edmé de Béthune, Marquis de Charost (Haus Béthune). ⚭ II 26. November 1833 Constance de Maistre, * Chambéry um 8. Januar 1793; † Castello di Borgo Cornolense 2. April 1882.

  5. Mathieu Paul Louis, * Paris 8. August 1748; † Paris 27. Dezember 1809, Vicomte de Laval, 21. Dezember 1808 Comte de l’Empire, Comte de Montmorency-Laval, 1766 Gouverneur von Compiègne. ⚭ I 29. Dezember 1765, geschieden, Catherine Jeanne Tavernier de Boullongne † Paris 5. Juli 1838, Tochter von Pierre Guillaume Tavernier dit de Boullongne. ⚭ II Paris 22. Juli 1803 Anne Françoise Le Joyaud, Witwe von Charles François Joseph de Lamboley
    1. (I) Mathieu Jean Félicité, * Paris 10. Juli 1767; † Paris 24. März 1826, Vicomte de Laval, 17. August 1824 Pair de France, 3. Februar 1819 Vicomte-Pair, 15. Juni 1824 Duc de Montmorency, Pair de France, 1821 Außenminister, 1825 Mitglied der Académie française. ⚭ 12. August 1788 Pauline Hortense d’Albert de Luynes, * 1. August 1774; † Château de Bonnetable 30. Juli 1858, Tochter von Louis Joseph Charles Amable d’Albert de Luynes Duc de Luynes et de Chevreuse, Pair de France (Haus Albert)
      1. (I) Elisabeth Hélène Pierre, * Paris 18. August 1790; † Paris 27. Juni 1834. ⚭ 4. Februar 1807 Louis François Sosthène de La Rochefoucauld, 1841 2. Duc de Doudeauville, Grande von Spanien 1. Klasse; † 5. Oktober 1864 (Haus La Rochefoucauld)

    2. (I) Anne Pierre, * Paris 15. April 1769; † guillotiniert Paris 17. Juni 1794.
    3. (II, legitimatio per matrimonium subsequens) Anne Louise Philippine Françoise, * 25. Juli 1791; † Paris 20. April 1852. ⚭ I um 1815 Claude Albert Casimir de Colombet de Landos; † Paris 22. Oktober 1823, ⚭ II 11. Juni 1828 Alphonse Louis Lallemand, Baron de Driesen

  6. Louis Hilaire Émmanuel, * Paris 22. November 1752; † 1752, genannt Le Marquis de Lezay
  7. Guyonne Hortense, * Paris 22. September 1751; † vor 1760, genannt La Mademoiselle de Laval
  8. Guyonne Elisabeth Joséphine, * Paris 14. Februar 1755; † Schloss Esclimont 24. Juli 1830. ⚭ 19. April 1768 Louis Joseph Charles Amable d’Albert de Luynes Duc de Luynes et de Chevreuse, Pair de France; † Paris 20. Mai 1807 (Haus Albert)

## Die Barone von La Faigne
1. René I., 1482 bezeugt; † Paris 31. August 1496, Châtelain de La Faigne[24], Seigneur de Pontbelain (Pontvallain), bestattet in Saint-Nicolas-du-Chardonnet in Paris. ⚭ (Ehevertrag Argueil 11. Mai 1494) Antoinette de Havard, Dame de Pontvallain, de La Rouxière, de Ver et de Lillé; † Paris 10. März 1536, bestattet in Pontvallain, Tochter von Georges de Havard und Antoinette d’Estouteville, sie heiratete in zweiter Ehe Hugues de Broyes, Seigneur de Nanteuil (Maison de Broyes) – Vorfahren siehe Abschnitt Die Herren von Loué und Brée
  1. René II., * Montsabert 19. Januar 1495; † Schloss Maillé[47] 14. März 1532, Seigneur de La Faigne, de Ver, de La Rouxière, de Montigny et de La Puisaye, bestattet in La Puisaye. ⚭ Breteuil… Marie de Bousau; † 1572, Erbtochter von Artus de Bousau, Seigneur d’Aveluis, de Donquerre, de Bousau etc. und Magdelaine de Donquerre, sie heiratete in zweiter Ehe Charles de Téligny, Seigneur de La Salle
    1. Louis, * La Puisaye 17. März 1522; † vor 6. Juli 1547, Seigneur de La Faigne, de La Rouxière, de Ver, et de La Puisaye. ⚭ Aliénor de Castillie, Erbtochter von Léonard de Castillie, Co-Seigneur de Bauçay, Seigneur de Mathefelon, und Françoise de Châteaubriant.
      1. Louise, Dame de La Faigne, de La Rouxière, de Ver et de La Puisaye. ⚭ I (Ehevertrag Mathefelon 27. September 1561) François Chasteignier, Seigneur de La Roche-Posay, de Touffon et de Talmont; † 9. September 1579. ⚭ II (Ehevertrag La Faigne 23. Februar 1584) Pierre de Montmorency, Seigneur de Lauresse, de Ver et de la Gaule † Paris 28. März 1610, bestattet in Saint-Sulpice in Paris (Haus Montmorency)

    2. Françoise, * La Faigne 15. Februar 1520; † vor 1. Januar 1574. ⚭ I Georges de Casenove, Seigneur de Gaillardbois; † vor 1555. ⚭ II Gabriel de Saint-Perier, 1568 bezeugt
    3. Hugues, * Nanteuil 2. März 1523; † nach 1. Januar 1574, Seigneur de Tartigny, d’Aveluis et de Fresnay-le-Samson. ⚭ 29. September 1547: Marie de Mézières, Dame de Montbaudry[53], Tochter von Jacques de Mézières, Seigneur de Montcueil, de Montbaudry etc., und Marie de Trousseauville.
      1. Jean, 1577/98 bezeugt, Seigneur de Tartigny, d’Aveluis, de Gournay-le-Guérin et de Fresnay-le-Samson. ⚭ (Ehevertrag 18. Februar 1577) Claude de Prunelé, Tochter von André de Prunelé, Seigneur de Gazeran et d’Esneval[54], und Marguerite le Veneur
        1. Gabriel; † 14. Mai 1664, Baron de La Faigne, Seigneur de Tartigny, d’Aveluis, de Gournay-le-Guérin et de Fresnay-le-Samson, bestattet in Gournay. ⚭ (Ehevertrag 14. Dezember 1609) Anne Viole, Tochter von Pierre Viole, Seigneur d’Athies, Staatsrat und Parlamentspräsident in Paris, und Jeanne Besnard de Rosny.
          1. Thomas; † ermordet 27. Februar 1651, Baron de La Faigne, Seigneur de Tartigny, de Gournay, d’Aveluis, de La Rouxière et de Fresnay-le-Samson. ⚭ (Ehevertrag 1. Februar 1636) Louise de Vallée, Dame du Pescheray[55] Tochter von Etienne de Vallée, Seigneur du Pescheray, und Marie du Regnier-Droué.
            1. Charles, * 1631/32; † 1709, Baron de La Faigne, Seigneur de Tartigny, bestattet in Gournay. ⚭ Paris 19. März 1668 Louise Meusnier, Tochter von Pierre Meusnier, Seigneur de Rubelles, und Elisabeth Morot.
              1. Louise, * 15. Januar 1669.
              2. Henri Marie, * 12. Januar 1671.
              3. Claude Charles, * 2. September 1672, genannt Le Marquis de Laval, Baron de La Faigne, Seigneur de Gournay etc. ⚭ Paris 29. Juli 1699 Marie-Thérèse de Hautefort; † Paris 1. April 1753, Tochter von Gilles, Marquis de Hautefort, und Marthe d’Estourmel (Haus Hautefort).
                1. Gui Louis Charles, * wohl 1705; † 2. April 1743, Marquis de Laval-Montmorency. ⚭ 11. August 1728 Adélaide Louise Salbigothon d’Espinay; † 19. Juni 1751, Tochter von François Salbigothon, Marquis d’Espinay (Haus Espinay Saint-Luc)
                  1. Louise Adélaide Philippine, * 15. April 1731, 1760 Nonne in Paris

                2. Marie-Louise Augustine, * 1712; † Barèges 23. August 1776. ⚭ (Ehevertrag 19. Dezember 1726) Louis Antoine Crozat, Baron de Thiers, Brigadier; † 15. Dezember 1770.

              4. Marie-Angélique, * 8. April 1674, geistlich.
              5. Claude Charles Le Jeune, genannt L’Abbé de Laval, * 4. Mai 1676; † Paris November 1708, bestattet in Saint-André-des-Arcs in Paris.

            2. Gabriel; † Le Mans März 1723, genannt Le Comte de Laval. ⚭ I Renée Barbe de La Forterie, Tochter von Claude Barbe, Seigneur de La Forterie. ⚭ II (Ehevertrag August 1714) Adélaïde de Grimoard; † 3. Januar 1760, Tochter von Louis Scipion de Grimoard, Marquis du Roure, und Louise Victorie de Caumont de La Force.
              1. (I) Gui Claude Roland, genannt Le Comte de Laval, * 5. November 1677; † 14. November 1751, 1747 Marschall von Frankreich, polnischer Kämmerer. ⚭ 29. Juni 1722: Elisabeth de Rouvroy-Saint-Simon, Tochter von Eustache Titus, Marquis de Saint-Simon, Brigadier, und Claude Eugénie de Hauterive (Haus Rouvroy) – ihre Nachkommen führen den Familiennamen de Montmorency-Laval.
                1. Marie Louise, * 31. März 1723; † guillotiniert Paris 24. Juni 1794, Äbtissin von Montmartre
                2. Gui Claude Louis, * 9. März 1724; † 21. April 1726
                3. Cyprien Jacques Roland, * 31. März 1725; † jung
                4. Charles Louis, * 12. April 1727; † 21. August 1727.
                5. Joseph Pierre, * 28. März 1729, X in der Schlacht bei Hastenbeck 31. Juli 1757, Comte de Laval-Montmorency. ⚭ Paris 15. April 1749 Elisabeth Renée de Maupeou, * Paris 23. Januar 1729; † Paris 4. Dezember 1759, Tochter von René Théophile de Maupéou, Marquis de Sablonnières, und Jeanne Renée Blanchard de Banneville
                  1. Claudine Anne Renée Elisabeth, * Paris 6. März 1750; † Paris 20. Juli 1784. ⚭ Paris 7. November 1768, geschieden Paris 25. Februar 1778, André Hercule Alexandre de Rosset de Rocozel, Marquis de Rocozels et de Fleury, Duc de Fleury, Generalmajor; † Mangikupam, Indien, 20. August 1782 (Rosset de Rocozel)
                  2. Gui Marie René, * 23. Dezember 1751; † 1765
                  3. Louis Adélaide Anne Joseph, * Versailles 18. Oktober 1752; † nach 1820, Comte de Montmorency, Seigneur de Saint-Simon, Vicomte de Clastres, Baron de Benay, Seigneur de Flavy-le-Martel et du Perier, Generalleutnant. ⚭ 1773 Anne Jeanne Thérèse Joséphine de la Roche-Fontenilles-Lomagne de Gensac, Dame du Claux, * 1754; † Paris November 1823, Tochter von Jacques de la Roche-Fontenilles-Lomagne, Marquis de Gensac, Comte de Corbarieu, und Anne Jeanne Amable de Caulet de Grammont

                6. Henriette Louise, * 29. Juni 1733. ⚭ 18. März 1747 Bleickard Maximilian Augustin Graf von Helmstatt, Grundherr zu Neckarbischofsheim (Helmstatt)

              2. (I) Robert
              3. (I) Cyprien René; † nach 25. Juni 1727, 1722 Abt von Manglieu.
              4. (I) Louise Elisabeth, * 16. Januar 1689.⚭ 1706 Michel Séraphin des Escotais, Seigneur de Chantilly.
              5. (II) Joseph Auguste, * wohl 1714; † 1783, Marquis de Montmorency, Feldmarschall. ⚭ 1747 Marie Louise Angélique de Barberin de Baignac, Witwe von Charles François de Campet, Comte de Saujon, Brigadier

            3. Henry, * 1640; † nach 1666, genannt Le Chevalier de Tartigny.
            4. Étienne, * 1642; † nach 1666, Pater in Le Breil.
            5. Louise, geistlich.
            6. Catherine Louise, getauft Paris 5. August 1651, geistlich.

          2. Jean; † im Duell 25 Jahre alt, Seigneur de Gournay.
          3. François; † nach 15. April 1674, 1631 Malteserordensritter, Malteserordenskomtur
          4. Robert; † Juni 1692, 1631 Malteserordensritter, Bailli von Morea.
          5. Charlotte; † nach Juni 1669. ⚭ (Ehevertrag 9. Juni und 16. November 1632) Guillaume Osmond, Seigneur d’Aubry-le-Panthou; † 1694.
          6. Jeanne, geistlich in La Chaise-Dieu.

        2. Charles; † 12. Februar 1606, Seigneur de La Rouxière.
        3. Hugues; † 20. April 1629/27. April 1638, Seigneur de Montigny et de Montbaudry. ⚭ (Ehevertrag 1. Oktober 1617) Michelle de Péricard; † nach 27. April 1638, Tochter von Nicolas Péricard, Seigneur de Saint-Étienne, und Anne de Chantelou.
          1. François, X im Zusammenhang mit der Schlacht bei Freiburg im Breisgau am 3., 5. oder 10. August 1644[56]
          2. Gabriel, X im Zusammenhang mit der Schlacht bei Nördlingen am 6. September 1634[57]
          3. Jean Louis, getauft 1620, Seigneur de Montigny et de Montbaudry. ⚭ Françoise de Chevestre, Tochter von Tannegui de Chevestre, Seigneur de Cintray, und Marie Caruel.
            1. Gabriel, genannt Le Marquis de Laval, Seigneur de Montigny et de Montbaudry, * 1660/61; † August 1720. ⚭ 30. Juni 1696 Charlotte Marie Thérèse de Besançon, * 1668/69, Tochter von Charles de Besançon, Seigneur de Courcelles, Marquis de Bazoches, Vicomte de Neufchâtel, und Jeanne van Beringhen.
            2. Pierre; † 1689.
            3. François; † Port-Louis… ⚭ NN de Gelin de Tremargues.
            4. François
            5. Charles François Gui; † 26. August 1713, Dr. theol., Domherr und Großvikar in Tournai, dann in Cambrai, 1713 Bischof von Ypern.
            6. Joseph, * 24. Oktober 1672, Malteserordensritter, 1721/22 Abt von Manglieu, tritt zurück, 1726 Malteserordenskomtur in Louviers, Vaumont und Thors.
            7. Françoise
            8. Louise

          4. François; † Quebec 6. Mai 1708, genannt L’Abbé de Montigny, Domherr und Archidiakon in Évreux, 1659 Bischof von Petraia in parte infidelium[58], Bischof von Quebec 1673–1688, tritt zurück, bestattet in Notre-Dame de Québec.
          5. Henri, Prior von La Croix-Saint-Leufroy
          6. Anne; † 1685, Supbriorin in Nantes

        4. Albert; † 1611, Malteserordensritter.
        5. Madeleine. ⚭ Christophe Le Comte-Nonant, Seigneur de Cervières.
        6. Hélène. ⚭ François Moreau de la Possonniére.
        7. Elisabeth. ⚭ Pierre des Hayes, genannt d’Espinay, Seigneur d’Auvergny.
        8. Marie, geistlich in La Chaise-Dieu
        9. Suzanne, geistlich in Caen.

      2. Kinder

    4. Jacques L’Aîné, * La Faigne 4. Februar 1526; † 1579, Seigneur de Boussu et d’Ancrebellemer. ⚭ Marie de Villiers, Dame de L’Estang, Tochter von Jean de Villiers und Marguerite de Mégiéres.
    5. Jacques Le Jeune, * La Puisaye 15. März 1528, 1578 bezeugt, Seigneur de La Faigne, d’Auvilliers et de Montcueil. ⚭ I (Ehevertrag Châteauneuf-en-Thymerais 2. Februar 1554) Marguerite de Mégières, Dame de Montcueil, Tochter von Jacques de Mégiéres, Seigneur de Montcueil, de Montbaudry etc., und Marie de Trousseauville, Witwe von Jean de Villiers, Seigneur de L’Estang. ⚭ II Marie Le Sec, 1578 bezeugt
      1. René; † vor 30. Juli 1594, Seigneur d’Auvilliers. ⚭ (Ehevertrag 17. November 1584) Catherine de L’Hôpital, Tochter von Jean, Comte de Choisy (Haus L’Hôpital) und Éléonore Stuart d’Aubigny, Witwe von Jean Baron d’Orbec.
      2. Suzanne † Louville 2. Juli 1591. ⚭ (Ehevertrag 13. Mai 1583) Esprit d’Allonville, Seigneur de Louville, de Herville[59], Co-Seigneur de Lesneville
      3. Elisabeth. ⚭ I Gabriel du Bocquet, Seigneur de La Gadelière; † nach 18. April 1595. ⚭ II 1598 Georges de Gauville Seigneur d’Amilly etc.
      4. (unehelich, Mutter unbekannt) Michel, 1578 bezeugt

    6. Madeleine, * Tartigny 14. April 1530; † nach 1578. ⚭ Pierre de Normainville, Seigneur de Boucault 1578/97
    7. Jacqueline, * La Rouxière 1. Dezember 1532; † nach 1566. ⚭ I Jean Fourateau, Seigneur de La Fouretière-en-Anjou. ⚭ II vor 1566 Jean de Gellain, Seigneur de Saint-Mard.

  2. Madeleine. ⚭ Guillaume de Pisseleu, Seigneur de Heilly.

## Die Herren von Bois-Dauphin
1. Thibault, 1421/59 bezeugt; † 1461 Seigneur de Saint-Aubin et des Coudrayes. ⚭ vor 23. Juni 1421 Anne Maimbier, Dame de Bois-Dauphin[43] et d’Aulnay, Tochter von Jean, Seigneur de Maimbier, und Jeanne Pointeau, Dame de Bois-Dauphin, sie heiratete in zweiter Ehe vor 1465 Adam le Roy – Vorfahren siehe Abschnitt Die Herren von Loué und Brée
  1. René I., 1470 bezeugt; † nach 15. April 1516, Ritter, Seigneur de Bois-Dauphin, de Saint-Aubin, des Coudrayes, d’Aulnay et de Précigné. ⚭ 1478 Guyonne de Beauvau, Dame de Précigné; † nach 15. April 1516, Tochter von Bertrand, Seigneur de Précigné (Haus Beauvau), Witwe von Jean Jouvenel des Ursins, Seigneur de La Motte Josserand[60]
    1. François, Seigneur de Bois-Dauphin 1508. ⚭ Marguerite d’Assé, Tochter von NN d’Assé, Seigneur de Montfaucon.
    2. Jean, 1509/36 bezeugt; † vor 1541, Seigneur de Bois-Dauphin, de Saint-Aubin, de Précigné, de Louailles, d’Aulnay, des Coudrayes, de Saint-Mars, de La Mousse et de Maugateau, Vicomte de Bresteau. ⚭ vor 26. Juni 1513 Renée de Saint-Mars; † 1533, Erbtochter von Mathurin, Vicomte de Bresteau, Seigneur de Saint-Mars, de La Mousse, de Rouperreux, de Saint-Georges, du Rosay et de Maugateau, und Jeanne de Brisay.
      1. René II, Seigneur de Bois-Dauphin, de Précigné, de Louailles, d’Aulnay, de Saint-Aubin, des Coudrayes, de La Mousse, de Saint-Mars, de Rouperreux, Vicomte de Bresteau, X im Zusammenhang mit der Schlacht von Saint-Quentin 10. August 1557[61]. ⚭ I 1. Juli 1533 Catherine de Baif, Tochter von François, Seigneur de Baif, und Françoise de Villiers, Dame de Mésangères et de Riverelles. ⚭ II 12. Dezember 1547 Jeanne de Lenoncourt, Tochter von Henri II, Comte de Nanteuil-le-Haudouin, Baron de Vignory, Seigneur de Ville, de Baudricourt et de Pacy, und Marguerite de Broyes (Haus Lenoncourt).
        1. (I) Françoise; † 16. Dezember 1615. ⚭ I vor 25. Mai 1558 Henri de Lenoncourt, Seigneur de Coupvray; † Dezember 1584 (Haus Lenoncourt). ⚭ II (Ehevertrag Coupvray 1. Februar 1586) Louis VI. de Rohan, 1570 1. Prince de Guéméné, Comte de Montbazon; † 4. Mai 1611 (Haus Rohan)
        2. (II) Anne, * 1548. ⚭ Georges de Créquy, Seigneur de Rissé.
        3. (II) Urbaine, * 1554. ⚭ Philippe de Crequy, Seigneur de Bordes
        4. (II) Urbain I., * 1557; † Sablé 27. März 1629, genannt Le Marquis de Bois-Dauphin, Seigneur de Bois-Dauphin, de Précigné, d’Aulnay, de Louailles, de Saint-Aubin et des Coudrayes, Comte de Bresteau, Marquis de Sablé, 1597 Staatsrat und Marschall von Frankreich, 1609/19 Gouverneur und Generalleutnant von Anjou. ⚭ Angers 16. Februar 1577 Madeleine de Montécler, Dame de Bourgon[62], d'Airon[63], de Bois-en-Parc, de Montaudin, de Bargé, des Grands-Beaucamps, de Fontenailles, de Pantloup, de Bourgnouvel, de Coulonge et de Chansonney, * wohl 1562; † 17. Mai 1612, Erbtochter von René, Seigneur de Bourgon etc., und Claude des Hayes, Dame de Fontenailles.
          1. Philippe-Emmanuel; † Bois-Dauphin 4. Juni 1640, Marquis de Sablé, Comte de Bresteau, Seigneur de Bois-Dauphin, de Précigné, de Baif, d'Aulnay, de Louailles, de Saint-Aubin, des Coudrayes, de Saint-Mars, de Bourgon, d’Airon, de Bois-en-Parc, de Montaudin et de Fontenailles. ⚭ Madeleine de Souvré, *1601; † 16. Januar 1678, Tochter von Gilles de Souvré, Marquis de Courtanvaux, Marschall von Frankreich (Haus Souvré), und Françoise de Bailleul, Dame du Renouard.
            1. Urbain II; † Paris 6. Dezember 1661, Marquis de Bois-Dauphin et de Sablé, ⚭ I Marie de Riants, Tochter von François de Riants, Seigneur de Villeray et d’Haudanseau, und Claude Garian. ⚭ II Marguerite de Barentin, * 1626/27; † Paris 8. Februar 1704, Tochter von Charles Barentin, Präsident der Rechnungskammer in Paris, und Madeleine de Kerquifinem, Dame d’Ardivilliers, Witwe von Charles de Souvré, Marquis de Courtanvaux
              1. (II) Charles, Marquis de Bois-Dauphin, X vor Woerden Oktober 1672.
              2. (II) Jacques, * wohl 1651, X bei der Belagerung von Candia 23. Juni 1669.

            2. Henri Marie, * 11. Januar 1620; † 22. November 1693, 1620/54 Abt von Notre-Dame du Perray-Neuf in Précigné, 1651 Bischof von Léon, Pair von Frankreich, 1654 Dechant von Saint-Martin de Tours, 1661 Bischof von La Rochelle, bestattet in La Rochelle
            3. Gilles, * 1621/22, X im Zusammenhang mit der Belagerung von Dünkirchen 17./18. Oktober 1646, 1637 Malteserordensritter, Marquis de Laval et de Sablé, Feldmarschall. ⚭ Madeleine Seguier, * 10. August 1618; † 31. August 1710, Tochter von Pierre Séguier, Duc de Villemor, Comte de Gien, Kanzler von Frankreich, und Madeleine Fabri (Haus Seguier), Witwe von César du Cambout, Marquis de Coislin[64], Comte de Crécy, Generalleutnant
              1. Madeleine, ⚭ Paris 30. April 1662 Henri Louis d’Aloigny, Marquis de Rochefort[65], Baron de Craon, d’Ingrande et de Cors, Gouverneur von Lothringen, Marschall von Frankreich; † Nancy 23. Mai 1676 (Haus Aloigny)

            4. Gilles, X vor Bordeaux, Malteserordensritter
            5. Jacques; † jung
            6. Marie, Nonne in Saint-Amand in Rouen.
            7. Madeleine
            8. Armande, geistlich
            9. Philippe; † jung

          2. 2 Söhne; † klein
          3. (unehelich, Mutter: Marie Gérard) Urbaine bâtarde de Laval. ⚭ Paris 24. Oktober 1645 Nicolas Maréchal

      2. Claude, 1538/54 bezeugt, genannt Le Gros Boisdauphin, Seigneur de Téligny et de Maugateau, 1554 Elekt von Embrun. ⚭ (Ehevertrag 11. April 1540) Claude de La Jaille; † vor 1654, Tochter von René de la Jaille, Seigneur de Beuxes, und Jeanne Hérisson, Witwe von Gui de Laval (Haus Montmorency).
      3. Hardouin, 1526/39 bezeugt
      4. Catherine. ⚭ I François du Puy-du-Fou, Ritter. ⚭ II Louis d’Ailly, Baron de Picquigny, Vidame d’Amiens, Seigneur de Raigneval, X im Zusammenhang mit der Schlacht bei Saint-Denis am 10. November 1567[66] (Haus Ailly)
      5. Anne. ⚭ Jean, Seigneur de Champagne, de Pescheseul et de Bailleul.
      6. Hyéronime, geistlich in Belhomert.
      7. Tochter, geistlich

  2. Gabrielle, 1465/1516 bezeugt. ⚭ (Ehevertrag 25. Juli 1488) Jean de L’Age (Haus L’Age)
  3. Yolande; † nach 1491. ⚭ Macé de Souvré, Ritter, Seigneur de Gervaise; † nach 1491.
  4. Françoise. ⚭ I Bertrand Haussard, Ritter, Seigneur de Bours. ⚭ II 1495 Guyon, Seigneur de Fourmentières.
  5. Louise, 1496/99 bezeugt. ⚭ Gui de Brée, Seigneur de Montchevrier et de Fouilloux[67]; † vor 1496.

## Die Herren von Marly
1. Mathieu I., 1160 bezeugt; † 1204 in Konstantinopel, Sire de Marly, de Verneuil, de Montreuil-Bonnin, de Picauville et d’Attichy, 1189 und 1202 Kreuzritter (Dritter Kreuzzug und Vierter Kreuzzug). ⚭ Mathilde (Mahaut) de Garlande, 1200 bezeugt; † 16. März 1224, Tochter von Guillaume III und Idoine de Trie, Witwe von Hugues de Gallardon, gründet 1204 Port Royal des Champs – Vorfahren siehe Abschnitt Die Herren von Montmorency (12.–13. Jahrhundert)
  1. Bouchard I., 1182 bezeugt; † 13. September 1226, Ritter, 1209 Sire de Marly, Seigneur de Montreuil-Bonnin, de Saissac, de Saint-Martin-en-Languedoc et de Picauville, 1209/12 Kreuzritter (Albigenserkreuzzug), bestattet in Port Royal. ⚭ vor Juni 1209 Mahaut de Châteaufort; † nach 25. Juli 1267, Tochter von Gasce de Poissy, Seigneur de Châteaufort, und Constance de Courtenay
    1. Thibaud, 1212 bezeugt; † 7. oder 8. November 1247, 1224 Mönch, 1230 Prior, 1235 Abt von Notre-Dame-des Vaux-de-Cernay, 1710 heiliggesprochen.
    2. Pierre, 1212 bezeugt; † 4. September 1240/1241, Ritter, 1226 Sire de Marly, Seigneur de Montreuil-Bonnin, 1239 Seigneur de Toëny, bestattet in Port Royal. ⚭ Jeanne; † nach 1240
    3.  Bouchard II, 1212 bezeugt; † 1. Juni 1250, Ritter, Sire de Marly, Seigneur de Montreuil-Bonnin et de Picauville, bestattet in Port Royal. ⚭ vor September 1233 Agnès de Beaumont (Beaumont-du-Gâtinais); † nach 5. Mai 1260, bestattet in Port Royal, Tochter von Guillaume genannt Pied-de-Rat.
      1. Kinder, 1248 bezeugt
      2. Alphonse-Bouchard; † 1255, bestattet in Port Royal
      3. Isabelle, 1255/77 bezeugt; † 3. September 1292. ⚭ I Robert de Poissy, Seigneur de Malvoisine; † vor 1265. ⚭ II Guillaume de Beaumont (Beaumont-du-Gâtinais), Seigneur de Passy-sur-Marne et de Villemomble; † 19. Dezember 1268/9. Juni 1269. ⚭ III vor 9. Juni 1269 Gui III. genannt Guiot de Lévis, Maréchal et Seigneur de Mirepoix, 1261/98 bezeugt (Haus Lévis).
      4. Richard, 1255 bezeugt; † vor 1260
      5. Béatrice, 1255/60 bezeugt; † 23. September wohl 1300, 1270/85 Nonne in Port Royal
      6. Mathieu II, 1255 bezeugt; † 30. Oktober wohl 1280, Sire de Marly, 1268 Sire de Gallardon, 1271 Chambellan de France. ⚭ vor April 1274 Marguerite de Lévis; † 15. April 1327, bestattet in Port Royal, Tochter von Gui II, Maréchal et Seigneur de Mirepoix, (Haus Lévis)
        1. Mathieu III; † 27. Januar 1305, Sire de Marly, Grand-Échanson de France, bestattet in Port Royal. ⚭ vor 1294 Jeanne de L'Isle-Adam, Dame de Valmondois; † nach 27. Januar 1346, Tochter von Anseau IV., Sire de L’Isle-Adam, und Isabelle de Moreuil
          1. Louis, 1333/52 bezeugt; † 25. März 1356, Sire de Marly, Seigneur de Valmondois et de Picauville, Kastellan von Magny.
          2. Mathieu, Ritter, 1341/51 bezeugt
          3. Jean; † kurz nach 1352, Seigneur de Picauville. ⚭ Mahaut Flotte deRevel, 1361 bezeugt, sie heiratete in zweiter Ehe Jean de Meudon

        2. Bouchard, 1285 minderjährig; † 9. März 1297, bestattet in Port Royal. ⚭ Philippa de Mesalent; † 9. März 1297, Dame de La Ferté-Ernaud et de Villepreux 1308, Tochter von Pierre, Ritter, und Mahaut de Poissy, Dame de La Ferté-Ernaud et de Villepreux, sie heiratete in zweiter Ehe Jean I. de Vendôme, Seigneur de La Chartre-sur-le-Loir 1310 (Haus Montoire)
        3. Robert, 1285 minderjährig, 1287 bezeugt
        4. Thibaut; † wohl vor 1287, geistlich
        5.  ? Jean de Marly. ⚭ vor 5. September 1303 Jeanne

      7. Thibaut, 1255/86 bezeugt; † 18. April 1287, Ritter, Seigneur de Mondeville, 1270 Kreuzritter (Siebter Kreuzzug) ⚭ NN de Neufbourg; † 12. November 1290, bestattet in Port Royal.

    4. Mathieu, 1212/30 bezeugt; † 7. April 1234
    5. Mabile. ⚭ Guillaume Étendart, Ritter, Seneschall von Provence und Lombardei, 1269 Marschall des Königreichs Sizilien; † 17. Januar/24. Februar 1271.
    6.  ? Renaud de Marly, ⚭ vor Mai 1258 Hersende

  2. Mathieu, 1194/1248 bezeugt; † 2. April wohl 1249, Seigneur de Laye, 1211 Kreuzritter (Albigenserkreuzzug), gründet 1231 die Abtei Sainte-Geneviève. ⚭ vor 1212 Mabile de La Ferté, Dame de Mondeville, 1254 bezeugt; † vor 31. Januar 1257, Tochter von Guillaume, Seigneur de La Ferté-Ernaud et de Villepreux (Haus Le Puiset), und Constance de Courtenay.
  3. Guillaume, 1194 bezeugt; † 28. August wohl 1220, vor November 1221, Domherr in Paris
  4. Marguerite, 1209/23 bezeugt; † 7. August wohl 1230, vor Januar 1231, Dame de Verneuil. ⚭ Aimery (Don Manrique Pérez), Vicomte de Narbonne; † nach Januar 1231, vor 1241 (Haus Manrique de Lara)

## Die Kastellane von Gisors
Die Linie der Kastellane von Burg Gisors wird von André Duchesne (s. Literatur) angegeben und von Père Anselme aufgegriffen, moderne Montmorency-Genealogien führen sie nicht.
1. Geoffroy Le Riche, Kastellan von Gisors ⚭ Richilde (siehe Abschnitt „Die Banthelu“) – Vorfahren siehe Abschnitt Die Herren von Montmorency (11.–12. Jahrhundert)
  1. Hervé
  2. Thibaud Payen, Seigneur de Gisors ⚭ Mathilde ou Mahaut (siehe Abschnitt „Die Banthelu“)
    1. Hervé
    2. Hugues I, Seigneur de Gisors. ⚭ Mathilde
      1. Jean, Seigneur de Gisors.
        1. Hugues II, Seigneur de Gisors.
        2. Guillaume. ⚭ Jeanne

      2. Idoine

    3. Thibaud. ⚭ Mochaidis
    4. Marguerite; † 1147. ⚭ Guillaume Aiguillon, Seigneur de Trie (Haus Trie)
    5. Mathilde. ⚭ Richard I, Seigneur de Banthelu (siehe Abschnitt „Die Banthelu“)
    6. Richilde

## Die Banthelu
1. Foucaud I – Vorfahren siehe im Abschnitt Die Herren von Montmorency (11.–12. Jahrhundert)
  1. Thierry, um 1080/um 1100 bezeugt
    1. Hugues II, um 1080/1118 bezeugt
    2. Richard I de Banthelu, 1096/1122 bezeugt, 1110 Vogt von Saint-Denis zu Argenteuil; ⚭ Mathilde, 1122 bezeugt, Tochter von Payen, Kastellan von Burg Gisors (siehe Abschnitt „Die Kastellane von Gisors“)
      1. Thierry, 1122/um 1140 bezeugt
      2. Richard II, 1122 minderjährig, 1172 bezeugt
        1. Richard III de Banthelu, um 1170/1207 bezeugt, Co-Seigneur de Deuil, verkauft 1203 die Vogtei von Argenteuil an Guillaume de Garlande; ⚭ NN, 1202 bezeugt
          1. Richard IV de Banthelu, 1207/33 bezeugt; † vor April 1239; ⚭ Marie, 1239 bezeugt

        2. Mathilde, 1172 bezeugt

      3. Guillaume, 1122 minderjährig, um 1148 bezeugt, bestattet in Saint-Martin in Pontoise
      4. Mathilde, 1122 minderjährig
      5. Agnès, 1122 minderjährig
      6. Hugues, um 1140/1172, Ritter
      7. Hervé, genannt de Bréançon, um 1142/1187 bezeugt, wohl 1181/85 geistlich
      8. Foucaud, um 1142/1151-61 bezeugt

    3. Foucaud II de Saint-Denis, 1096/um 1122 bezeugt – Nachkommen siehe Abschnitt Die Herren von Juilly (12.–13. Jahrhundert)
    4. Guillaume, 1118 bezeugt
    5. Idoine, um 1130 bezeugt

  2. Hugues I, um 1063/1096 bezeugt
  3. Richilde, um 1088 bezeugt; ⚭ Geoffrey Le Riche, um 1088/um 1090 bezeugt (siehe Abschnitt „Die Kastellane von Gisors“)

## Die Herren von Juilly (12. – 13. Jahrhundert)
1. Foucaud II de Saint-Denis, 1096/um 1122 bezeugt – Vorfahren siehe Abschnitt Die Banthelu
  1. Foucaud III, 1147 bezeugt. ⚭ nach 1113 Mahaud d’Aulnay, Tochter von Pierre und Hélissent, Witwe von NN; ihre Nachkommen führen den Namen de Montmorency
    1. Foucaud IV, um 1150/90 bezeugt, Sire de Juilly; ⚭ um 1150 Agnès de Garlande, 1177 bezeugt, Tochter von Guillaume II.
      1. Gautier II, 1177/1230 bezeugt; † vor 1233, Sire de Juilly, 1202/04 Kreuzritter (Vierter Kreuzzug); ⚭ Marie Sanglier, Dame de Saint-Ouen, 1212/19 bezeugt
        1. Kinder, 1218 bezeugt
        2. Jean I, Ritter, 1215/42 bezeugt; † 7. Mai eines unbekannten Jahres, 1233 Sire de Juilly. ⚭ um 1198 Marie le Bouteiller, 1233/42 bezeugt; † 7. Juni eines unbekannten Jahres, Tochter von Gui III und Elisabeth de Trie
          1. Gautier III; † 1270/74, Ritter, 1245 Sire de Juilly. ⚭ vor 1245 Hélissent; † nach 1270 – Nachkommen siehe Abschnitt Die Herren von Juilly (13.–15. Jahrhundert)
          2. Jean, 1268 bezeugt; † 28. März eines unbekannten Jahres, Kanoniker in Meaux
          3. Eudes III.; † 20. Februar 1285[68], 1239 Domherr in Paris, 1256 Küster in Saint-Quentin, 1279 Elekt von Paris
          4. Jeanne, 1267 bezeugt. ⚭ NN, Seigneur de Plaisance
          5. Henri, Seigneur de Chauconin, 1239 Kreuzritter (Kreuzzug der Barone)
            1. Philippe de Juilly, 1274/75 bezeugt; † 18. April 1313, bestattet in Juilly
            2. Pierre de Juilly, Ritter. ⚭ Agnès de Baillolet; † 29. Januar 1280, bestattet in Juilly

        3. Robert II, Ritter, Seigneur de Chavenay 1219/58
          1. Hervé de Montmorency, 1255/67 bezeugt. ⚭ Marie; † vor 17. Januar 1267

        4. Raoul, 1254 bezeugt, Ritter
        5. Eudes; † 13. März eines unbekannten Jahres, Domherr in Paris
        6. Marguerite. ⚭ vor November 1220 NN

      2. Guillaume; † vor 1177
      3. Foucaud; † vor 1184
      4. Henri, 1181/um 1210 bezeugt, 1202 Kreuzritter (Vierter Kreuzzug)
      5. Dreux, 1207/20 bezeugt
      6. Hugues V, 1202/23 bezeugt, 1202 Kreuzritter (Vierter Kreuzzug)
      7. Robert II; † nach 1232, Ritter, Seigneur de Vémars, 1198 von den Engländern gefangen. ⚭ vor 1206 Aveline, 1232 bezeugt
        1. Jean de Vémars, 1248 (vielleicht auch 1230) bezeugt; † vor 1252 in Ägypten (Sechster Kreuzzug)
          1. Jean de Saint-Denis, 1270 bezeugt
          2.  ? Pierre de Vémars, 1270 bezeugt

      8. Agnès; ⚭ NN d’Orcheux (wohl Guérin d’Orcheux, 1189/96 bezeugt)
      9. Richeude. ⚭ Gautier Berrez de Saint-Gebert

    2. Gautier I, um 1143 bezeugt, 1153–1156 und 1171 Marschall von Saint-Denis
      1. Marguerite, 1186/89 bezeugt; ⚭ Guillaume Bateste, 1186/89 bezeugt, Ritter

    3. Pierre; † 10. März nach 1179, 1145 Domherr in Paris, 1171 Kanoniker in Saint-Denis-du-Pas[69], 1171/79 Kanzler von Frankreich
    4. Josselin, 1170/72 bezeugt
    5. Hugues IV; † 24. September 1197, bis 1169 in Sizilien, 1186 Prior, 1189 Abt von Saint-Denis
    6. Richilde; ⚭ nach 1140 Girard de Saint-Denis; † vor 1183, Neffe von Abt Suger von Saint-Denis
    7.  ? Dreux de Montmorency, 1172 bezeugt

  2. Hugues III, 1122/um 1135 bezeugt
  3. Reine. ⚭ Raoul de Jagny, Ritter

## Die Herren von Juilly (13. – 15. Jahrhundert)
1. Gautier III; † 1270/74, Ritter, 1245 Sire de Juilly. ⚭ vor 1245 Hélissent; † nach 1270 – Vorfahren siehe Abschnitt Die Herren von Juilly (12.–13. Jahrhundert)
  1. Jean II, 1254/1301 bezeugt; † 8. Mai 1301, 1284 Sire de Juilly, 1294 Seneschall von Poitou und Limousin. ⚭ Agnès de Forest, 1281/84 bezeugt; † vor 1301, Tochter von Jean II, Profos von Montjay
    1. Jean III de Juilly, 1303/27 bezeugt, Ritter, Kämmerer des Königs Philipp VI., bestattet in Juilly. ⚭ Jeanne Le Saiche; † nach 1347, bestattet in Juilly
      1. Philippe, Ritter, Seigneur de Juilly 1347
        1. Philippe, Ritter, Seigneur de Betz-en-Valois 1362/74
          1. Gui, 1370/86 bezeugt
            1. Philippe, 1415 bezeugt

          2. Philippot, 1378/1418 bezeugt
          3. Tochter. ⚭ Jean de Châtillon, Seigneur de Dours, de Saint-Hilliers, de Souvain et de Jonchery; † 23. Juni 1397 (Haus Châtillon)

      2. Jeannin, 1346 bezeugt
      3. Guillaume; † wohl 1350. ⚭ Marie de Fresne
        1. Robert de Juilly; † 1376, 1363 Großprior des Johanniterordens in Frankreich, 1374 Großmeister des Johanniterordens
        2. Jacqueline, Dame du Tremblay 1367/90. ⚭ Baudart de Messy; † vor 1367

    2. Gautier, 1347/59 bezeugt, Ritter, bestattet in Juilly, ⚭ vor 11. April 1350 Isebeau de Trie, bestattet in Juilly
    3. Tochter. ⚭ Renaud I de Nantouillet, 1316 Seigneur de Nantouillet et de Juilly, bestattet in Juilly

  2. Hélissent, ⚭ vor 1267 Pierre de Jagny
  3. Marguerite; † 19. August 1308, bestattet in Juilly. ⚭ I NN, Seigneur du May. ⚭ II Raoul de Montgé
  4. Tochter. ⚭ Jean de Charny, 1274 bezeugt